# 滑铁卢战役
滑铁卢战役（英語：Battle of Waterloo）是1815年6月18日布魯塞爾南部滑鐵盧發生的大規模會戰，交戰雙方分別是法蘭西第一帝国和大不列顛聯合王國、荷蘭聯合王國、普魯士王國所率之反法同盟。拿破崙率領的法軍在此戰不敵威靈頓公爵與布吕歇尔元帥指揮的反法聯軍，最終帝國覆滅，終結拿破崙戰爭。
1815年拿破崙率旧部逃离厄尔巴岛，重返巴黎。英國、普魯士、奥地利等國結成第七次反法同盟分頭包圍法國。威靈頓公爵和馮·布呂歇爾指揮的英普聯軍集結在法國東北邊境。拿破崙乘反法同盟的軍隊尚未集結完成先發制人，6月16日率領6.8万法軍主力在利尼战役击败馮·布呂歇爾将军率领的普軍，隨後派遣埃马纽埃尔·德·格鲁希元帥帶領3万3千名法軍追擊逃跑的普軍，自己則赶到比利时布魯塞爾以南的滑鐵盧，和威靈頓公爵率领的英軍對峙。馮·布呂歇爾花一个上午重整軍隊，马不停蹄奔赴滑鐵盧。爲等待地面乾燥，法軍于6月18日午後才向英軍發起進攻。戰役中法軍優勢騎兵不斷衝擊英軍的方陣，晚6時馮·布呂歇爾率领的普軍赶到并猛攻法軍右翼。晚9時，法軍被聯軍突破而崩潰。
滑鐵盧戰役後，聯軍逼迫拿破崙停戰，拿破崙被放逐到大西洋中的聖赫勒拿岛，于六年後逝世。

## 背景

### 拿破崙回歸

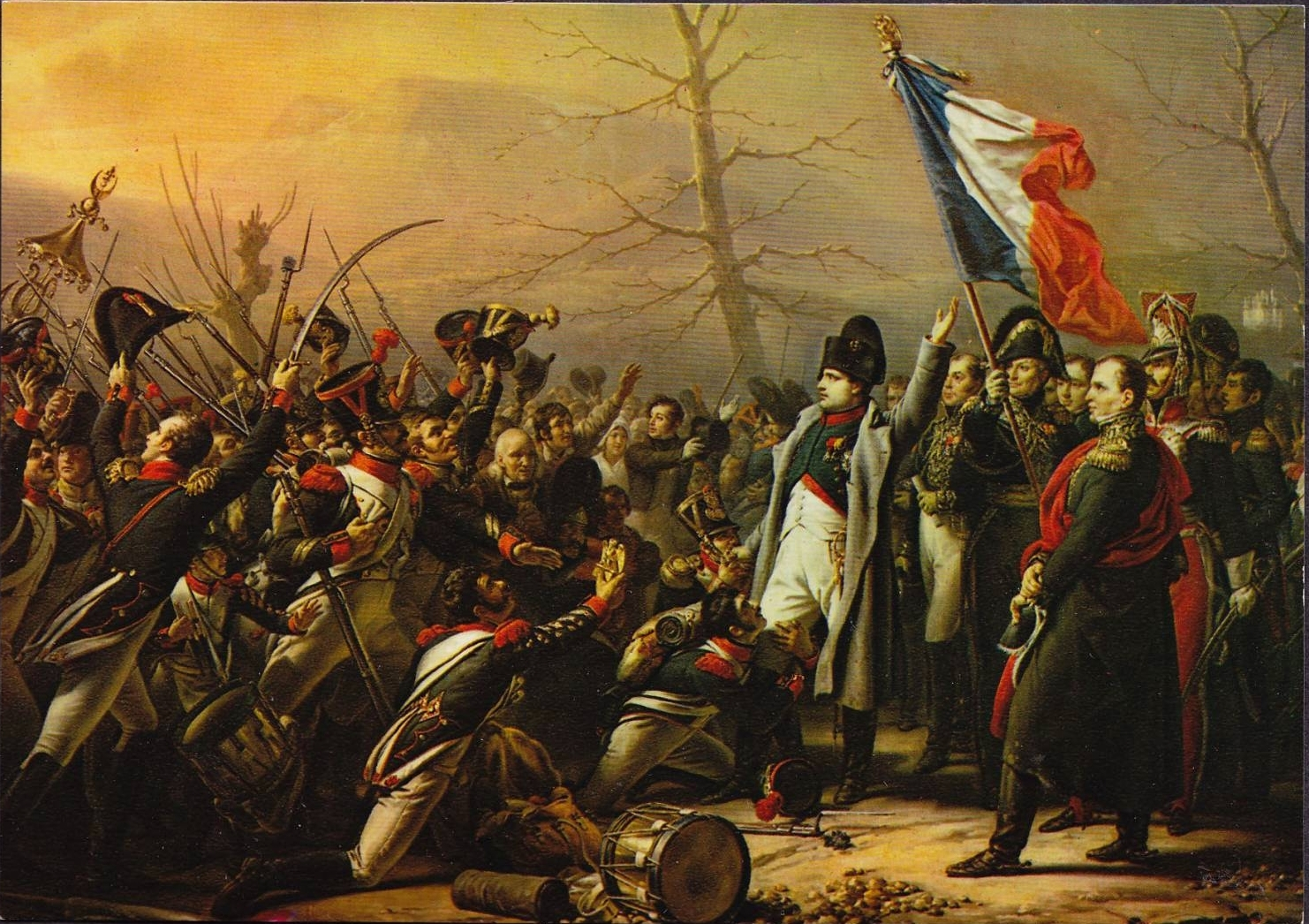
拿破侖歸來，夏尔·德·施托伊本绘于1818年

1814年4月拿破仑第一次退位后，被囚禁在地中海的厄尔巴岛。1815年2月26日，当厄尔巴岛的守军放松警惕时，拿破仑带领600余人从费拉约港逃离厄尔巴岛，并于3月1日在法国南部的昂蒂布附近登陆。除了在保皇党集中的普罗旺斯，一路上拿破仑都受到热烈欢迎。为绕过普罗旺斯，拿破仑选择经阿尔卑斯山前往法国巴黎，他所走过的路线现称为拿破仑之路。3月20日拿破仑抵达巴黎并再次夺政。
1815年3月13日，反法同盟在维也纳会议上宣布拿破仑为逃犯。3月15日，拿破崙妹夫繆拉領導下的那不勒斯王國向反法同盟宣戰。3月17日，大英帝国、俄罗斯帝国、奥地利帝国和普鲁士王国开始集结军队来攻打法蘭西第一帝國。拿破仑意识到他试图劝阻反法同盟入侵法国的努力已经失败，他唯一的希望，是在盟军集结完毕之前將其各个击破。如果他能先擊敗集結在比利时布鲁塞尔的英普联军，或许能迫使普鲁士退出反法同盟，然后再來抗擊奥地利和俄国。此外，比利时南部的法语区居民是法国潜在的支持力量。
威靈頓公爵当初为防卫自己的据点奥斯坦德，把兵力部署在布鲁塞尔西南至蒙斯一線。拿破崙委派米歇尔·内伊元帥指揮左翼，埃马纽埃尔·德·格鲁希元帥指揮右翼，自己親自率領本隊和預備隊于6月16日凌晨由沙勒罗瓦越過法比邊境插入英荷聯軍和普軍之間的空檔。

### 前哨戰：利尼戰役和四臂村戰役

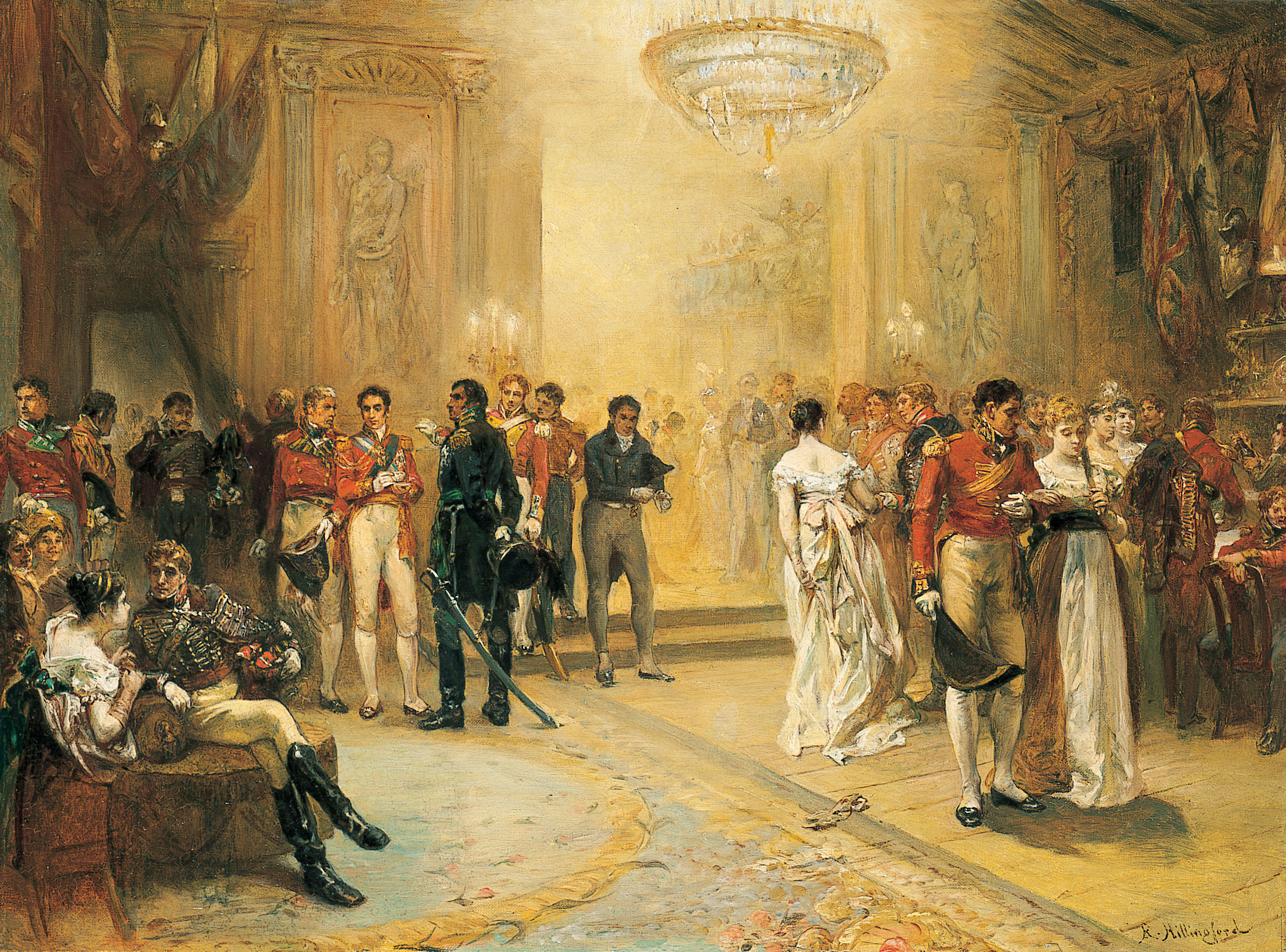
威靈頓公爵在里士滿公爵夫人的舞會上得到拿破侖來襲急訊，罗伯特·亚历山大·希林福德绘于19世纪70年代

滑鐵盧戰役廣域圖（6月15日-18日）

6月15日晚間，威靈頓公爵參加里士滿公爵夫人的舞會。6月16日凌晨，當荷蘭國王威廉一世的兒子奧蘭治親王（威廉二世）帶來拿破侖入侵的消息時，大家都為法軍敢於主動挑戰兩倍於己的英普聯軍以及其突如其來進軍速度而吃驚。威靈頓公爵立刻下令聯軍向四臂村集結。同時命令奧蘭治親王和萨克森-魏玛-爱森纳赫大公的儿子伯恩哈德一同擋住内伊元帥率領的法軍左翼為本隊的集結爭取時間。拿破崙則命令内伊元帥確保四臂村的交差路口，如有必要向東迂回包抄增援法軍本隊。
6月16日拿破侖率領本隊會同埃马纽埃尔·德·格鲁希元帥指揮的右翼首先向普軍發起進攻，在法軍的猛攻之下，普軍中央部蒙受極大的損失，約有16,000名普軍戰死或負傷。布呂歇爾甚至一時下落不明，不得不由參謀長格奈森瑙中將代理指挥。但普軍的兩翼基本完好。這场战役是拿破侖軍事生涯中親自指揮獲得的最後一場勝利，史稱利尼战役。這次戰役法軍在戰術層面上擊敗普軍，但并未被完全擊潰的普軍在兩天後就重新集結，並在滑鐵盧給予法軍致命的一擊，法軍則有三分之一的兵力因為被吸引，導致不能參加滑鐵卢戰役。

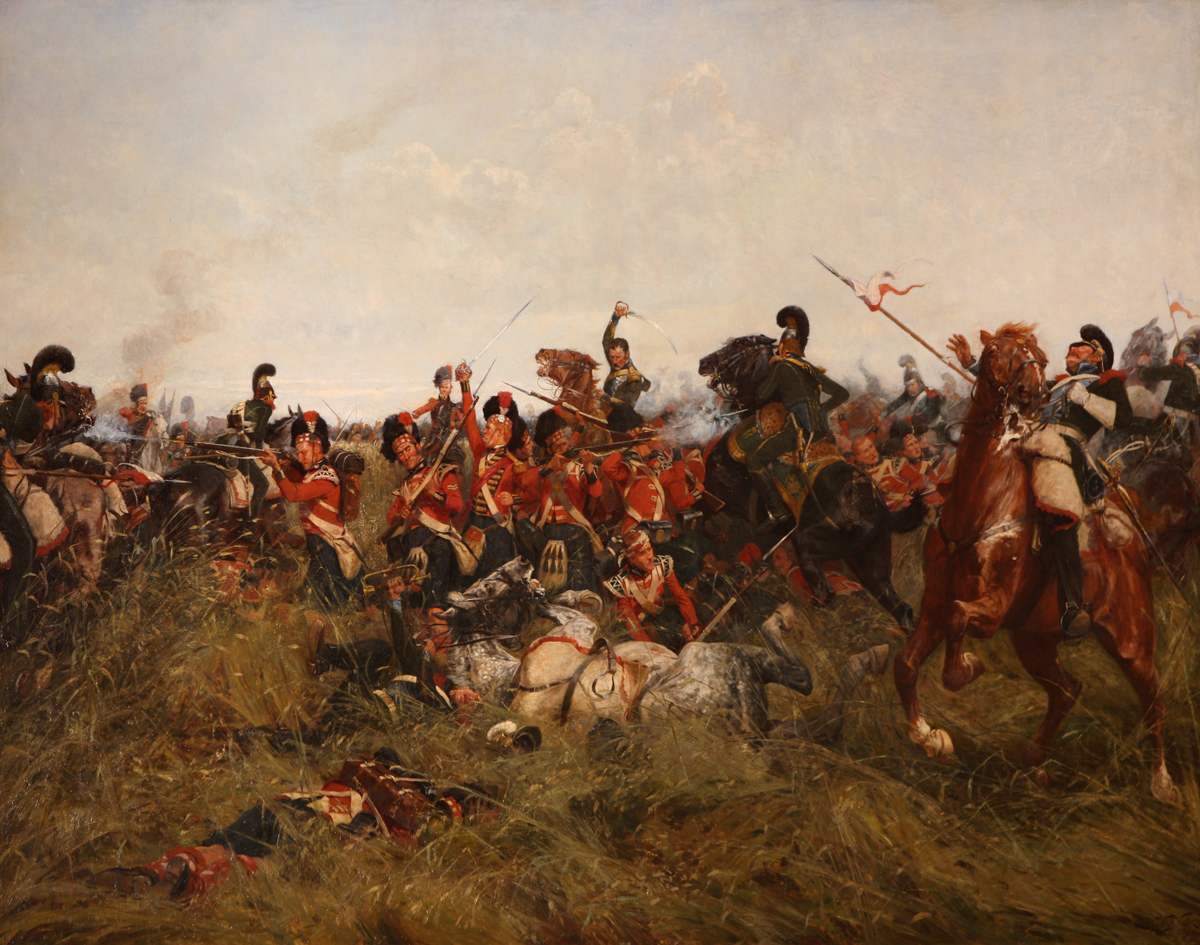
四臂村之戰

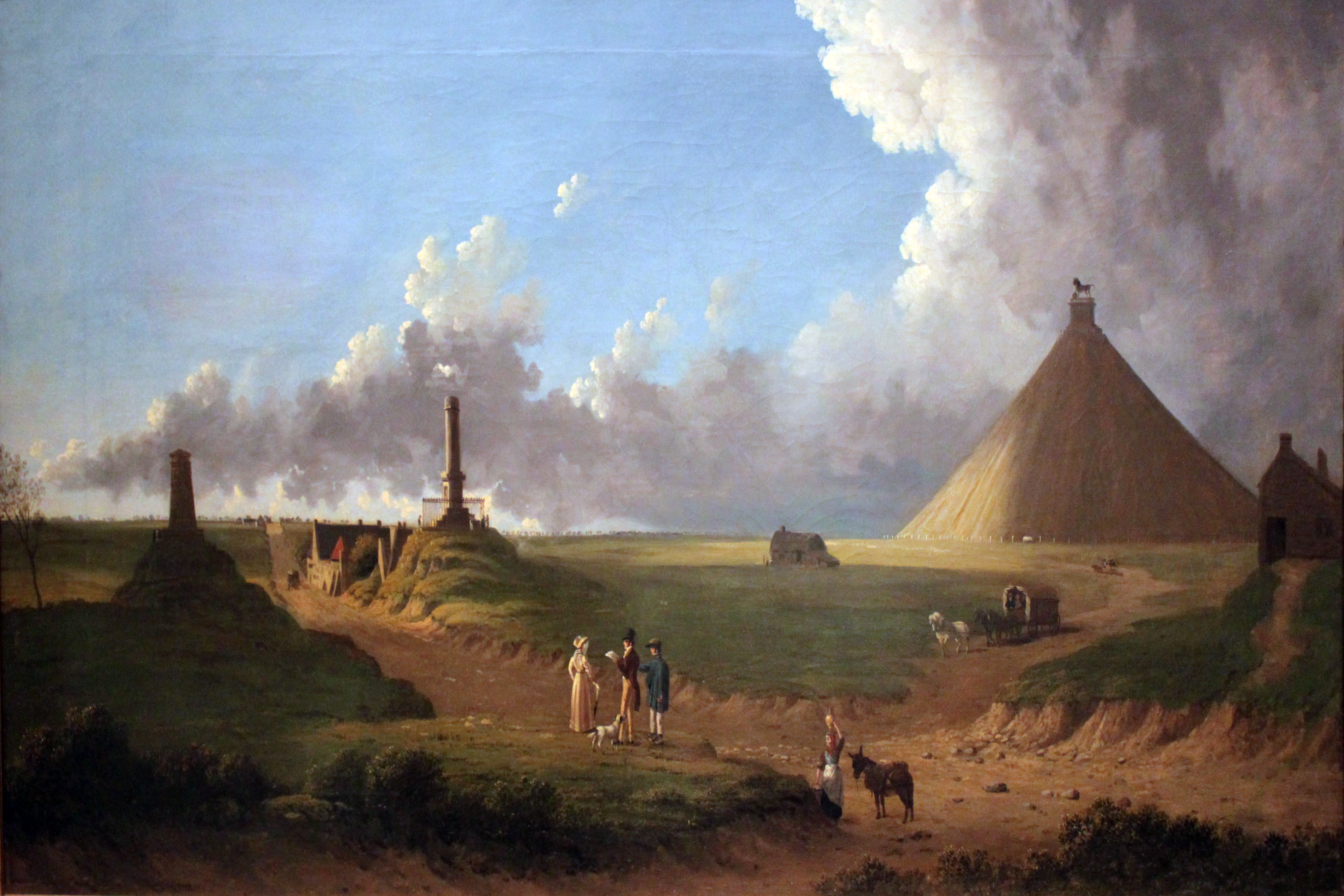
滑铁卢

在西線，法軍内伊元帥也同時向守衛四臂村的普軍奧蘭治親王部隊展開攻擊。但内伊元帥的猶豫不前，使得奧蘭治親王的少量兵力能夠守住陣地，直到威靈頓公爵的增援部隊趕到。6月16日黃昏，內伊元帥撤出，此時普軍在利尼战役失利的消息傳來，英荷聯軍的側翼暴露，威靈頓公爵果斷指示部隊向北後撤到滑鐵盧南側附近的苏瓦涅森林附近紮營。
法軍沒有阻止普軍從利尼撤退。普軍后卫部隊一直堅守到午夜，少數部隊甚至到6月17日早晨方才撤離戰場。拿破侖錯誤認為普軍是向往東北方的本國方向逃跑，實際上普軍選擇與英荷聯軍平行的路線向北撤退。普軍以未參加利尼之戰的第4軍為中心重新集結。拿破侖曾經說過「雖然我有過失敗，但從未因為過分的自信而貽誤戰機」，但從利尼之戰後的表現來看，確有輕敵的嫌疑。拿破侖指揮的法軍行動緩慢，直到6月17日11點各部隊才收到追擊的命令，當日13點，内伊元帥向四臂村攻擊時，才發現威靈頓公爵早已經撤退。内伊元帥派騎兵追擊，與威靈頓公爵斷後的騎兵發生小規模衝突。但夜間下起大雨，法軍不得不停止追擊。右翼格鲁希元帥率領33,000名法軍追擊逃跑的普軍，結果也失去普軍的下落。
6月17日晚英荷聯軍抵達滑鐵盧，法軍也隨後跟到。布吕歇尔的普軍集結到瓦夫爾東側13公里处。在滑鐵盧，共計有英荷聯軍68,000人和法軍72,000人展開對峙。
| xxxx 北部方面軍 拿破侖 122,600人 |

| xxxx 下萊茵方面軍 拉普 24,400人 |

| xxxx 阿爾卑斯方面軍 絮歇 25,100人 |

| xxx 第1監視軍 勒古布 14,800人 |

| xxx 第2監視軍 布律纳 10,000人 |

| xxx 第3監視軍 德康 15,000人 |

| xxx 第4監視軍 克洛泽尔 15,000人 |

| xxxx 西部方面軍 拉馬克 1,500人 |

| xxxx 低地方面軍 威灵顿公爵 112,000人 |

| xxxx 萊茵方面軍 布呂歇爾 123,000人 |

| xxx 北德意志軍 克莱斯特 26,200人 |

| xxxx 萊茵方面軍 卡尔·菲利普 272,700人 |

| xxxx 奧地利-皮埃蒙特聯軍 弗里蒙特 62,000人 |

| xxxx 俄軍 巴克莱·德托利 157,000人 |

| xxxx 西班牙軍 卡斯塔尼奥斯 24,000人 |

| xxxx 北部方面軍 拿破侖 122,600人 |

| xxxx 下萊茵方面軍 拉普 24,400人 |

| xxxx 阿爾卑斯方面軍 絮歇 25,100人 |

| xxx 第1監視軍 勒古布 14,800人 |

| xxx 第2監視軍 布律纳 10,000人 |

| xxx 第3監視軍 德康 15,000人 |

| xxx 第4監視軍 克洛泽尔 15,000人 |

| xxxx 西部方面軍 拉馬克 1,500人 |

| xxxx 低地方面軍 威灵顿公爵 112,000人 |

| xxxx 萊茵方面軍 布呂歇爾 123,000人 |

| xxx 北德意志軍 克莱斯特 26,200人 |

| xxxx 萊茵方面軍 卡尔·菲利普 272,700人 |

| xxxx 奧地利-皮埃蒙特聯軍 弗里蒙特 62,000人 |

| xxxx 俄軍 巴克莱·德托利 157,000人 |

| xxxx 西班牙軍 卡斯塔尼奥斯 24,000人 |

## 軍隊

### 法軍
參加滑鐵盧戰役的有北部方面軍72,000人，其中步兵57,000人，騎兵15,000人，火炮250門。拿破崙奪取政權后收編路易十八的軍隊18万人，又將由於節省財政開支而被削減的，長期休假離營的，非正式除名的以及戰爭期間逃跑的士兵重新徵召入伍，用這些有實戰經驗的老兵為核心訓練新兵。這些老兵普遍有一雪前恥的意願，因此士氣高昂。武器裝備也十分充足，不過法國經過多年的戰亂，軍馬數量不足，騎術訓練也不充分。此戰法軍共投入14個胸甲騎兵團，7個槍騎兵團。
拿破崙在1814年不利戰況下，依然表現出卓絕的指揮能力。然而此戰時的拿破崙，無論在肉體和精神上卻都處於衰老狀態。因而數度錯失良機。曾經長期輔佐拿破侖的路易斯·亚历山大·贝尔蒂埃在巴伐利亚自殺身亡，而由讓·德迪厄·蘇爾特元帥代任总參謀。苏尔特元帥是十分優秀的野戰指揮官，但不具有像贝尔蒂埃那樣能把拿破侖簡潔含糊口頭命令傳達到基層指揮官的天才本領。結果苏尔特元帥傳遞的含糊命令造成基層軍官必須反覆確認命令，導致法軍行動速度遲緩。例如：苏尔特元帥在6月17日晚上十點只向格鲁希元帥派出一名傳令兵傳達追擊的命令，拿破侖知道后，斥責他「如果換作贝尔蒂埃的話，肯定會派出100名傳令兵」。戰後拿破崙回憶的時候，也感嘆「苏尔特不是個好總參謀長」。
北部方面軍左翼是由有猛將之稱的内伊元帥指揮，遠征俄羅斯之後，内伊元帥的氣色也有所衰竭。雖然拿破崙不太欣賞内伊的戰略眼光，但由於内伊元帥在士兵當中有相當高人氣，因此委派他擔當左翼總指揮。

#### 法軍戰鬥序列
| | | | | | |                                               |                                               | 北部方面軍 |                                               |                                               |                                               |           |           | | | | | | |                                         |                                         |                                                   |                                                   |                                                   |                                                   |                                                   |                                                   | | | | | | |                                             |                                             |                                             |                                             |  |  |                                                        |                                                        |                                                        |                                                        |                                                        |                                                        | | | | | | |  |  |  |  |  |  |  |  |  |  |  |  |  |  |  |  |  |  |
| | | | | | |                                               |                                               | 总司令 - 拿破侖皇帝 总参謀長 - 苏尔特元帥 左翼軍團司令 - 内伊元帥 右翼軍團司令 - 格鲁希元帥 122,600名，火炮368門 |                                               |                                               |                                               |           |           | | | | | | |                                         |                                         |                                                   |                                                   |                                                   |                                                   |                                                   |                                                   | | | | | | |                                             |                                             |                                             |                                             |  |  |                                                        |                                                        |                                                        |                                                        |                                                        |                                                        | | | | | | |  |  |  |  |  |  |  |  |  |  |  |  |  |  |  |  |  |  |
| | | | | | |                                               |                                               | |                                               |                                               |                                               |           |           | | | | | | |                                         |                                         |                                                   |                                                   |                                                   |                                                   |                                                   |                                                   | | | | | | |                                             |                                             |                                             |                                             |  |  |                                                        |                                                        |                                                        |                                                        |                                                        |                                                        | | | | | | |  |  |  |  |  |  |  |  |  |  |  |  |  |  |  |  |  |  |
| | | | | | |                                               |                                               | |                                               |                                               |                                               |           |           | | | | | | |                                         |                                         |                                                   |                                                   |                                                   |                                                   |                                                   |                                                   | | | | | | |                                             |                                             |                                             |                                             |  |  |                                                        |                                                        |                                                        |                                                        |                                                        |                                                        | | | | | | |  |  |  |  |  |  |  |  |  |  |  |  |  |  |  |  |  |  |
| 皇帝近衛軍 | 皇帝近衛軍 | 皇帝近衛軍 | 皇帝近衛軍 | 皇帝近衛軍 | 皇帝近衛軍 |                                               |                                               | 第1軍 | 第1軍                                         | 第1軍                                         | 第1軍                                         | 第1軍     | 第1軍     | | | 第2軍 | 第2軍 | 第2軍 | 第2軍 | 第2軍                                   | 第2軍                                   |                                                   |                                                   | 第6軍                                             | 第6軍                                             | 第6軍                                             | 第6軍                                             | 第6軍 | 第6軍 | | | | |                                             |                                             |                                             |                                             |  |  |                                                        |                                                        |                                                        |                                                        |                                                        |                                                        | | | | | | |  |  |  |  |  |  |  |  |  |  |  |  |  |  |  |  |  |  |
| 皇帝近衛軍 | 皇帝近衛軍 | 皇帝近衛軍 | 皇帝近衛軍 | 皇帝近衛軍 | 皇帝近衛軍 | 安托万·德鲁奥 将軍 20,700名，火炮110門        | 安托万·德鲁奥 将軍 20,700名，火炮110門        | 安托万·德鲁奥 将軍 20,700名，火炮110門                                                                           | 安托万·德鲁奥 将軍 20,700名，火炮110門        | 安托万·德鲁奥 将軍 20,700名，火炮110門        | 安托万·德鲁奥 将軍 20,700名，火炮110門        | 第1軍     | 第1軍     | | | 第2軍 | 第2軍 | 第2軍 | 第2軍 | 第2軍                                   | 第2軍                                   | 让-巴蒂斯特·德鲁埃·代尔隆 将军 19,800名，火炮46門 | 让-巴蒂斯特·德鲁埃·代尔隆 将军 19,800名，火炮46門 | 让-巴蒂斯特·德鲁埃·代尔隆 将军 19,800名，火炮46門 | 让-巴蒂斯特·德鲁埃·代尔隆 将军 19,800名，火炮46門 | 让-巴蒂斯特·德鲁埃·代尔隆 将军 19,800名，火炮46門 | 让-巴蒂斯特·德鲁埃·代尔隆 将军 19,800名，火炮46門 | 第6軍 | 第6軍 | | | 奥诺雷·夏尔·雷耶 将軍 25,150名，火炮46門 | 奥诺雷·夏尔·雷耶 将軍 25,150名，火炮46門 | 奥诺雷·夏尔·雷耶 将軍 25,150名，火炮46門    | 奥诺雷·夏尔·雷耶 将軍 25,150名，火炮46門    | 奥诺雷·夏尔·雷耶 将軍 25,150名，火炮46門    | 奥诺雷·夏尔·雷耶 将軍 25,150名，火炮46門    |  |  | 乔治·穆顿 将軍 10,450名，火炮38門                      | 乔治·穆顿 将軍 10,450名，火炮38門                      | 乔治·穆顿 将軍 10,450名，火炮38門                      | 乔治·穆顿 将軍 10,450名，火炮38門                      | 乔治·穆顿 将軍 10,450名，火炮38門                      | 乔治·穆顿 将軍 10,450名，火炮38門                      | | | | | | |  |  |  |  |  |  |  |  |  |  |  |  |  |  |  |  |  |  |
| 近衛擲彈步兵師（路易·弗里昂 将軍） 近衛獵步師（夏尔·安托万·莫朗 将軍） 新近衛步兵師（纪尧姆·菲利贝尔·迪埃姆 将軍） 近衛重騎兵師（克洛德·艾蒂安·居约 将軍） 近衛輕騎兵師（夏尔·勒费夫尔-德努埃特 将軍） 近衛火炮隊（让-雅克·德沃·德·圣莫里斯 将軍） | 近衛擲彈步兵師（路易·弗里昂 将軍） 近衛獵步師（夏尔·安托万·莫朗 将軍） 新近衛步兵師（纪尧姆·菲利贝尔·迪埃姆 将軍） 近衛重騎兵師（克洛德·艾蒂安·居约 将軍） 近衛輕騎兵師（夏尔·勒费夫尔-德努埃特 将軍） 近衛火炮隊（让-雅克·德沃·德·圣莫里斯 将軍） | 近衛擲彈步兵師（路易·弗里昂 将軍） 近衛獵步師（夏尔·安托万·莫朗 将軍） 新近衛步兵師（纪尧姆·菲利贝尔·迪埃姆 将軍） 近衛重騎兵師（克洛德·艾蒂安·居约 将軍） 近衛輕騎兵師（夏尔·勒费夫尔-德努埃特 将軍） 近衛火炮隊（让-雅克·德沃·德·圣莫里斯 将軍） | 近衛擲彈步兵師（路易·弗里昂 将軍） 近衛獵步師（夏尔·安托万·莫朗 将軍） 新近衛步兵師（纪尧姆·菲利贝尔·迪埃姆 将軍） 近衛重騎兵師（克洛德·艾蒂安·居约 将軍） 近衛輕騎兵師（夏尔·勒费夫尔-德努埃特 将軍） 近衛火炮隊（让-雅克·德沃·德·圣莫里斯 将軍） | 近衛擲彈步兵師（路易·弗里昂 将軍） 近衛獵步師（夏尔·安托万·莫朗 将軍） 新近衛步兵師（纪尧姆·菲利贝尔·迪埃姆 将軍） 近衛重騎兵師（克洛德·艾蒂安·居约 将軍） 近衛輕騎兵師（夏尔·勒费夫尔-德努埃特 将軍） 近衛火炮隊（让-雅克·德沃·德·圣莫里斯 将軍） | 近衛擲彈步兵師（路易·弗里昂 将軍） 近衛獵步師（夏尔·安托万·莫朗 将軍） 新近衛步兵師（纪尧姆·菲利贝尔·迪埃姆 将軍） 近衛重騎兵師（克洛德·艾蒂安·居约 将軍） 近衛輕騎兵師（夏尔·勒费夫尔-德努埃特 将軍） 近衛火炮隊（让-雅克·德沃·德·圣莫里斯 将軍） | 安托万·德鲁奥 将軍 20,700名，火炮110門        | 安托万·德鲁奥 将軍 20,700名，火炮110門        | 安托万·德鲁奥 将軍 20,700名，火炮110門                                                                           | 安托万·德鲁奥 将軍 20,700名，火炮110門        | 安托万·德鲁奥 将軍 20,700名，火炮110門        | 安托万·德鲁奥 将軍 20,700名，火炮110門        |           |           | 第1師（若阿尚·热罗姆·基奥·迪帕萨热 将軍） 第2師（弗朗索瓦-格扎维埃·东泽洛 将軍） 第3師（皮埃尔-路易·比内·德·马尔科涅 将軍） 第4師（皮埃尔·弗朗索瓦·约瑟夫·迪吕特 将軍） 第1騎兵師（夏尔·克洛德·雅基诺 将軍） | 第1師（若阿尚·热罗姆·基奥·迪帕萨热 将軍） 第2師（弗朗索瓦-格扎维埃·东泽洛 将軍） 第3師（皮埃尔-路易·比内·德·马尔科涅 将軍） 第4師（皮埃尔·弗朗索瓦·约瑟夫·迪吕特 将軍） 第1騎兵師（夏尔·克洛德·雅基诺 将軍） | 第1師（若阿尚·热罗姆·基奥·迪帕萨热 将軍） 第2師（弗朗索瓦-格扎维埃·东泽洛 将軍） 第3師（皮埃尔-路易·比内·德·马尔科涅 将軍） 第4師（皮埃尔·弗朗索瓦·约瑟夫·迪吕特 将軍） 第1騎兵師（夏尔·克洛德·雅基诺 将軍） | 第1師（若阿尚·热罗姆·基奥·迪帕萨热 将軍） 第2師（弗朗索瓦-格扎维埃·东泽洛 将軍） 第3師（皮埃尔-路易·比内·德·马尔科涅 将軍） 第4師（皮埃尔·弗朗索瓦·约瑟夫·迪吕特 将軍） 第1騎兵師（夏尔·克洛德·雅基诺 将軍） | 第1師（若阿尚·热罗姆·基奥·迪帕萨热 将軍） 第2師（弗朗索瓦-格扎维埃·东泽洛 将軍） 第3師（皮埃尔-路易·比内·德·马尔科涅 将軍） 第4師（皮埃尔·弗朗索瓦·约瑟夫·迪吕特 将軍） 第1騎兵師（夏尔·克洛德·雅基诺 将軍） | 第1師（若阿尚·热罗姆·基奥·迪帕萨热 将軍） 第2師（弗朗索瓦-格扎维埃·东泽洛 将軍） 第3師（皮埃尔-路易·比内·德·马尔科涅 将軍） 第4師（皮埃尔·弗朗索瓦·约瑟夫·迪吕特 将軍） 第1騎兵師（夏尔·克洛德·雅基诺 将軍） |                                         |                                         | 让-巴蒂斯特·德鲁埃·代尔隆 将军 19,800名，火炮46門 | 让-巴蒂斯特·德鲁埃·代尔隆 将军 19,800名，火炮46門 | 让-巴蒂斯特·德鲁埃·代尔隆 将军 19,800名，火炮46門 | 让-巴蒂斯特·德鲁埃·代尔隆 将军 19,800名，火炮46門 | 让-巴蒂斯特·德鲁埃·代尔隆 将军 19,800名，火炮46門 | 让-巴蒂斯特·德鲁埃·代尔隆 将军 19,800名，火炮46門 | 第5師（吉尔贝·巴舍吕 将軍） 第6師（热罗姆·波拿巴 将軍） 第7師（让-巴蒂斯特·吉拉尔 将軍） 第9師（马克西米利安·塞巴斯蒂安·富瓦 将軍） 第2騎兵師（伊波利特·皮雷 将軍） | 第5師（吉尔贝·巴舍吕 将軍） 第6師（热罗姆·波拿巴 将軍） 第7師（让-巴蒂斯特·吉拉尔 将軍） 第9師（马克西米利安·塞巴斯蒂安·富瓦 将軍） 第2騎兵師（伊波利特·皮雷 将軍） | 第5師（吉尔贝·巴舍吕 将軍） 第6師（热罗姆·波拿巴 将軍） 第7師（让-巴蒂斯特·吉拉尔 将軍） 第9師（马克西米利安·塞巴斯蒂安·富瓦 将軍） 第2騎兵師（伊波利特·皮雷 将軍） | 第5師（吉尔贝·巴舍吕 将軍） 第6師（热罗姆·波拿巴 将軍） 第7師（让-巴蒂斯特·吉拉尔 将軍） 第9師（马克西米利安·塞巴斯蒂安·富瓦 将軍） 第2騎兵師（伊波利特·皮雷 将軍） | 第5師（吉尔贝·巴舍吕 将軍） 第6師（热罗姆·波拿巴 将軍） 第7師（让-巴蒂斯特·吉拉尔 将軍） 第9師（马克西米利安·塞巴斯蒂安·富瓦 将軍） 第2騎兵師（伊波利特·皮雷 将軍） | 第5師（吉尔贝·巴舍吕 将軍） 第6師（热罗姆·波拿巴 将軍） 第7師（让-巴蒂斯特·吉拉尔 将軍） 第9師（马克西米利安·塞巴斯蒂安·富瓦 将軍） 第2騎兵師（伊波利特·皮雷 将軍） | 奥诺雷·夏尔·雷耶 将軍 25,150名，火炮46門    | 奥诺雷·夏尔·雷耶 将軍 25,150名，火炮46門    | 奥诺雷·夏尔·雷耶 将軍 25,150名，火炮46門    | 奥诺雷·夏尔·雷耶 将軍 25,150名，火炮46門    |  |  | 乔治·穆顿 将軍 10,450名，火炮38門                      | 乔治·穆顿 将軍 10,450名，火炮38門                      | 乔治·穆顿 将軍 10,450名，火炮38門                      | 乔治·穆顿 将軍 10,450名，火炮38門                      | 乔治·穆顿 将軍 10,450名，火炮38門                      | 乔治·穆顿 将軍 10,450名，火炮38門                      | 第19師（弗朗索瓦·马丁·瓦朗坦·西梅 将軍） 第20師（让-巴蒂斯特·雅南 将軍） 第21師（弗朗索瓦·安托万·泰斯特 将軍） 第4軍預備炮兵（亨利·马里·勒努里 将軍） | 第19師（弗朗索瓦·马丁·瓦朗坦·西梅 将軍） 第20師（让-巴蒂斯特·雅南 将軍） 第21師（弗朗索瓦·安托万·泰斯特 将軍） 第4軍預備炮兵（亨利·马里·勒努里 将軍） | 第19師（弗朗索瓦·马丁·瓦朗坦·西梅 将軍） 第20師（让-巴蒂斯特·雅南 将軍） 第21師（弗朗索瓦·安托万·泰斯特 将軍） 第4軍預備炮兵（亨利·马里·勒努里 将軍） | 第19師（弗朗索瓦·马丁·瓦朗坦·西梅 将軍） 第20師（让-巴蒂斯特·雅南 将軍） 第21師（弗朗索瓦·安托万·泰斯特 将軍） 第4軍預備炮兵（亨利·马里·勒努里 将軍） | 第19師（弗朗索瓦·马丁·瓦朗坦·西梅 将軍） 第20師（让-巴蒂斯特·雅南 将軍） 第21師（弗朗索瓦·安托万·泰斯特 将軍） 第4軍預備炮兵（亨利·马里·勒努里 将軍） | 第19師（弗朗索瓦·马丁·瓦朗坦·西梅 将軍） 第20師（让-巴蒂斯特·雅南 将軍） 第21師（弗朗索瓦·安托万·泰斯特 将軍） 第4軍預備炮兵（亨利·马里·勒努里 将軍） |  |  |  |  |  |  |  |  |  |  |  |  |  |  |  |  |  |  |
| 近衛擲彈步兵師（路易·弗里昂 将軍） 近衛獵步師（夏尔·安托万·莫朗 将軍） 新近衛步兵師（纪尧姆·菲利贝尔·迪埃姆 将軍） 近衛重騎兵師（克洛德·艾蒂安·居约 将軍） 近衛輕騎兵師（夏尔·勒费夫尔-德努埃特 将軍） 近衛火炮隊（让-雅克·德沃·德·圣莫里斯 将軍） | 近衛擲彈步兵師（路易·弗里昂 将軍） 近衛獵步師（夏尔·安托万·莫朗 将軍） 新近衛步兵師（纪尧姆·菲利贝尔·迪埃姆 将軍） 近衛重騎兵師（克洛德·艾蒂安·居约 将軍） 近衛輕騎兵師（夏尔·勒费夫尔-德努埃特 将軍） 近衛火炮隊（让-雅克·德沃·德·圣莫里斯 将軍） | 近衛擲彈步兵師（路易·弗里昂 将軍） 近衛獵步師（夏尔·安托万·莫朗 将軍） 新近衛步兵師（纪尧姆·菲利贝尔·迪埃姆 将軍） 近衛重騎兵師（克洛德·艾蒂安·居约 将軍） 近衛輕騎兵師（夏尔·勒费夫尔-德努埃特 将軍） 近衛火炮隊（让-雅克·德沃·德·圣莫里斯 将軍） | 近衛擲彈步兵師（路易·弗里昂 将軍） 近衛獵步師（夏尔·安托万·莫朗 将軍） 新近衛步兵師（纪尧姆·菲利贝尔·迪埃姆 将軍） 近衛重騎兵師（克洛德·艾蒂安·居约 将軍） 近衛輕騎兵師（夏尔·勒费夫尔-德努埃特 将軍） 近衛火炮隊（让-雅克·德沃·德·圣莫里斯 将軍） | 近衛擲彈步兵師（路易·弗里昂 将軍） 近衛獵步師（夏尔·安托万·莫朗 将軍） 新近衛步兵師（纪尧姆·菲利贝尔·迪埃姆 将軍） 近衛重騎兵師（克洛德·艾蒂安·居约 将軍） 近衛輕騎兵師（夏尔·勒费夫尔-德努埃特 将軍） 近衛火炮隊（让-雅克·德沃·德·圣莫里斯 将軍） | 近衛擲彈步兵師（路易·弗里昂 将軍） 近衛獵步師（夏尔·安托万·莫朗 将軍） 新近衛步兵師（纪尧姆·菲利贝尔·迪埃姆 将軍） 近衛重騎兵師（克洛德·艾蒂安·居约 将軍） 近衛輕騎兵師（夏尔·勒费夫尔-德努埃特 将軍） 近衛火炮隊（让-雅克·德沃·德·圣莫里斯 将軍） |                                               |                                               | |                                               |                                               |                                               |           |           | 第1師（若阿尚·热罗姆·基奥·迪帕萨热 将軍） 第2師（弗朗索瓦-格扎维埃·东泽洛 将軍） 第3師（皮埃尔-路易·比内·德·马尔科涅 将軍） 第4師（皮埃尔·弗朗索瓦·约瑟夫·迪吕特 将軍） 第1騎兵師（夏尔·克洛德·雅基诺 将軍） | 第1師（若阿尚·热罗姆·基奥·迪帕萨热 将軍） 第2師（弗朗索瓦-格扎维埃·东泽洛 将軍） 第3師（皮埃尔-路易·比内·德·马尔科涅 将軍） 第4師（皮埃尔·弗朗索瓦·约瑟夫·迪吕特 将軍） 第1騎兵師（夏尔·克洛德·雅基诺 将軍） | 第1師（若阿尚·热罗姆·基奥·迪帕萨热 将軍） 第2師（弗朗索瓦-格扎维埃·东泽洛 将軍） 第3師（皮埃尔-路易·比内·德·马尔科涅 将軍） 第4師（皮埃尔·弗朗索瓦·约瑟夫·迪吕特 将軍） 第1騎兵師（夏尔·克洛德·雅基诺 将軍） | 第1師（若阿尚·热罗姆·基奥·迪帕萨热 将軍） 第2師（弗朗索瓦-格扎维埃·东泽洛 将軍） 第3師（皮埃尔-路易·比内·德·马尔科涅 将軍） 第4師（皮埃尔·弗朗索瓦·约瑟夫·迪吕特 将軍） 第1騎兵師（夏尔·克洛德·雅基诺 将軍） | 第1師（若阿尚·热罗姆·基奥·迪帕萨热 将軍） 第2師（弗朗索瓦-格扎维埃·东泽洛 将軍） 第3師（皮埃尔-路易·比内·德·马尔科涅 将軍） 第4師（皮埃尔·弗朗索瓦·约瑟夫·迪吕特 将軍） 第1騎兵師（夏尔·克洛德·雅基诺 将軍） | 第1師（若阿尚·热罗姆·基奥·迪帕萨热 将軍） 第2師（弗朗索瓦-格扎维埃·东泽洛 将軍） 第3師（皮埃尔-路易·比内·德·马尔科涅 将軍） 第4師（皮埃尔·弗朗索瓦·约瑟夫·迪吕特 将軍） 第1騎兵師（夏尔·克洛德·雅基诺 将軍） |                                         |                                         |                                                   |                                                   |                                                   |                                                   |                                                   |                                                   | 第5師（吉尔贝·巴舍吕 将軍） 第6師（热罗姆·波拿巴 将軍） 第7師（让-巴蒂斯特·吉拉尔 将軍） 第9師（马克西米利安·塞巴斯蒂安·富瓦 将軍） 第2騎兵師（伊波利特·皮雷 将軍） | 第5師（吉尔贝·巴舍吕 将軍） 第6師（热罗姆·波拿巴 将軍） 第7師（让-巴蒂斯特·吉拉尔 将軍） 第9師（马克西米利安·塞巴斯蒂安·富瓦 将軍） 第2騎兵師（伊波利特·皮雷 将軍） | 第5師（吉尔贝·巴舍吕 将軍） 第6師（热罗姆·波拿巴 将軍） 第7師（让-巴蒂斯特·吉拉尔 将軍） 第9師（马克西米利安·塞巴斯蒂安·富瓦 将軍） 第2騎兵師（伊波利特·皮雷 将軍） | 第5師（吉尔贝·巴舍吕 将軍） 第6師（热罗姆·波拿巴 将軍） 第7師（让-巴蒂斯特·吉拉尔 将軍） 第9師（马克西米利安·塞巴斯蒂安·富瓦 将軍） 第2騎兵師（伊波利特·皮雷 将軍） | 第5師（吉尔贝·巴舍吕 将軍） 第6師（热罗姆·波拿巴 将軍） 第7師（让-巴蒂斯特·吉拉尔 将軍） 第9師（马克西米利安·塞巴斯蒂安·富瓦 将軍） 第2騎兵師（伊波利特·皮雷 将軍） | 第5師（吉尔贝·巴舍吕 将軍） 第6師（热罗姆·波拿巴 将軍） 第7師（让-巴蒂斯特·吉拉尔 将軍） 第9師（马克西米利安·塞巴斯蒂安·富瓦 将軍） 第2騎兵師（伊波利特·皮雷 将軍） |                                             |                                             |                                             |                                             |  |  |                                                        |                                                        |                                                        |                                                        |                                                        |                                                        | 第19師（弗朗索瓦·马丁·瓦朗坦·西梅 将軍） 第20師（让-巴蒂斯特·雅南 将軍） 第21師（弗朗索瓦·安托万·泰斯特 将軍） 第4軍預備炮兵（亨利·马里·勒努里 将軍） | 第19師（弗朗索瓦·马丁·瓦朗坦·西梅 将軍） 第20師（让-巴蒂斯特·雅南 将軍） 第21師（弗朗索瓦·安托万·泰斯特 将軍） 第4軍預備炮兵（亨利·马里·勒努里 将軍） | 第19師（弗朗索瓦·马丁·瓦朗坦·西梅 将軍） 第20師（让-巴蒂斯特·雅南 将軍） 第21師（弗朗索瓦·安托万·泰斯特 将軍） 第4軍預備炮兵（亨利·马里·勒努里 将軍） | 第19師（弗朗索瓦·马丁·瓦朗坦·西梅 将軍） 第20師（让-巴蒂斯特·雅南 将軍） 第21師（弗朗索瓦·安托万·泰斯特 将軍） 第4軍預備炮兵（亨利·马里·勒努里 将軍） | 第19師（弗朗索瓦·马丁·瓦朗坦·西梅 将軍） 第20師（让-巴蒂斯特·雅南 将軍） 第21師（弗朗索瓦·安托万·泰斯特 将軍） 第4軍預備炮兵（亨利·马里·勒努里 将軍） | 第19師（弗朗索瓦·马丁·瓦朗坦·西梅 将軍） 第20師（让-巴蒂斯特·雅南 将軍） 第21師（弗朗索瓦·安托万·泰斯特 将軍） 第4軍預備炮兵（亨利·马里·勒努里 将軍） |  |  |  |  |  |  |  |  |  |  |  |  |  |  |  |  |  |  |
| | | | | | |                                               |                                               | |                                               |                                               |                                               |           |           | | | | | | |                                         |                                         |                                                   |                                                   |                                                   |                                                   |                                                   |                                                   | | | | | | |                                             |                                             |                                             |                                             |  |  |                                                        |                                                        |                                                        |                                                        |                                                        |                                                        | | | | | | |  |  |  |  |  |  |  |  |  |  |  |  |  |  |  |  |  |  |
| 第3騎兵軍 | 第3騎兵軍 | 第3騎兵軍 | 第3騎兵軍 | 第3騎兵軍 | 第3騎兵軍 |                                               |                                               | 第4騎兵軍 | 第4騎兵軍                                     | 第4騎兵軍                                     | 第4騎兵軍                                     | 第4騎兵軍 | 第4騎兵軍 | | | | | | |                                         |                                         |                                                   |                                                   |                                                   |                                                   |                                                   |                                                   | | | | | | |                                             |                                             |                                             |                                             |  |  |                                                        |                                                        |                                                        |                                                        |                                                        |                                                        | | | | | | |  |  |  |  |  |  |  |  |  |  |  |  |  |  |  |  |  |  |
| 第3騎兵軍 | 第3騎兵軍 | 第3騎兵軍 | 第3騎兵軍 | 第3騎兵軍 | 第3騎兵軍 | 弗朗索瓦·艾蒂安·克勒曼 将軍 3,900名，火炮12門 | 弗朗索瓦·艾蒂安·克勒曼 将軍 3,900名，火炮12門 | 弗朗索瓦·艾蒂安·克勒曼 将軍 3,900名，火炮12門                                                                    | 弗朗索瓦·艾蒂安·克勒曼 将軍 3,900名，火炮12門 | 弗朗索瓦·艾蒂安·克勒曼 将軍 3,900名，火炮12門 | 弗朗索瓦·艾蒂安·克勒曼 将軍 3,900名，火炮12門 | 第4騎兵軍 | 第4騎兵軍 | | | 让-巴蒂斯特·米约 将軍 3,100名，火炮12門 | 让-巴蒂斯特·米约 将軍 3,100名，火炮12門 | 让-巴蒂斯特·米约 将軍 3,100名，火炮12門 | 让-巴蒂斯特·米约 将軍 3,100名，火炮12門 | 让-巴蒂斯特·米约 将軍 3,100名，火炮12門 | 让-巴蒂斯特·米约 将軍 3,100名，火炮12門 |                                                   |                                                   |                                                   |                                                   |                                                   |                                                   | | | | | | |                                             |                                             |                                             |                                             |  |  |                                                        |                                                        |                                                        |                                                        |                                                        |                                                        | | | | | | |  |  |  |  |  |  |  |  |  |  |  |  |  |  |  |  |  |  |
| 第11騎兵師（萨米埃尔-弗朗索瓦·莱里捷 將軍） 第12騎兵師（尼古拉·弗朗索瓦·鲁塞尔·迪巴尔 將軍） | 第11騎兵師（萨米埃尔-弗朗索瓦·莱里捷 將軍） 第12騎兵師（尼古拉·弗朗索瓦·鲁塞尔·迪巴尔 將軍） | 第11騎兵師（萨米埃尔-弗朗索瓦·莱里捷 將軍） 第12騎兵師（尼古拉·弗朗索瓦·鲁塞尔·迪巴尔 將軍） | 第11騎兵師（萨米埃尔-弗朗索瓦·莱里捷 將軍） 第12騎兵師（尼古拉·弗朗索瓦·鲁塞尔·迪巴尔 將軍） | 第11騎兵師（萨米埃尔-弗朗索瓦·莱里捷 將軍） 第12騎兵師（尼古拉·弗朗索瓦·鲁塞尔·迪巴尔 將軍） | 第11騎兵師（萨米埃尔-弗朗索瓦·莱里捷 將軍） 第12騎兵師（尼古拉·弗朗索瓦·鲁塞尔·迪巴尔 將軍） | 弗朗索瓦·艾蒂安·克勒曼 将軍 3,900名，火炮12門 | 弗朗索瓦·艾蒂安·克勒曼 将軍 3,900名，火炮12門 | 弗朗索瓦·艾蒂安·克勒曼 将軍 3,900名，火炮12門                                                                    | 弗朗索瓦·艾蒂安·克勒曼 将軍 3,900名，火炮12門 | 弗朗索瓦·艾蒂安·克勒曼 将軍 3,900名，火炮12門 | 弗朗索瓦·艾蒂安·克勒曼 将軍 3,900名，火炮12門 |           |           | 第13騎兵師（皮埃尔·瓦捷 將軍） 第14騎兵師（雅克-安托万-阿德里安·德洛尔 將軍） | 第13騎兵師（皮埃尔·瓦捷 將軍） 第14騎兵師（雅克-安托万-阿德里安·德洛尔 將軍） | 第13騎兵師（皮埃尔·瓦捷 將軍） 第14騎兵師（雅克-安托万-阿德里安·德洛尔 將軍） | 第13騎兵師（皮埃尔·瓦捷 將軍） 第14騎兵師（雅克-安托万-阿德里安·德洛尔 將軍） | 第13騎兵師（皮埃尔·瓦捷 將軍） 第14騎兵師（雅克-安托万-阿德里安·德洛尔 將軍） | 第13騎兵師（皮埃尔·瓦捷 將軍） 第14騎兵師（雅克-安托万-阿德里安·德洛尔 將軍） | 让-巴蒂斯特·米约 将軍 3,100名，火炮12門 | 让-巴蒂斯特·米约 将軍 3,100名，火炮12門 |                                                   |                                                   |                                                   |                                                   |                                                   |                                                   | | | | | | |                                             |                                             |                                             |                                             |  |  |                                                        |                                                        |                                                        |                                                        |                                                        |                                                        | | | | | | |  |  |  |  |  |  |  |  |  |  |  |  |  |  |  |  |  |  |
| 第11騎兵師（萨米埃尔-弗朗索瓦·莱里捷 將軍） 第12騎兵師（尼古拉·弗朗索瓦·鲁塞尔·迪巴尔 將軍） | 第11騎兵師（萨米埃尔-弗朗索瓦·莱里捷 將軍） 第12騎兵師（尼古拉·弗朗索瓦·鲁塞尔·迪巴尔 將軍） | 第11騎兵師（萨米埃尔-弗朗索瓦·莱里捷 將軍） 第12騎兵師（尼古拉·弗朗索瓦·鲁塞尔·迪巴尔 將軍） | 第11騎兵師（萨米埃尔-弗朗索瓦·莱里捷 將軍） 第12騎兵師（尼古拉·弗朗索瓦·鲁塞尔·迪巴尔 將軍） | 第11騎兵師（萨米埃尔-弗朗索瓦·莱里捷 將軍） 第12騎兵師（尼古拉·弗朗索瓦·鲁塞尔·迪巴尔 將軍） | 第11騎兵師（萨米埃尔-弗朗索瓦·莱里捷 將軍） 第12騎兵師（尼古拉·弗朗索瓦·鲁塞尔·迪巴尔 將軍） |                                               |                                               | |                                               |                                               |                                               |           |           | 第13騎兵師（皮埃尔·瓦捷 將軍） 第14騎兵師（雅克-安托万-阿德里安·德洛尔 將軍） | 第13騎兵師（皮埃尔·瓦捷 將軍） 第14騎兵師（雅克-安托万-阿德里安·德洛尔 將軍） | 第13騎兵師（皮埃尔·瓦捷 將軍） 第14騎兵師（雅克-安托万-阿德里安·德洛尔 將軍） | 第13騎兵師（皮埃尔·瓦捷 將軍） 第14騎兵師（雅克-安托万-阿德里安·德洛尔 將軍） | 第13騎兵師（皮埃尔·瓦捷 將軍） 第14騎兵師（雅克-安托万-阿德里安·德洛尔 將軍） | 第13騎兵師（皮埃尔·瓦捷 將軍） 第14騎兵師（雅克-安托万-阿德里安·德洛尔 將軍） |                                         |                                         |                                                   |                                                   |                                                   |                                                   |                                                   |                                                   | | | | | | |                                             |                                             |                                             |                                             |  |  |                                                        |                                                        |                                                        |                                                        |                                                        |                                                        | | | | | | |  |  |  |  |  |  |  |  |  |  |  |  |  |  |  |  |  |  |
| | | | | | |                                               |                                               | |                                               |                                               |                                               |           |           | | | | | | |                                         |                                         |                                                   |                                                   |                                                   |                                                   |                                                   |                                                   | | | | | | |                                             |                                             |                                             |                                             |  |  |                                                        |                                                        |                                                        |                                                        |                                                        |                                                        | | | | | | |  |  |  |  |  |  |  |  |  |  |  |  |  |  |  |  |  |  |
| 第3軍 | 第3軍 | 第3軍 | 第3軍 | 第3軍 | 第3軍 |                                               |                                               | 第4軍 | 第4軍                                         | 第4軍                                         | 第4軍                                         | 第4軍     | 第4軍     | | | 第1騎兵軍 | 第1騎兵軍 | 第1騎兵軍 | 第1騎兵軍 | 第1騎兵軍                               | 第1騎兵軍                               |                                                   |                                                   | 第2騎兵軍                                         | 第2騎兵軍                                         | 第2騎兵軍                                         | 第2騎兵軍                                         | 第2騎兵軍 | 第2騎兵軍 | | | | |                                             |                                             |                                             |                                             |  |  |                                                        |                                                        |                                                        |                                                        |                                                        |                                                        | | | | | | |  |  |  |  |  |  |  |  |  |  |  |  |  |  |  |  |  |  |
| 第3軍 | 第3軍 | 第3軍 | 第3軍 | 第3軍 | 第3軍 | 多米尼克·勒内·旺达姆 将軍 17,600名，火炮38門  | 多米尼克·勒内·旺达姆 将軍 17,600名，火炮38門  | 多米尼克·勒内·旺达姆 将軍 17,600名，火炮38門                                                                     | 多米尼克·勒内·旺达姆 将軍 17,600名，火炮38門  | 多米尼克·勒内·旺达姆 将軍 17,600名，火炮38門  | 多米尼克·勒内·旺达姆 将軍 17,600名，火炮38門  | 第4軍     | 第4軍     | | | 第1騎兵軍 | 第1騎兵軍 | 第1騎兵軍 | 第1騎兵軍 | 第1騎兵軍                               | 第1騎兵軍                               | 艾蒂安·莫里斯·热拉尔 将軍 14,874名，火炮30門      | 艾蒂安·莫里斯·热拉尔 将軍 14,874名，火炮30門      | 艾蒂安·莫里斯·热拉尔 将軍 14,874名，火炮30門      | 艾蒂安·莫里斯·热拉尔 将軍 14,874名，火炮30門      | 艾蒂安·莫里斯·热拉尔 将軍 14,874名，火炮30門      | 艾蒂安·莫里斯·热拉尔 将軍 14,874名，火炮30門      | 第2騎兵軍 | 第2騎兵軍 | | | 克洛德·皮埃尔·帕若尔 将軍 3,000名，火炮12門 | 克洛德·皮埃尔·帕若尔 将軍 3,000名，火炮12門 | 克洛德·皮埃尔·帕若尔 将軍 3,000名，火炮12門 | 克洛德·皮埃尔·帕若尔 将軍 3,000名，火炮12門 | 克洛德·皮埃尔·帕若尔 将軍 3,000名，火炮12門 | 克洛德·皮埃尔·帕若尔 将軍 3,000名，火炮12門 |  |  | 雷米·约瑟夫·伊西多尔·埃格泽尔芒 将軍 3,400名，火炮12門 | 雷米·约瑟夫·伊西多尔·埃格泽尔芒 将軍 3,400名，火炮12門 | 雷米·约瑟夫·伊西多尔·埃格泽尔芒 将軍 3,400名，火炮12門 | 雷米·约瑟夫·伊西多尔·埃格泽尔芒 将軍 3,400名，火炮12門 | 雷米·约瑟夫·伊西多尔·埃格泽尔芒 将軍 3,400名，火炮12門 | 雷米·约瑟夫·伊西多尔·埃格泽尔芒 将軍 3,400名，火炮12門 | | | | | | |  |  |  |  |  |  |  |  |  |  |  |  |  |  |  |  |  |  |

法軍主要将帥
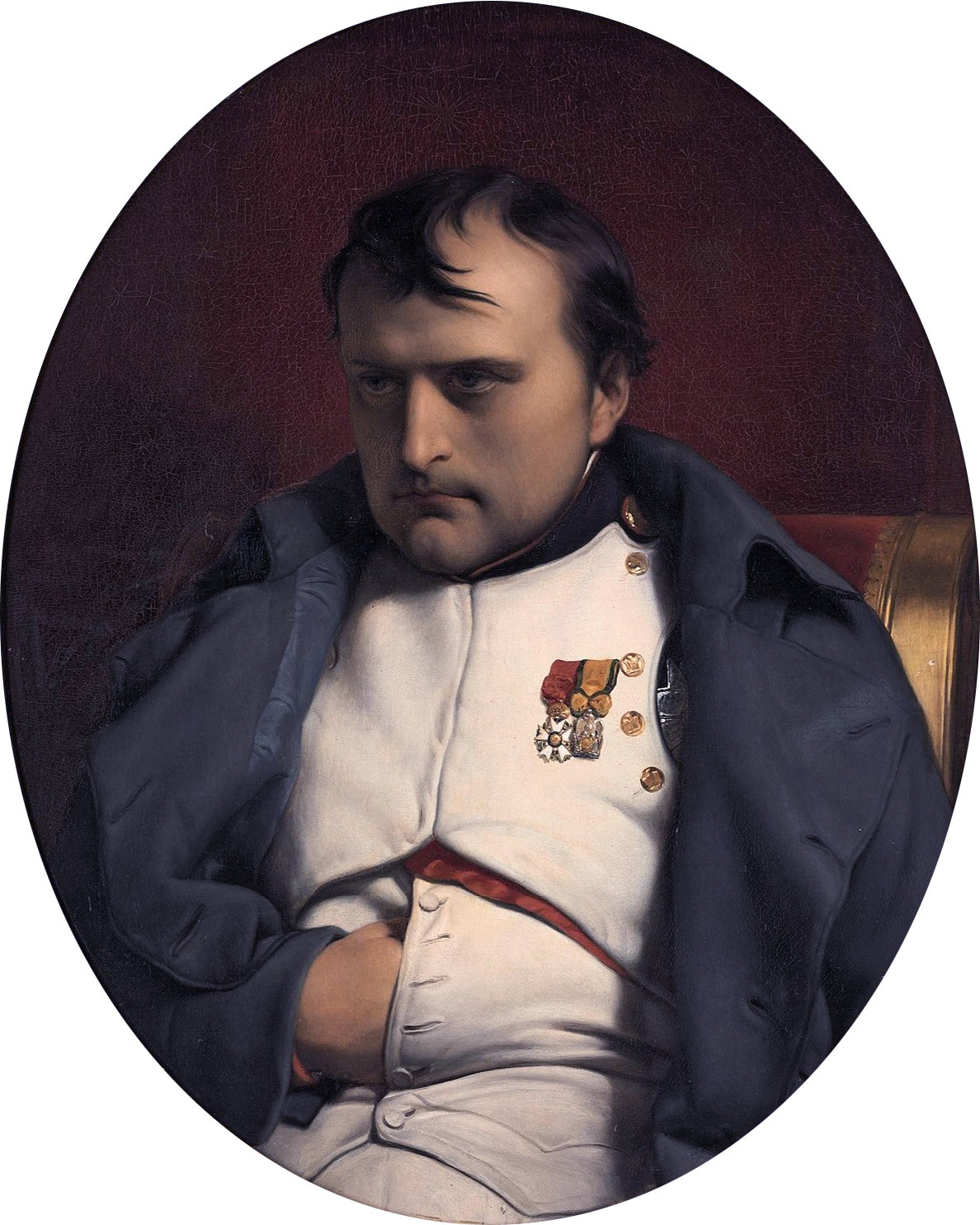
法國皇帝拿破侖一世
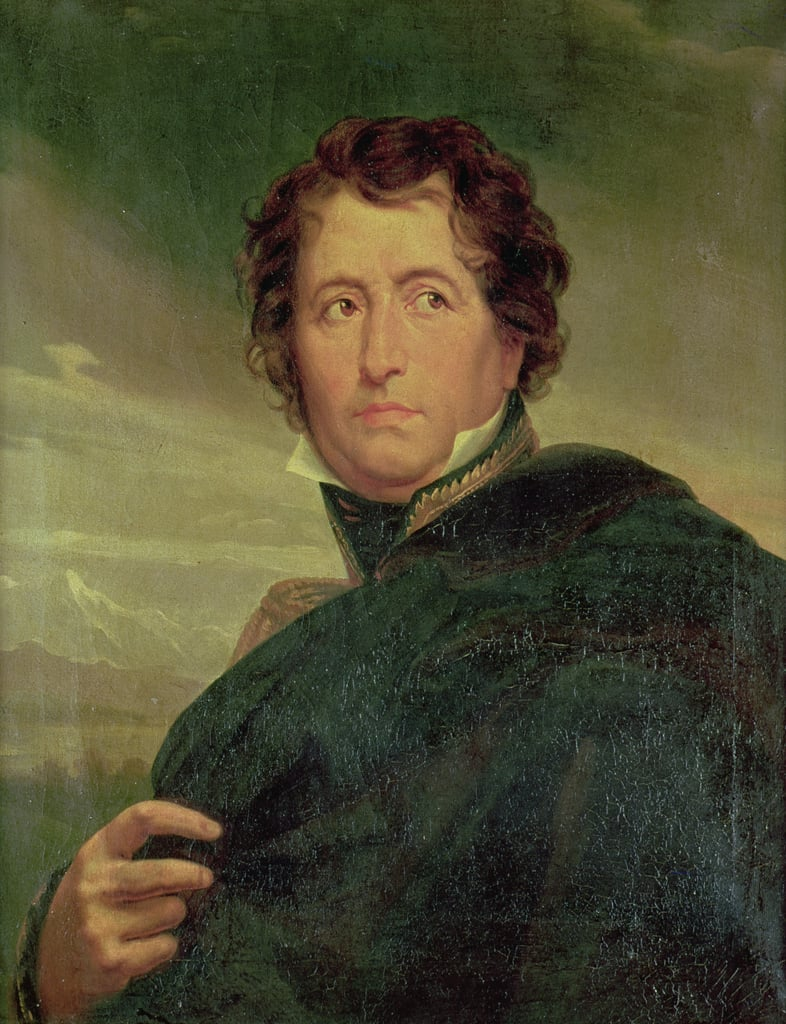
总参謀長苏尔特元帥
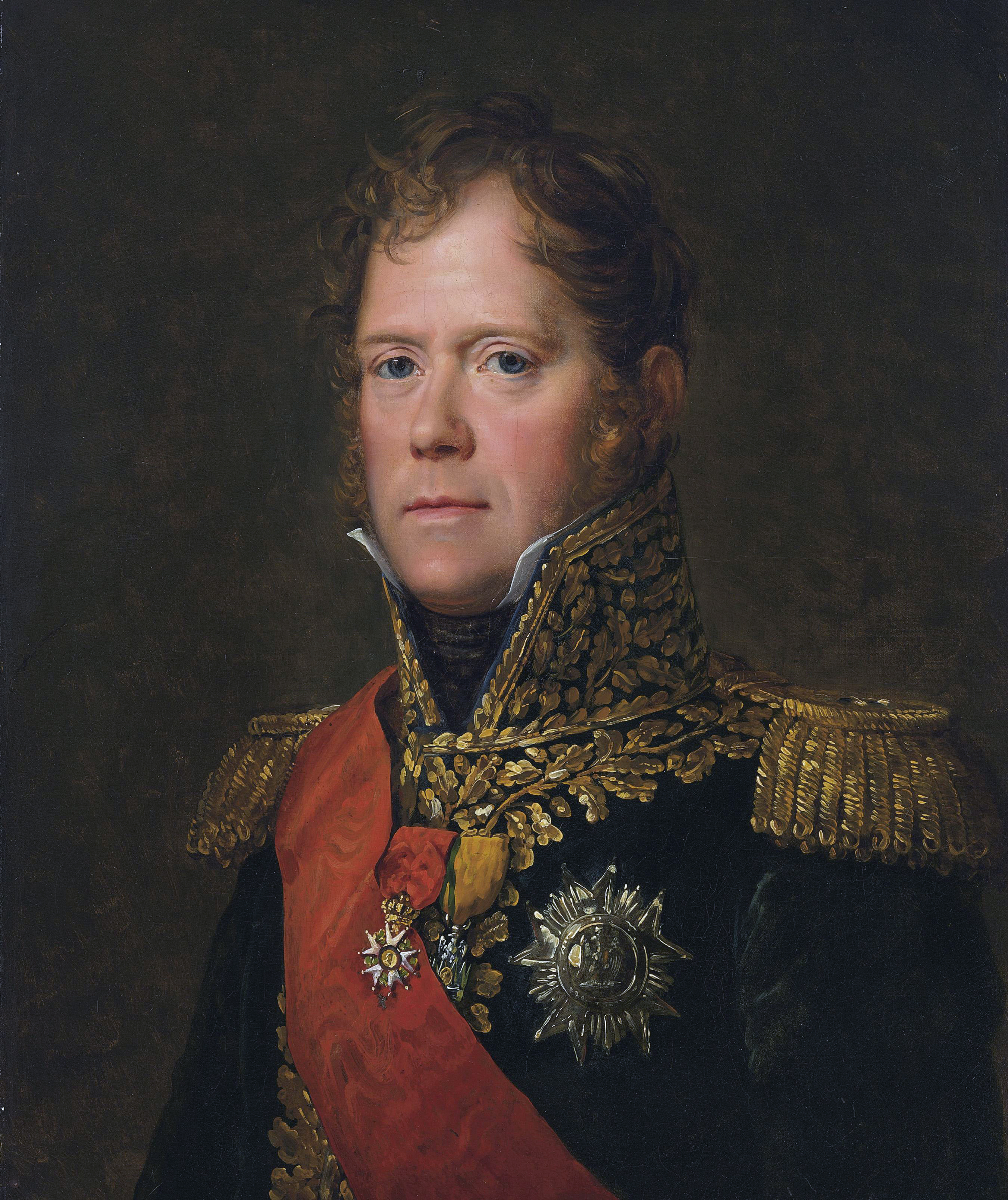
内伊元帥
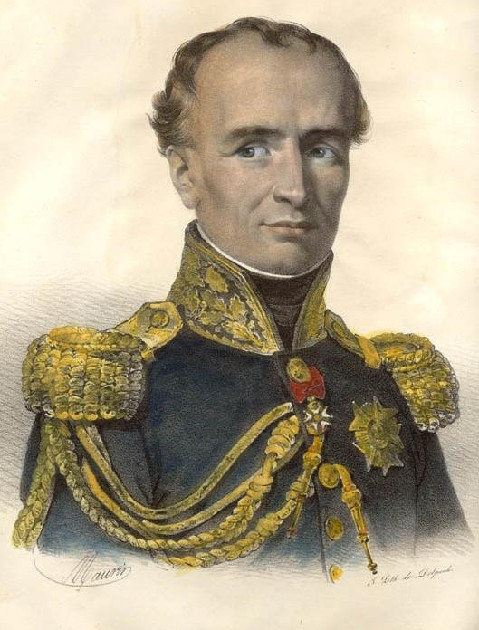
皇帝近衛軍軍長德鲁奥（法语：Antoine Drouot）將軍
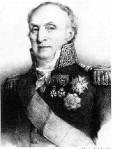
第1軍軍長德鲁埃（法语：Jean-Baptiste Drouet d'Erlon）將軍
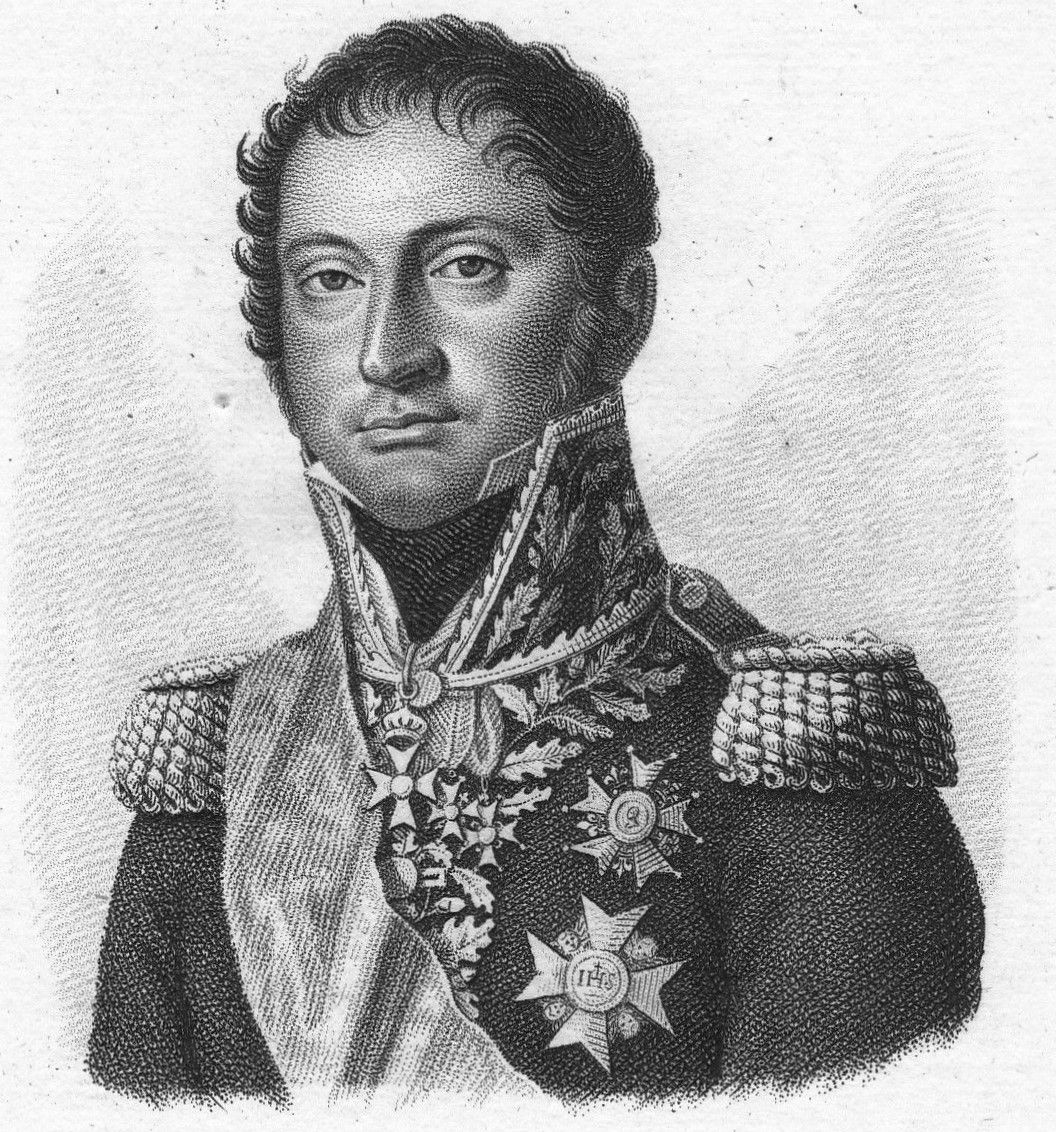
第2軍軍長雷耶（法语：Honoré Charles Reille）將軍
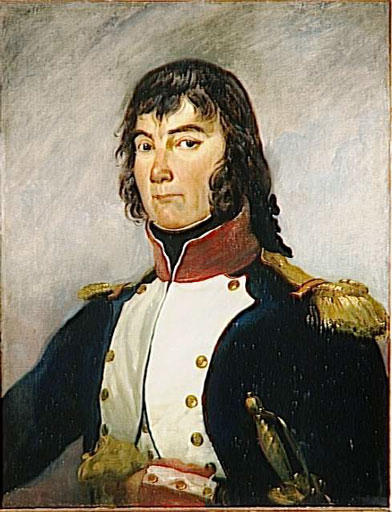
第6軍軍長穆顿（法语：Georges Mouton）將軍
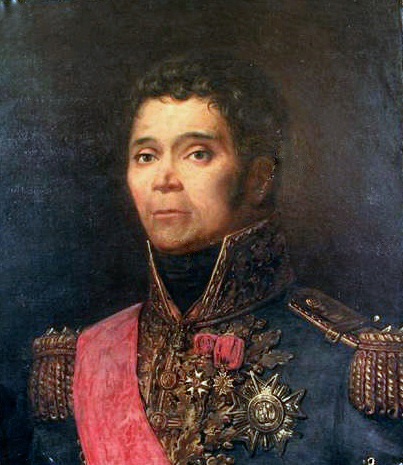
第3騎兵軍軍長克勒曼（法语：François Étienne Kellermann）將軍
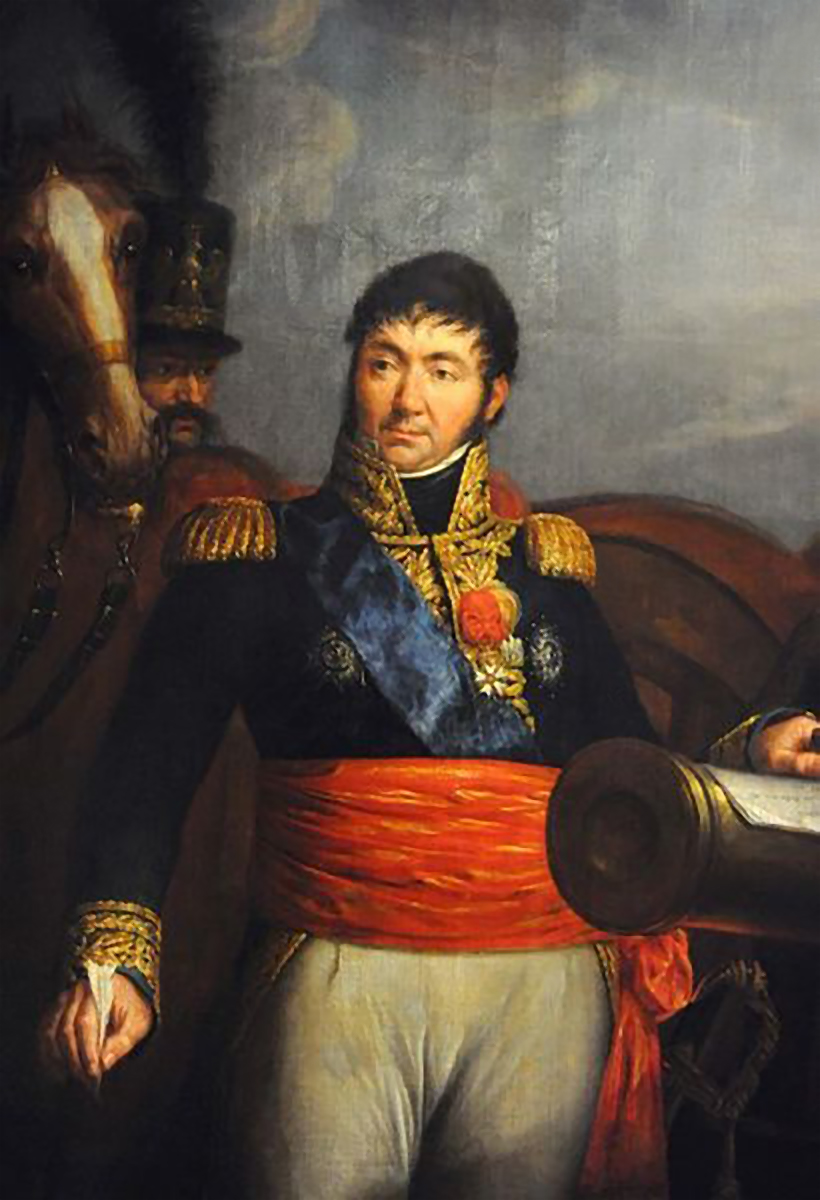
第4騎兵軍軍長米约（法语：Jean-Baptiste Milhaud）將軍
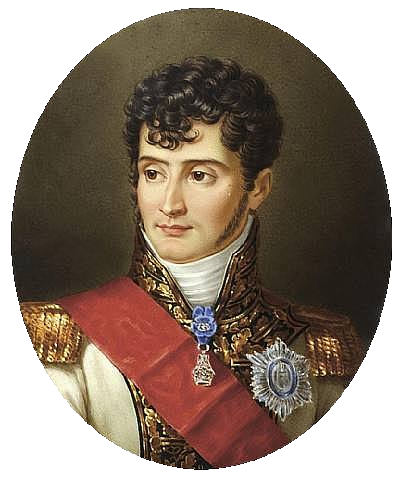
第6師師長热罗姆·波拿巴將軍
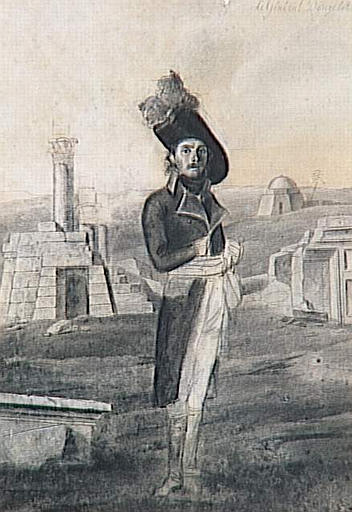
第2師師長东泽洛（法语：François-Xavier Donzelot）將軍
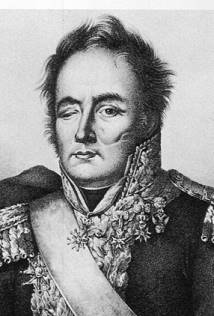
第4師師長迪吕特（法语：Pierre François Joseph Durutte）將軍
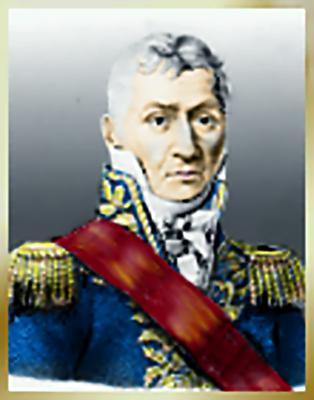
近衛擲彈步兵師師長弗里昂（法语：Louis Friant）將軍
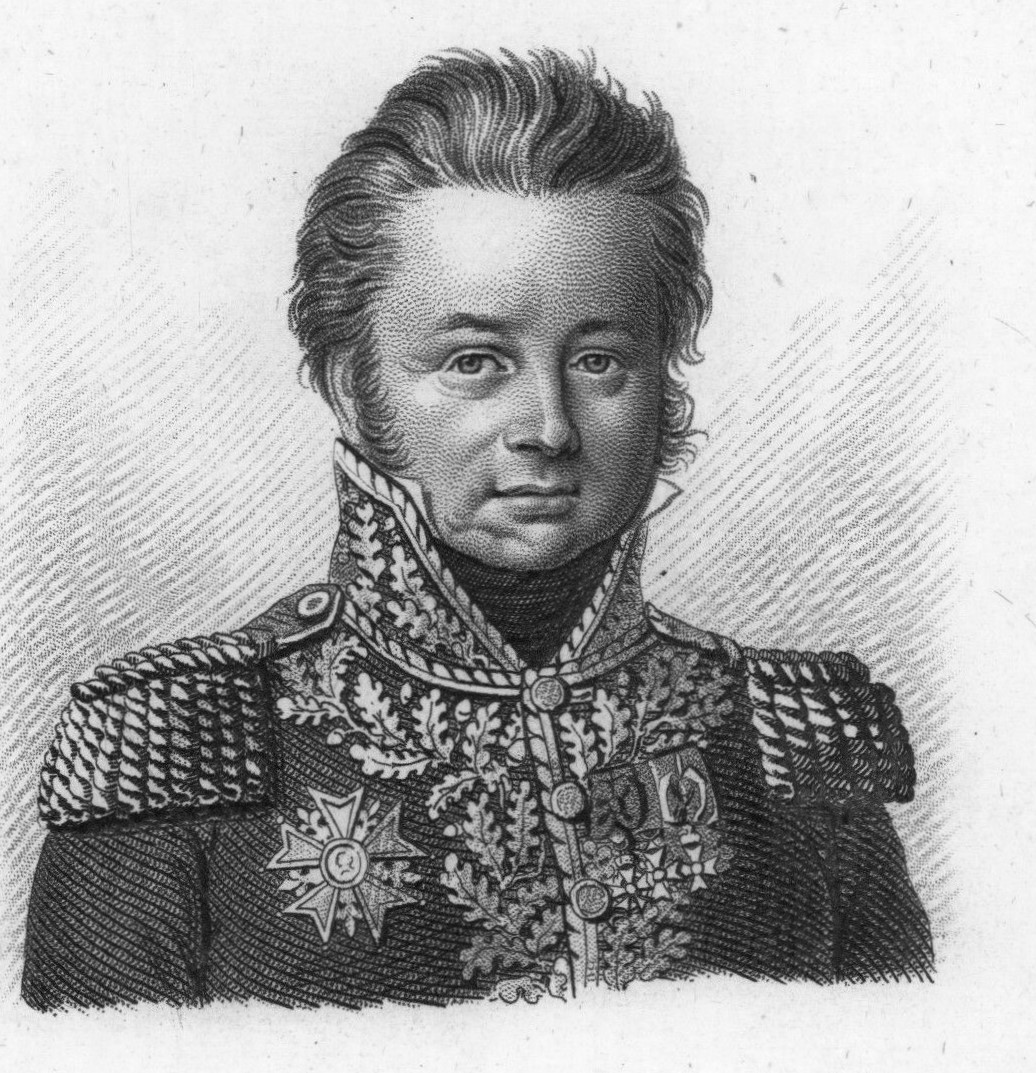
近衛獵步師師長莫朗（法语：Charles Antoine Morand）將軍
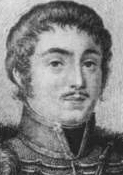
近衛重騎兵師師長居约（法语：Claude Étienne Guyot）將軍
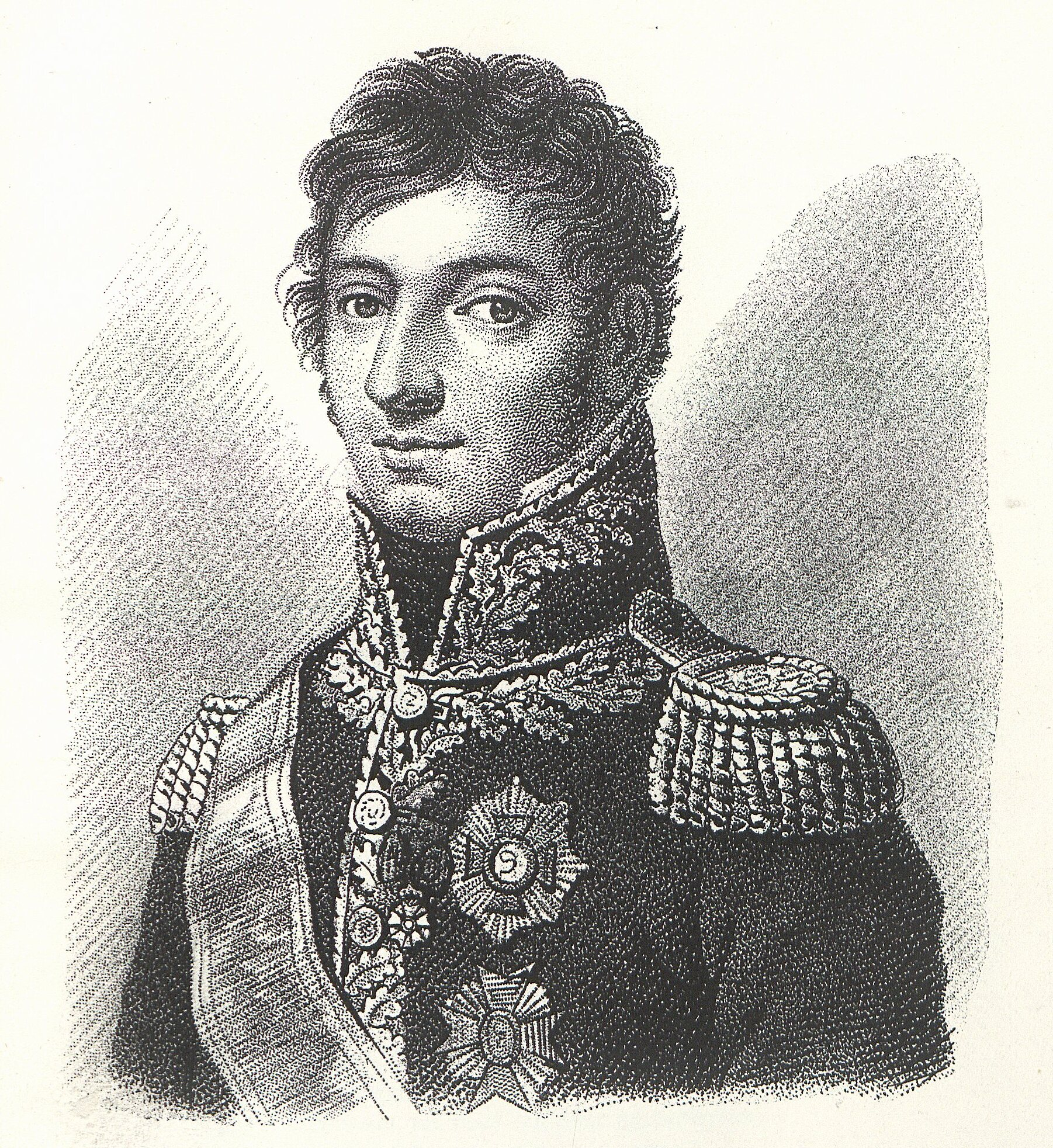
近衛輕騎兵師師長勒费夫尔-德努埃特（法语：Charles Lefebvre-Desnouettes）將軍

### 英荷聯軍
英荷聯軍的指揮官威靈頓公爵曾經經歷半島戰爭。他對自己軍隊評價是「糟糕的士兵，低劣的裝備，參謀們完全沒有戰鬥經驗」。此戰他共率領68,000名士兵。由步兵50,000人，騎兵12,000人，炮兵6,000人，火炮156門組成。其中有24,000名英國士兵，6,000名英王德意志军团士兵，17,000名荷蘭和比利時士兵，11,000名汉诺威士兵，6,000名不倫瑞克士兵以及3,000名拿騷士兵。由於第二次英美戰爭(1812年戰爭)之故，英軍將大部分一線士兵派往北美洲，只有7,000人是參加過半島戰爭的老兵。
聯軍士兵多數沒有實戰經驗。荷蘭軍被拿破侖擊敗后，於1815年重組而建。除了在西班牙參加過半島戰爭的英軍和汉诺威，不伦瑞克士兵聯軍中很多人曾經參加過法國的同盟軍。威靈頓公爵的騎兵也數量不足，參戰的騎兵只有英軍7個騎兵團加荷蘭3個騎兵團。約克公爵把自己的將校參謀都划歸威靈頓公爵指揮，其中甚至包括副司令亨利·佩吉特將軍。他指揮騎兵可以有自由行動的權利。威靈頓在滑鐵盧西面13公里处的哈勒部署了17,000名荷蘭人後備隊，由奧蘭治親王的弟弟弗雷德里克指揮，以防一旦敗北時能確保撤往英國的通道。

#### 英荷聯軍戰鬥序列
| | | | | | |                               |                               | 低地方面軍                      |                               |                               |                               |       |       |                                                                                                |                                                                                                |                                                                                                |                                                                                                |                                                                                                |                                                                                                |        |        |                                   |                                   |                                   |                                   |                                   |                                   | | | | | | |                                     |                                     |  |  |  |  |  |  |  |  |  |  |  |  |  |  |  |  |  |  |  |  |  |  |  |  |  |  |  |  |
| | | | | | |                               |                               | 威靈頓公爵 122,000名，火炮203門 |                               |                               |                               |       |       |                                                                                                |                                                                                                |                                                                                                |                                                                                                |                                                                                                |                                                                                                |        |        |                                   |                                   |                                   |                                   |                                   |                                   | | | | | | |                                     |                                     |  |  |  |  |  |  |  |  |  |  |  |  |  |  |  |  |  |  |  |  |  |  |  |  |  |  |  |  |
| | | | | | |                               |                               |                                 |                               |                               |                               |       |       |                                                                                                |                                                                                                |                                                                                                |                                                                                                |                                                                                                |                                                                                                |        |        |                                   |                                   |                                   |                                   |                                   |                                   | | | | | | |                                     |                                     |  |  |  |  |  |  |  |  |  |  |  |  |  |  |  |  |  |  |  |  |  |  |  |  |  |  |  |  |
| | | | | | |                               |                               |                                 |                               |                               |                               |       |       |                                                                                                |                                                                                                |                                                                                                |                                                                                                |                                                                                                |                                                                                                |        |        |                                   |                                   |                                   |                                   |                                   |                                   | | | | | | |                                     |                                     |  |  |  |  |  |  |  |  |  |  |  |  |  |  |  |  |  |  |  |  |  |  |  |  |  |  |  |  |
| 第1軍 | 第1軍 | 第1軍 | 第1軍 | 第1軍 | 第1軍 |                               |                               | 第2軍                           | 第2軍                         | 第2軍                         | 第2軍                         | 第2軍 | 第2軍 |                                                                                                |                                                                                                | 騎兵軍                                                                                         | 騎兵軍                                                                                         | 騎兵軍                                                                                         | 騎兵軍                                                                                         | 騎兵軍 | 騎兵軍 |                                   |                                   |                                   |                                   |                                   |                                   | | | | | | |                                     |                                     |  |  |  |  |  |  |  |  |  |  |  |  |  |  |  |  |  |  |  |  |  |  |  |  |  |  |  |  |
| 第1軍 | 第1軍 | 第1軍 | 第1軍 | 第1軍 | 第1軍 | 奥兰治亲王 38,400名，火炮56門 | 奥兰治亲王 38,400名，火炮56門 | 奥兰治亲王 38,400名，火炮56門   | 奥兰治亲王 38,400名，火炮56門 | 奥兰治亲王 38,400名，火炮56門 | 奥兰治亲王 38,400名，火炮56門 | 第2軍 | 第2軍 |                                                                                                |                                                                                                | 騎兵軍                                                                                         | 騎兵軍                                                                                         | 騎兵軍                                                                                         | 騎兵軍                                                                                         | 騎兵軍 | 騎兵軍 | 罗兰·希尔 中將 27,300名，火炮40門 | 罗兰·希尔 中將 27,300名，火炮40門 | 罗兰·希尔 中將 27,300名，火炮40門 | 罗兰·希尔 中將 27,300名，火炮40門 | 罗兰·希尔 中將 27,300名，火炮40門 | 罗兰·希尔 中將 27,300名，火炮40門 | | | 亨利·佩吉特 中將 16,500名，火炮43門 | 亨利·佩吉特 中將 16,500名，火炮43門 | 亨利·佩吉特 中將 16,500名，火炮43門 | 亨利·佩吉特 中將 16,500名，火炮43門 | 亨利·佩吉特 中將 16,500名，火炮43門 | 亨利·佩吉特 中將 16,500名，火炮43門 |  |  |  |  |  |  |  |  |  |  |  |  |  |  |  |  |  |  |  |  |  |  |  |  |  |  |  |  |
| 第1近衛師（乔治·库克 少將） 第3師（查尔斯·阿尔滕 中將） 荷蘭第2師（亨德里克·乔治·德·佩尔蓬谢·塞德尔尼茨基 中將） 荷蘭第3師（大卫·亨德里克·沙塞 中將）   | 第1近衛師（乔治·库克 少將） 第3師（查尔斯·阿尔滕 中將） 荷蘭第2師（亨德里克·乔治·德·佩尔蓬谢·塞德尔尼茨基 中將） 荷蘭第3師（大卫·亨德里克·沙塞 中將） | 第1近衛師（乔治·库克 少將） 第3師（查尔斯·阿尔滕 中將） 荷蘭第2師（亨德里克·乔治·德·佩尔蓬谢·塞德尔尼茨基 中將） 荷蘭第3師（大卫·亨德里克·沙塞 中將） | 第1近衛師（乔治·库克 少將） 第3師（查尔斯·阿尔滕 中將） 荷蘭第2師（亨德里克·乔治·德·佩尔蓬谢·塞德尔尼茨基 中將） 荷蘭第3師（大卫·亨德里克·沙塞 中將） | 第1近衛師（乔治·库克 少將） 第3師（查尔斯·阿尔滕 中將） 荷蘭第2師（亨德里克·乔治·德·佩尔蓬谢·塞德尔尼茨基 中將） 荷蘭第3師（大卫·亨德里克·沙塞 中將） | 第1近衛師（乔治·库克 少將） 第3師（查尔斯·阿尔滕 中將） 荷蘭第2師（亨德里克·乔治·德·佩尔蓬谢·塞德尔尼茨基 中將） 荷蘭第3師（大卫·亨德里克·沙塞 中將） | 奥兰治亲王 38,400名，火炮56門 | 奥兰治亲王 38,400名，火炮56門 | 奥兰治亲王 38,400名，火炮56門   | 奥兰治亲王 38,400名，火炮56門 | 奥兰治亲王 38,400名，火炮56門 | 奥兰治亲王 38,400名，火炮56門 |       |       | 第2師（亨利·克林顿 中將） 第4師（查尔斯·科尔维尔 少將） 荷蘭第1師（约翰·安德鲁·斯特德曼 中將） | 第2師（亨利·克林顿 中將） 第4師（查尔斯·科尔维尔 少將） 荷蘭第1師（约翰·安德鲁·斯特德曼 中將） | 第2師（亨利·克林顿 中將） 第4師（查尔斯·科尔维尔 少將） 荷蘭第1師（约翰·安德鲁·斯特德曼 中將） | 第2師（亨利·克林顿 中將） 第4師（查尔斯·科尔维尔 少將） 荷蘭第1師（约翰·安德鲁·斯特德曼 中將） | 第2師（亨利·克林顿 中將） 第4師（查尔斯·科尔维尔 少將） 荷蘭第1師（约翰·安德鲁·斯特德曼 中將） | 第2師（亨利·克林顿 中將） 第4師（查尔斯·科尔维尔 少將） 荷蘭第1師（约翰·安德鲁·斯特德曼 中將） |        |        | 罗兰·希尔 中將 27,300名，火炮40門 | 罗兰·希尔 中將 27,300名，火炮40門 | 罗兰·希尔 中將 27,300名，火炮40門 | 罗兰·希尔 中將 27,300名，火炮40門 | 罗兰·希尔 中將 27,300名，火炮40門 | 罗兰·希尔 中將 27,300名，火炮40門 | 近衛騎兵旅（爱德华·萨默塞特 少將） 聯軍騎兵旅（威廉·庞森比 少將） 第3騎兵旅（威廉·冯·德恩贝格 少將） 第4騎兵旅（奥姆斯比·范德勒 少將） 第5騎兵旅（科洪·格兰特 少將） 第6騎兵旅（赫西·维维安 少將） 第7騎兵旅（弗里德里希·冯·阿伦茨席尔特 名譽上校） 汉诺威第1騎兵旅（阿尔布雷希特·冯·埃斯托夫 少將） 荷蘭騎兵師（让·安托万·德·科拉尔特 中將） 預備騎馬炮兵隊（奥古斯塔斯·西蒙·弗雷泽 中校） | 近衛騎兵旅（爱德华·萨默塞特 少將） 聯軍騎兵旅（威廉·庞森比 少將） 第3騎兵旅（威廉·冯·德恩贝格 少將） 第4騎兵旅（奥姆斯比·范德勒 少將） 第5騎兵旅（科洪·格兰特 少將） 第6騎兵旅（赫西·维维安 少將） 第7騎兵旅（弗里德里希·冯·阿伦茨席尔特 名譽上校） 汉诺威第1騎兵旅（阿尔布雷希特·冯·埃斯托夫 少將） 荷蘭騎兵師（让·安托万·德·科拉尔特 中將） 預備騎馬炮兵隊（奥古斯塔斯·西蒙·弗雷泽 中校） | 近衛騎兵旅（爱德华·萨默塞特 少將） 聯軍騎兵旅（威廉·庞森比 少將） 第3騎兵旅（威廉·冯·德恩贝格 少將） 第4騎兵旅（奥姆斯比·范德勒 少將） 第5騎兵旅（科洪·格兰特 少將） 第6騎兵旅（赫西·维维安 少將） 第7騎兵旅（弗里德里希·冯·阿伦茨席尔特 名譽上校） 汉诺威第1騎兵旅（阿尔布雷希特·冯·埃斯托夫 少將） 荷蘭騎兵師（让·安托万·德·科拉尔特 中將） 預備騎馬炮兵隊（奥古斯塔斯·西蒙·弗雷泽 中校） | 近衛騎兵旅（爱德华·萨默塞特 少將） 聯軍騎兵旅（威廉·庞森比 少將） 第3騎兵旅（威廉·冯·德恩贝格 少將） 第4騎兵旅（奥姆斯比·范德勒 少將） 第5騎兵旅（科洪·格兰特 少將） 第6騎兵旅（赫西·维维安 少將） 第7騎兵旅（弗里德里希·冯·阿伦茨席尔特 名譽上校） 汉诺威第1騎兵旅（阿尔布雷希特·冯·埃斯托夫 少將） 荷蘭騎兵師（让·安托万·德·科拉尔特 中將） 預備騎馬炮兵隊（奥古斯塔斯·西蒙·弗雷泽 中校） | 近衛騎兵旅（爱德华·萨默塞特 少將） 聯軍騎兵旅（威廉·庞森比 少將） 第3騎兵旅（威廉·冯·德恩贝格 少將） 第4騎兵旅（奥姆斯比·范德勒 少將） 第5騎兵旅（科洪·格兰特 少將） 第6騎兵旅（赫西·维维安 少將） 第7騎兵旅（弗里德里希·冯·阿伦茨席尔特 名譽上校） 汉诺威第1騎兵旅（阿尔布雷希特·冯·埃斯托夫 少將） 荷蘭騎兵師（让·安托万·德·科拉尔特 中將） 預備騎馬炮兵隊（奥古斯塔斯·西蒙·弗雷泽 中校） | 近衛騎兵旅（爱德华·萨默塞特 少將） 聯軍騎兵旅（威廉·庞森比 少將） 第3騎兵旅（威廉·冯·德恩贝格 少將） 第4騎兵旅（奥姆斯比·范德勒 少將） 第5騎兵旅（科洪·格兰特 少將） 第6騎兵旅（赫西·维维安 少將） 第7騎兵旅（弗里德里希·冯·阿伦茨席尔特 名譽上校） 汉诺威第1騎兵旅（阿尔布雷希特·冯·埃斯托夫 少將） 荷蘭騎兵師（让·安托万·德·科拉尔特 中將） 預備騎馬炮兵隊（奥古斯塔斯·西蒙·弗雷泽 中校） | 亨利·佩吉特 中將 16,500名，火炮43門 | 亨利·佩吉特 中將 16,500名，火炮43門 |  |  |  |  |  |  |  |  |  |  |  |  |  |  |  |  |  |  |  |  |  |  |  |  |  |  |  |  |
| 第1近衛師（乔治·库克 少將） 第3師（查尔斯·阿尔滕 中將） 荷蘭第2師（亨德里克·乔治·德·佩尔蓬谢·塞德尔尼茨基 中將） 荷蘭第3師（大卫·亨德里克·沙塞 中將）   | 第1近衛師（乔治·库克 少將） 第3師（查尔斯·阿尔滕 中將） 荷蘭第2師（亨德里克·乔治·德·佩尔蓬谢·塞德尔尼茨基 中將） 荷蘭第3師（大卫·亨德里克·沙塞 中將） | 第1近衛師（乔治·库克 少將） 第3師（查尔斯·阿尔滕 中將） 荷蘭第2師（亨德里克·乔治·德·佩尔蓬谢·塞德尔尼茨基 中將） 荷蘭第3師（大卫·亨德里克·沙塞 中將） | 第1近衛師（乔治·库克 少將） 第3師（查尔斯·阿尔滕 中將） 荷蘭第2師（亨德里克·乔治·德·佩尔蓬谢·塞德尔尼茨基 中將） 荷蘭第3師（大卫·亨德里克·沙塞 中將） | 第1近衛師（乔治·库克 少將） 第3師（查尔斯·阿尔滕 中將） 荷蘭第2師（亨德里克·乔治·德·佩尔蓬谢·塞德尔尼茨基 中將） 荷蘭第3師（大卫·亨德里克·沙塞 中將） | 第1近衛師（乔治·库克 少將） 第3師（查尔斯·阿尔滕 中將） 荷蘭第2師（亨德里克·乔治·德·佩尔蓬谢·塞德尔尼茨基 中將） 荷蘭第3師（大卫·亨德里克·沙塞 中將） |                               |                               |                                 |                               |                               |                               |       |       | 第2師（亨利·克林顿 中將） 第4師（查尔斯·科尔维尔 少將） 荷蘭第1師（约翰·安德鲁·斯特德曼 中將） | 第2師（亨利·克林顿 中將） 第4師（查尔斯·科尔维尔 少將） 荷蘭第1師（约翰·安德鲁·斯特德曼 中將） | 第2師（亨利·克林顿 中將） 第4師（查尔斯·科尔维尔 少將） 荷蘭第1師（约翰·安德鲁·斯特德曼 中將） | 第2師（亨利·克林顿 中將） 第4師（查尔斯·科尔维尔 少將） 荷蘭第1師（约翰·安德鲁·斯特德曼 中將） | 第2師（亨利·克林顿 中將） 第4師（查尔斯·科尔维尔 少將） 荷蘭第1師（约翰·安德鲁·斯特德曼 中將） | 第2師（亨利·克林顿 中將） 第4師（查尔斯·科尔维尔 少將） 荷蘭第1師（约翰·安德鲁·斯特德曼 中將） |        |        |                                   |                                   |                                   |                                   |                                   |                                   | 近衛騎兵旅（爱德华·萨默塞特 少將） 聯軍騎兵旅（威廉·庞森比 少將） 第3騎兵旅（威廉·冯·德恩贝格 少將） 第4騎兵旅（奥姆斯比·范德勒 少將） 第5騎兵旅（科洪·格兰特 少將） 第6騎兵旅（赫西·维维安 少將） 第7騎兵旅（弗里德里希·冯·阿伦茨席尔特 名譽上校） 汉诺威第1騎兵旅（阿尔布雷希特·冯·埃斯托夫 少將） 荷蘭騎兵師（让·安托万·德·科拉尔特 中將） 預備騎馬炮兵隊（奥古斯塔斯·西蒙·弗雷泽 中校） | 近衛騎兵旅（爱德华·萨默塞特 少將） 聯軍騎兵旅（威廉·庞森比 少將） 第3騎兵旅（威廉·冯·德恩贝格 少將） 第4騎兵旅（奥姆斯比·范德勒 少將） 第5騎兵旅（科洪·格兰特 少將） 第6騎兵旅（赫西·维维安 少將） 第7騎兵旅（弗里德里希·冯·阿伦茨席尔特 名譽上校） 汉诺威第1騎兵旅（阿尔布雷希特·冯·埃斯托夫 少將） 荷蘭騎兵師（让·安托万·德·科拉尔特 中將） 預備騎馬炮兵隊（奥古斯塔斯·西蒙·弗雷泽 中校） | 近衛騎兵旅（爱德华·萨默塞特 少將） 聯軍騎兵旅（威廉·庞森比 少將） 第3騎兵旅（威廉·冯·德恩贝格 少將） 第4騎兵旅（奥姆斯比·范德勒 少將） 第5騎兵旅（科洪·格兰特 少將） 第6騎兵旅（赫西·维维安 少將） 第7騎兵旅（弗里德里希·冯·阿伦茨席尔特 名譽上校） 汉诺威第1騎兵旅（阿尔布雷希特·冯·埃斯托夫 少將） 荷蘭騎兵師（让·安托万·德·科拉尔特 中將） 預備騎馬炮兵隊（奥古斯塔斯·西蒙·弗雷泽 中校） | 近衛騎兵旅（爱德华·萨默塞特 少將） 聯軍騎兵旅（威廉·庞森比 少將） 第3騎兵旅（威廉·冯·德恩贝格 少將） 第4騎兵旅（奥姆斯比·范德勒 少將） 第5騎兵旅（科洪·格兰特 少將） 第6騎兵旅（赫西·维维安 少將） 第7騎兵旅（弗里德里希·冯·阿伦茨席尔特 名譽上校） 汉诺威第1騎兵旅（阿尔布雷希特·冯·埃斯托夫 少將） 荷蘭騎兵師（让·安托万·德·科拉尔特 中將） 預備騎馬炮兵隊（奥古斯塔斯·西蒙·弗雷泽 中校） | 近衛騎兵旅（爱德华·萨默塞特 少將） 聯軍騎兵旅（威廉·庞森比 少將） 第3騎兵旅（威廉·冯·德恩贝格 少將） 第4騎兵旅（奥姆斯比·范德勒 少將） 第5騎兵旅（科洪·格兰特 少將） 第6騎兵旅（赫西·维维安 少將） 第7騎兵旅（弗里德里希·冯·阿伦茨席尔特 名譽上校） 汉诺威第1騎兵旅（阿尔布雷希特·冯·埃斯托夫 少將） 荷蘭騎兵師（让·安托万·德·科拉尔特 中將） 預備騎馬炮兵隊（奥古斯塔斯·西蒙·弗雷泽 中校） | 近衛騎兵旅（爱德华·萨默塞特 少將） 聯軍騎兵旅（威廉·庞森比 少將） 第3騎兵旅（威廉·冯·德恩贝格 少將） 第4騎兵旅（奥姆斯比·范德勒 少將） 第5騎兵旅（科洪·格兰特 少將） 第6騎兵旅（赫西·维维安 少將） 第7騎兵旅（弗里德里希·冯·阿伦茨席尔特 名譽上校） 汉诺威第1騎兵旅（阿尔布雷希特·冯·埃斯托夫 少將） 荷蘭騎兵師（让·安托万·德·科拉尔特 中將） 預備騎馬炮兵隊（奥古斯塔斯·西蒙·弗雷泽 中校） |                                     |                                     |  |  |  |  |  |  |  |  |  |  |  |  |  |  |  |  |  |  |  |  |  |  |  |  |  |  |  |  |
| | | | | | |                               |                               |                                 |                               |                               |                               |       |       |                                                                                                |                                                                                                |                                                                                                |                                                                                                |                                                                                                |                                                                                                |        |        |                                   |                                   |                                   |                                   |                                   |                                   | | | | | | |                                     |                                     |  |  |  |  |  |  |  |  |  |  |  |  |  |  |  |  |  |  |  |  |  |  |  |  |  |  |  |  |
| 預備隊 | | | | | |                               |                               |                                 |                               |                               |                               |       |       |                                                                                                |                                                                                                |                                                                                                |                                                                                                |                                                                                                |                                                                                                |        |        |                                   |                                   |                                   |                                   |                                   |                                   | | | | | | |                                     |                                     |  |  |  |  |  |  |  |  |  |  |  |  |  |  |  |  |  |  |  |  |  |  |  |  |  |  |  |  |
| 威靈頓公爵 36,900名，火炮64門 | | | | | |                               |                               |                                 |                               |                               |                               |       |       |                                                                                                |                                                                                                |                                                                                                |                                                                                                |                                                                                                |                                                                                                |        |        |                                   |                                   |                                   |                                   |                                   |                                   | | | | | | |                                     |                                     |  |  |  |  |  |  |  |  |  |  |  |  |  |  |  |  |  |  |  |  |  |  |  |  |  |  |  |  |
| 第5師（托马斯·皮克顿 中將） 第6師（加尔布雷思·劳里·科尔 中將） 不伦瑞克士師 汉诺威預備師（弗里德里希·冯·德·德肯 中將） 預備火炮隊（珀西·德拉蒙德 少將） | | | | | |                               |                               |                                 |                               |                               |                               |       |       |                                                                                                |                                                                                                |                                                                                                |                                                                                                |                                                                                                |                                                                                                |        |        |                                   |                                   |                                   |                                   |                                   |                                   | | | | | | |                                     |                                     |  |  |  |  |  |  |  |  |  |  |  |  |  |  |  |  |  |  |  |  |  |  |  |  |  |  |  |  |

英荷聯軍主要將帥
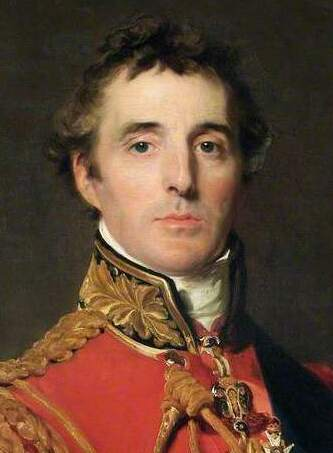
威靈頓公爵
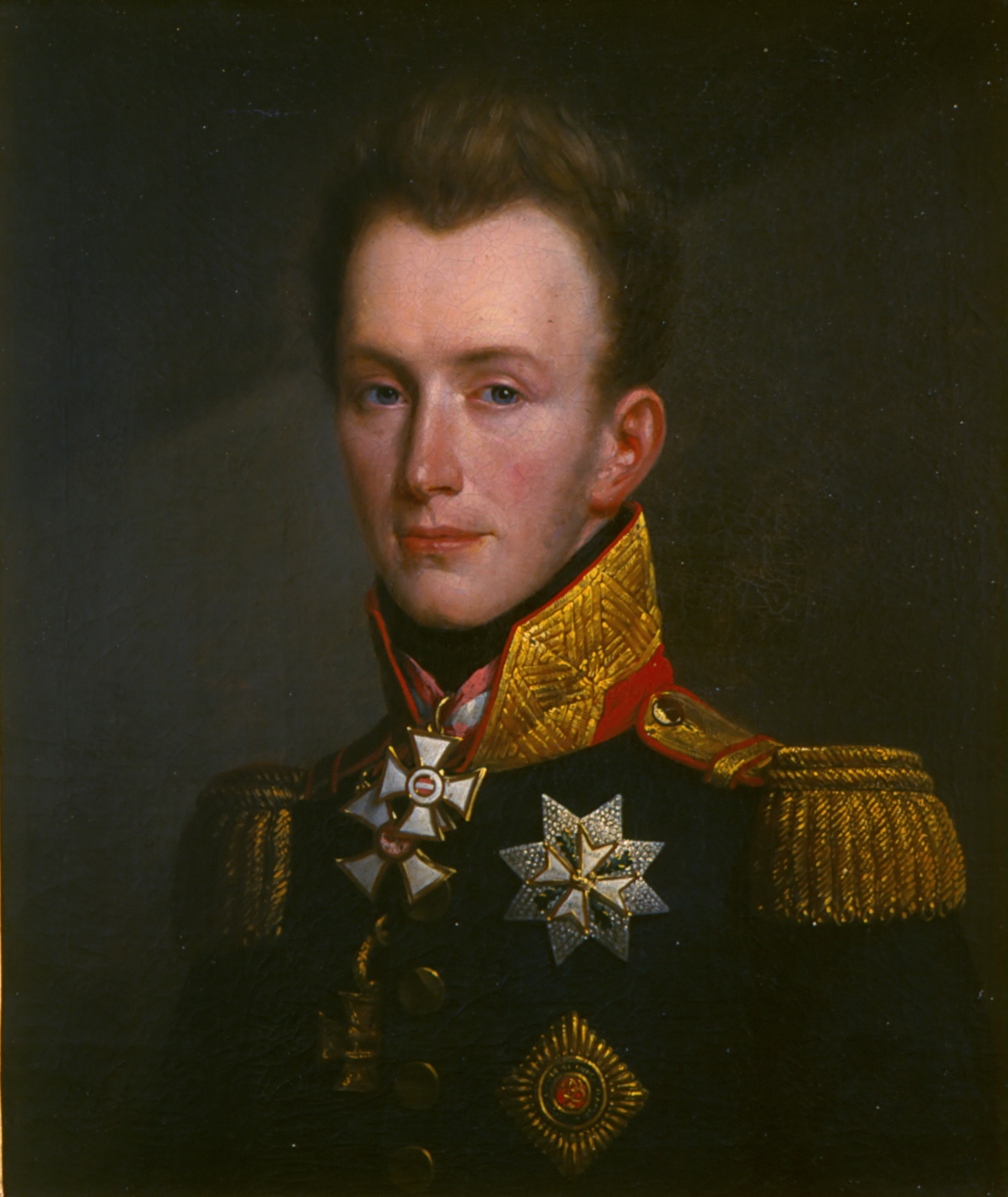
第1軍軍長奥兰治亲王
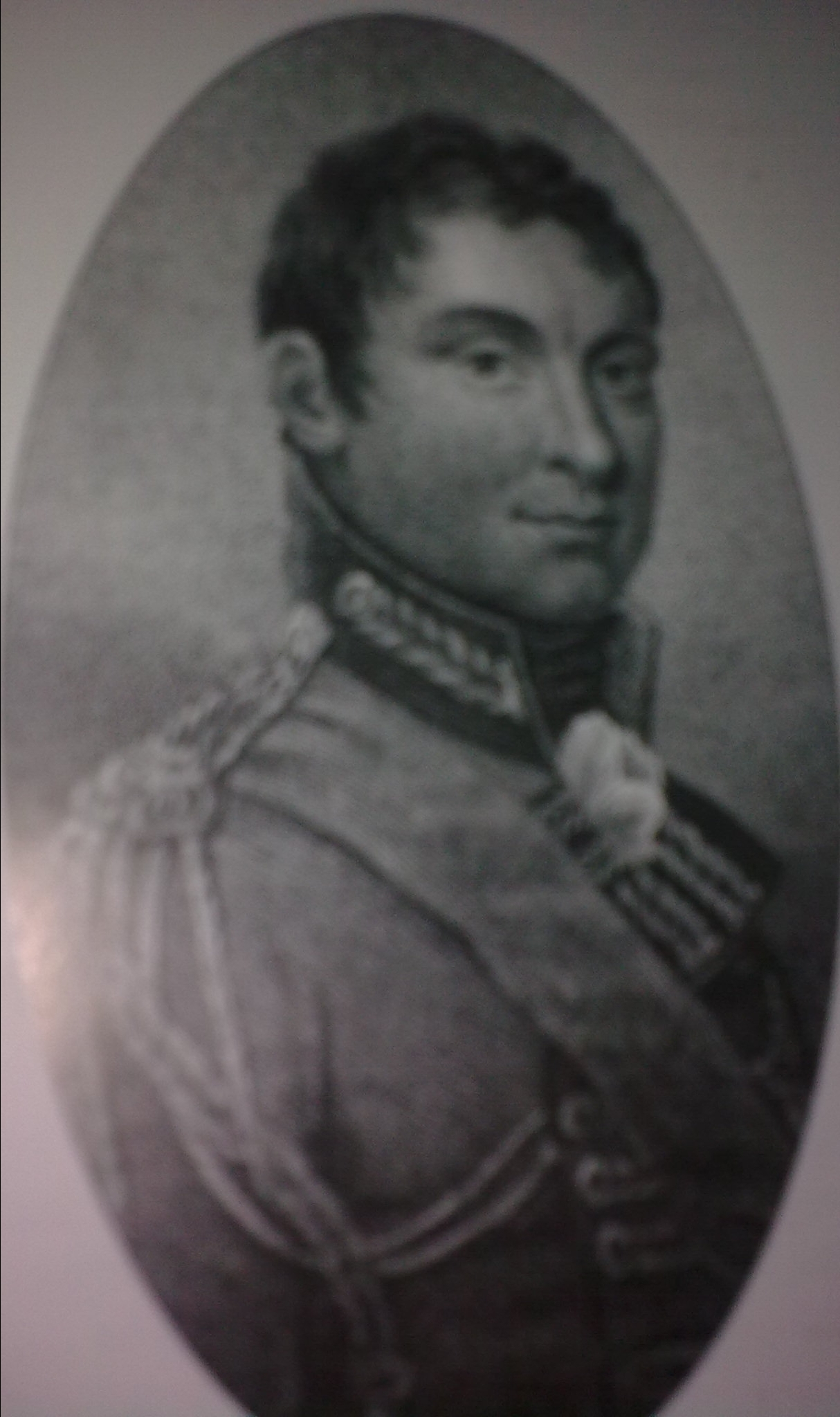
第2軍軍長希尔（英语：Rowland Hill, 1st Viscount Hill）中將
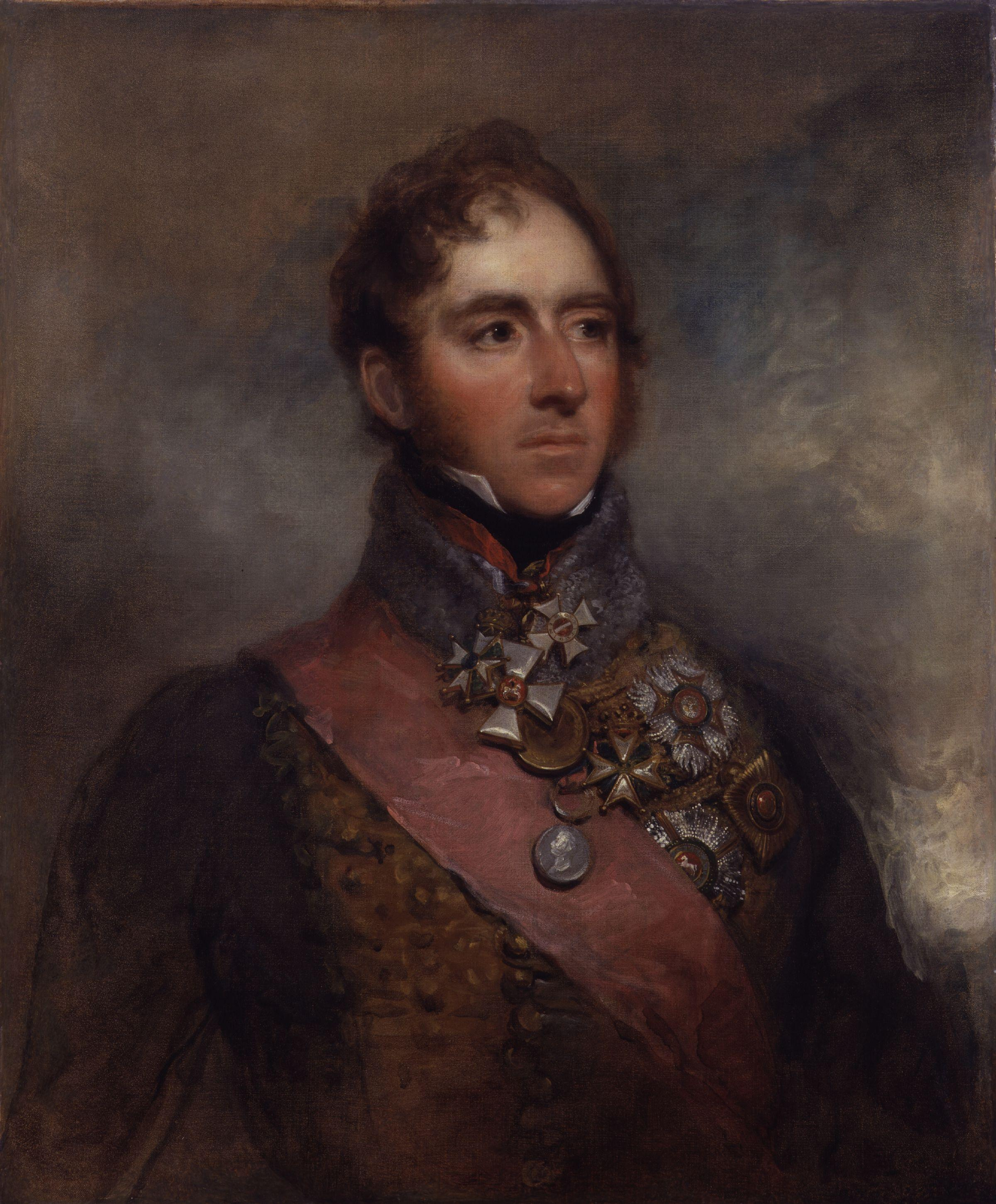
騎兵軍軍長亨利·佩吉特中將
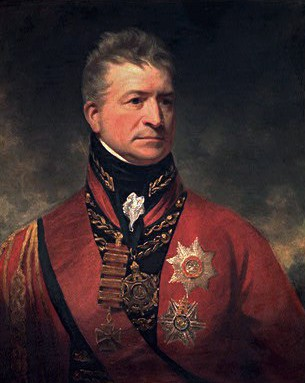
第5師師長皮克顿（英语：Thomas Picton）中將
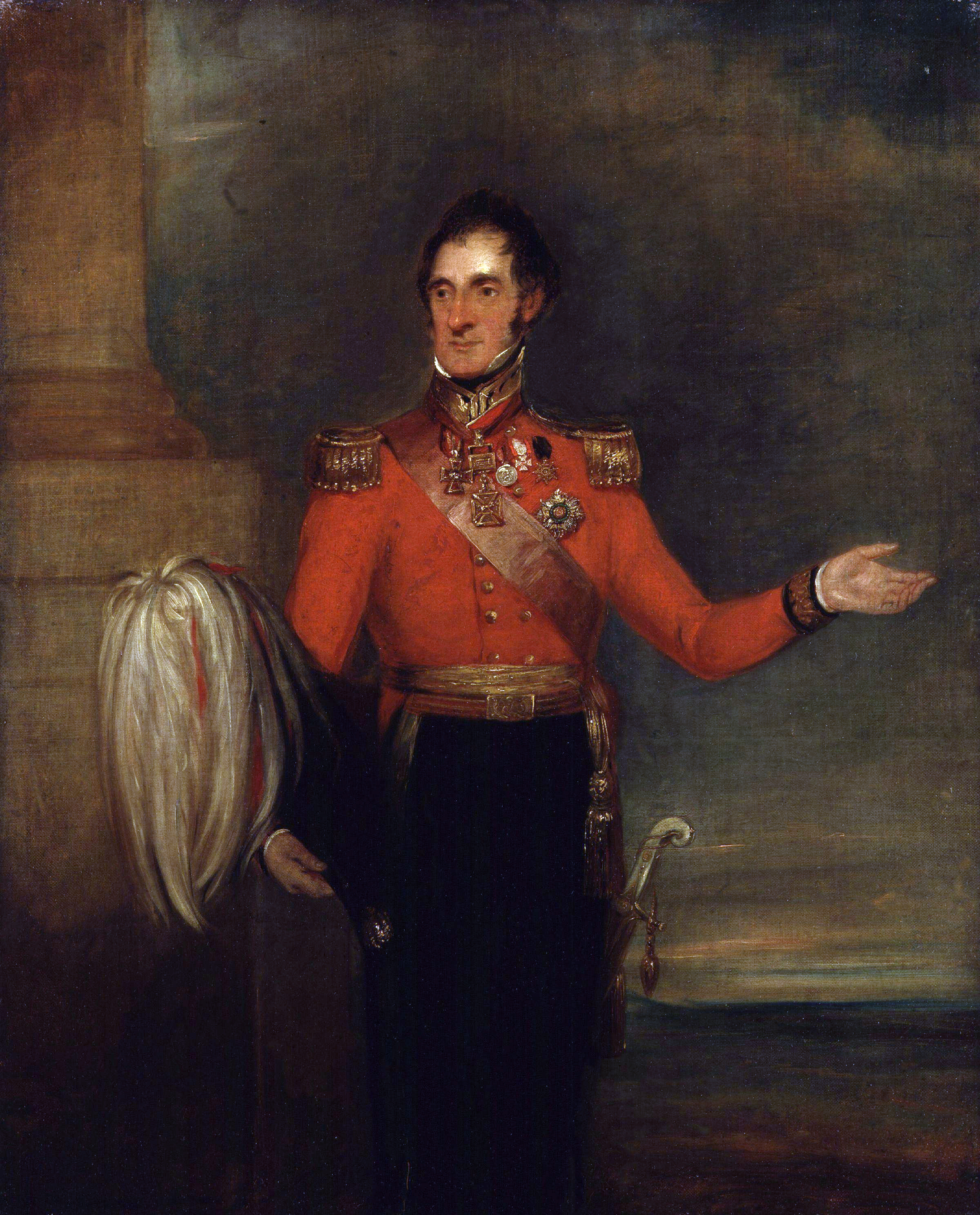
近衛騎兵旅旅長萨默塞特（英语：Lord Robert Somerset）少將
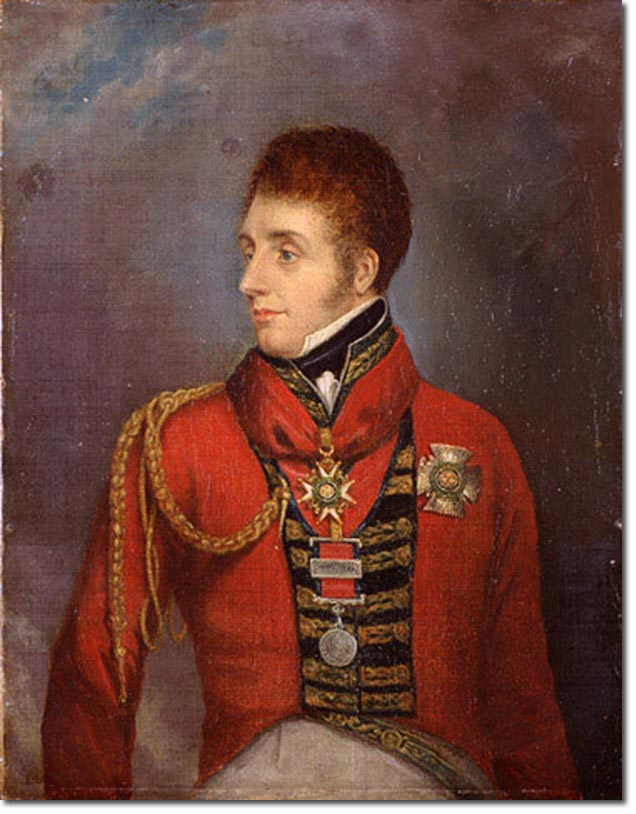
聯軍騎兵旅旅長庞森比（英语：William Ponsonby (British Army officer)）少將
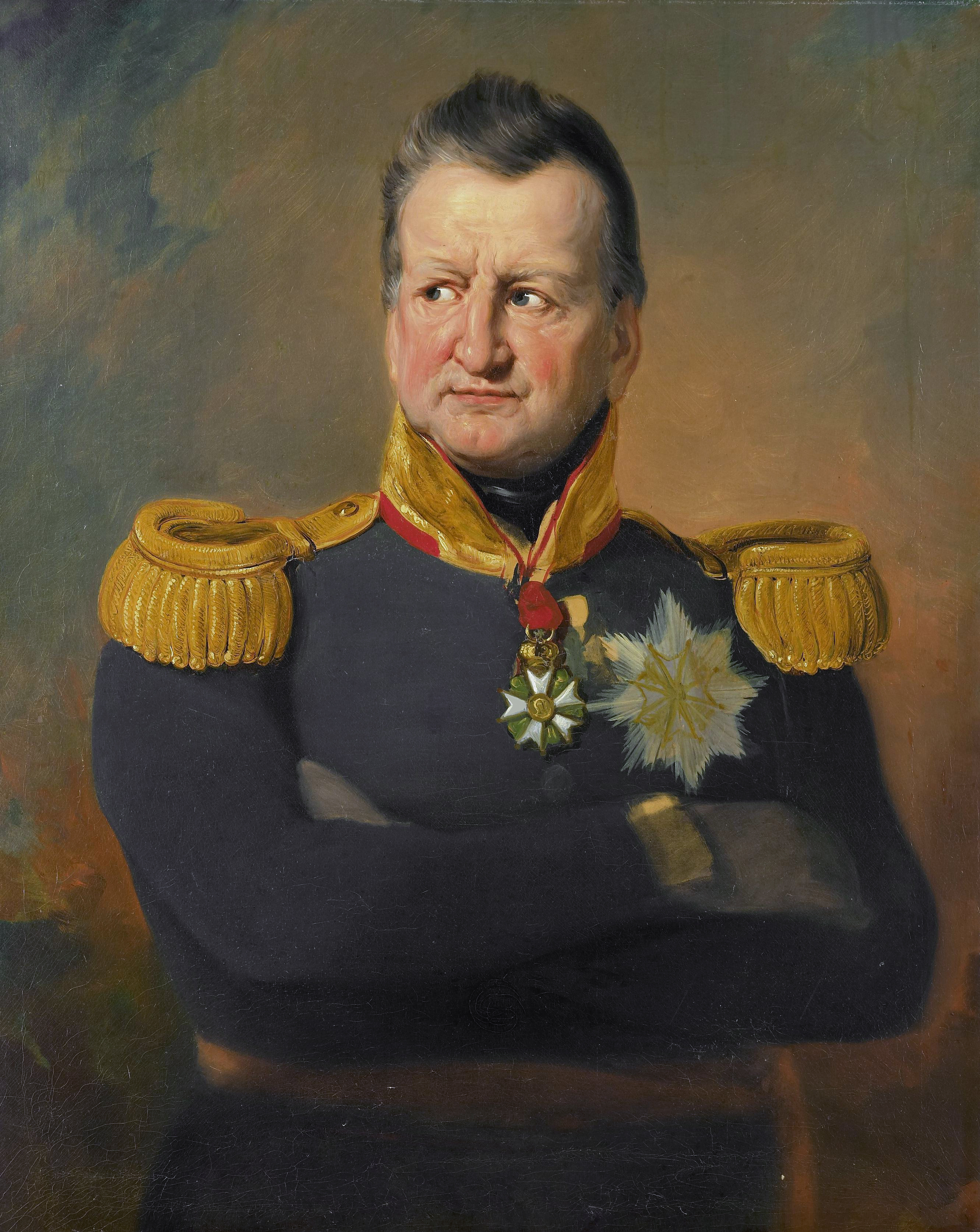
荷蘭第3師師長沙塞（英语：David Hendrik Chassé）中將

### 普魯士軍
普軍总司令布呂歇爾元帥在萊比錫戰役中曾經擊敗過拿破侖。参謀長奥古斯特·奈德哈特·冯·格奈森瑙中將是在普軍中推進軍事改革的核心人物。普軍正處於改制的轉折時期，將正規的預備役、外籍軍團、自由軍團和非正規的民兵整合的階段。到達比利時之前，民兵幾乎還沒有接受過軍事訓練，連武器都沒有發放下去，普軍騎兵基本是相同的狀況。炮兵也處於再編中，火炮在戰役發起之後才陸續到達。然而這些不利因素都被普軍優秀的指揮系統彌補。普軍軍官和參謀都在四所軍校接受相同的培養，因此能夠相互很好的協調，和上級軍事指示無法準確無誤傳達給下級的法軍對比，優勢顯而易見。利尼之戰後，僅僅使用24個小時就把四分之三的部隊重整。48個小時之内就又投入戰鬥，普軍指揮系統起到巨大的作用。普軍在滑铁卢投入2個半軍48,000人的兵力。第4軍軍長比洛將軍帶領2個旅與16點30分攻擊法國第6軍，汉斯·恩斯特·卡尔·冯·齐滕的第1軍和格奥尔格·杜比斯拉夫·路德维希·冯·皮尔希的第2軍18點到來奠定勝局。

#### 普魯士軍戰鬥序列

普軍主要将帥
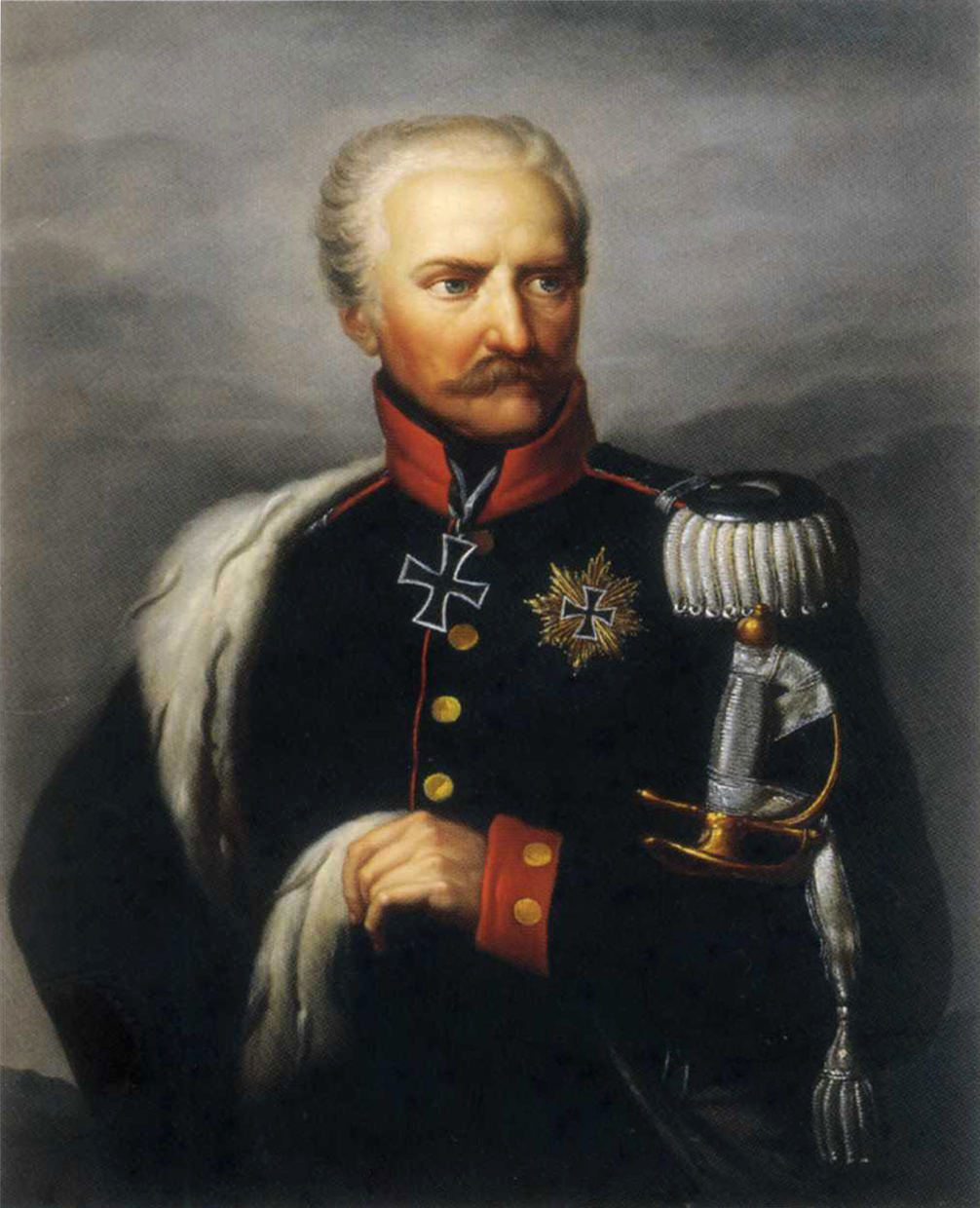
布呂歇爾元帥
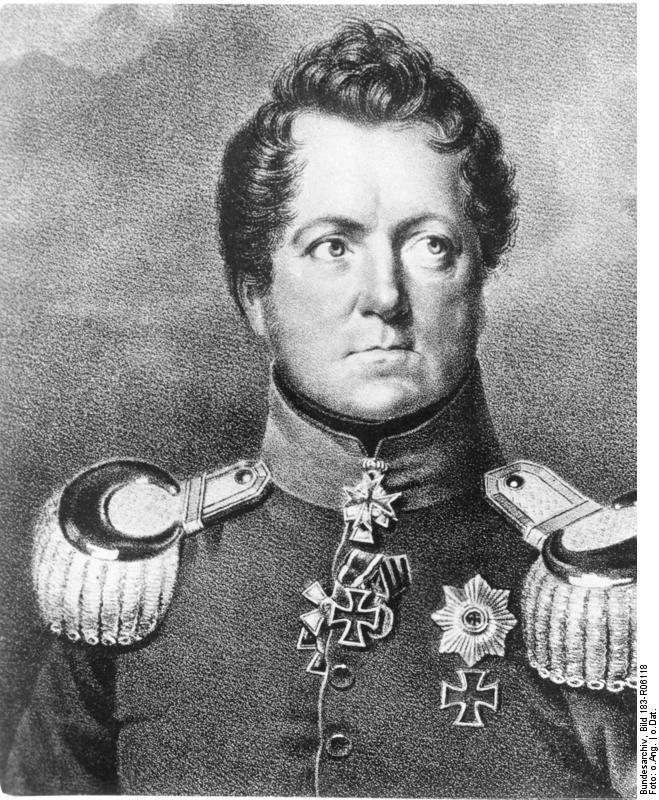
参謀長格奈森瑙中將
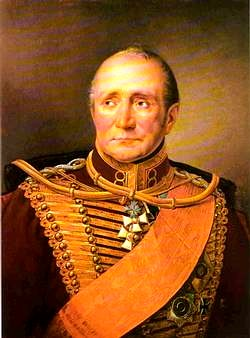
第1軍軍長汉斯·恩斯特·卡尔·冯·齐滕中將
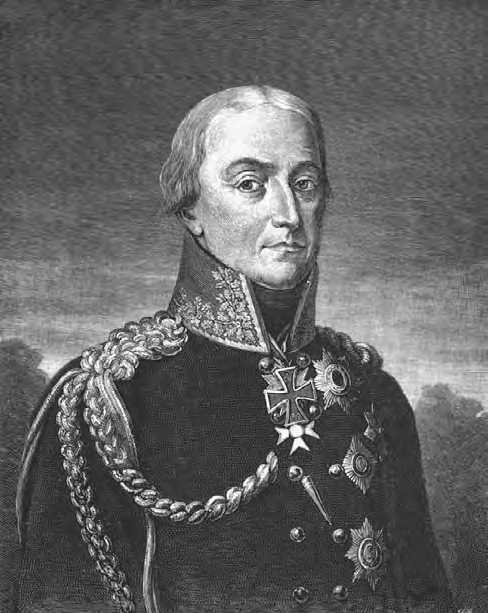
第4軍軍長比洛中將

| | | | | | |                                                  |                                                  | 下萊茵方面軍                                                        |                                                  |                                                  |                                                  |       |       | | | | | | |       |       |                                                                |                                                                |                                                                |                                                                |                                                                |                                                                | | | | | | |                                                 |                                                 |  |  |  |  |  |  |  |  |  |  |  |  |  |  |  |  |  |  |  |  |  |  |  |  |  |  |  |  |
| | | | | | |                                                  |                                                  | 总司令 - 布呂歇爾元帥 总参謀長 – 格奈森瑙 中將 123,000名，火炮296門 |                                                  |                                                  |                                                  |       |       | | | | | | |       |       |                                                                |                                                                |                                                                |                                                                |                                                                |                                                                | | | | | | |                                                 |                                                 |  |  |  |  |  |  |  |  |  |  |  |  |  |  |  |  |  |  |  |  |  |  |  |  |  |  |  |  |
| | | | | | |                                                  |                                                  |                                                                     |                                                  |                                                  |                                                  |       |       | | | | | | |       |       |                                                                |                                                                |                                                                |                                                                |                                                                |                                                                | | | | | | |                                                 |                                                 |  |  |  |  |  |  |  |  |  |  |  |  |  |  |  |  |  |  |  |  |  |  |  |  |  |  |  |  |
| | | | | | |                                                  |                                                  |                                                                     |                                                  |                                                  |                                                  |       |       | | | | | | |       |       |                                                                |                                                                |                                                                |                                                                |                                                                |                                                                | | | | | | |                                                 |                                                 |  |  |  |  |  |  |  |  |  |  |  |  |  |  |  |  |  |  |  |  |  |  |  |  |  |  |  |  |
| 第1軍 | 第1軍 | 第1軍 | 第1軍 | 第1軍 | 第1軍 |                                                  |                                                  | 第2軍                                                               | 第2軍                                            | 第2軍                                            | 第2軍                                            | 第2軍 | 第2軍 | | | 第4軍 | 第4軍 | 第4軍 | 第4軍 | 第4軍 | 第4軍 |                                                                |                                                                |                                                                |                                                                |                                                                |                                                                | | | | | | |                                                 |                                                 |  |  |  |  |  |  |  |  |  |  |  |  |  |  |  |  |  |  |  |  |  |  |  |  |  |  |  |  |
| 第1軍 | 第1軍 | 第1軍 | 第1軍 | 第1軍 | 第1軍 | 汉斯·恩斯特·卡尔·冯·齐滕 中將 31,800名，火炮80門 | 汉斯·恩斯特·卡尔·冯·齐滕 中將 31,800名，火炮80門 | 汉斯·恩斯特·卡尔·冯·齐滕 中將 31,800名，火炮80門                    | 汉斯·恩斯特·卡尔·冯·齐滕 中將 31,800名，火炮80門 | 汉斯·恩斯特·卡尔·冯·齐滕 中將 31,800名，火炮80門 | 汉斯·恩斯特·卡尔·冯·齐滕 中將 31,800名，火炮80門 | 第2軍 | 第2軍 | | | 第4軍 | 第4軍 | 第4軍 | 第4軍 | 第4軍 | 第4軍 | 格奥尔格·杜比斯拉夫·路德维希·冯·皮尔希 中將 35,100名，火炮80門 | 格奥尔格·杜比斯拉夫·路德维希·冯·皮尔希 中將 35,100名，火炮80門 | 格奥尔格·杜比斯拉夫·路德维希·冯·皮尔希 中將 35,100名，火炮80門 | 格奥尔格·杜比斯拉夫·路德维希·冯·皮尔希 中將 35,100名，火炮80門 | 格奥尔格·杜比斯拉夫·路德维希·冯·皮尔希 中將 35,100名，火炮80門 | 格奥尔格·杜比斯拉夫·路德维希·冯·皮尔希 中將 35,100名，火炮80門 | | | 弗里德里希·威廉·冯·比洛 中將 31,900名，火炮88門 | 弗里德里希·威廉·冯·比洛 中將 31,900名，火炮88門 | 弗里德里希·威廉·冯·比洛 中將 31,900名，火炮88門 | 弗里德里希·威廉·冯·比洛 中將 31,900名，火炮88門 | 弗里德里希·威廉·冯·比洛 中將 31,900名，火炮88門 | 弗里德里希·威廉·冯·比洛 中將 31,900名，火炮88門 |  |  |  |  |  |  |  |  |  |  |  |  |  |  |  |  |  |  |  |  |  |  |  |  |  |  |  |  |
| 第1旅（卡尔·弗里德里希·弗朗西斯库斯·冯·施泰因梅茨 少將） 第2旅（奥托·冯·皮尔希 少将） 第3旅（弗里德里希·威廉·冯·雅戈 少將） 第4旅（威廉·路德维希·维克托·亨克尔·冯·唐纳斯马克 少將） 騎兵預備隊（弗里德里希·埃哈德·冯·勒德 中將） 炮兵預備隊（戈特利布·莱曼 少將） | 第1旅（卡尔·弗里德里希·弗朗西斯库斯·冯·施泰因梅茨 少將） 第2旅（奥托·冯·皮尔希 少将） 第3旅（弗里德里希·威廉·冯·雅戈 少將） 第4旅（威廉·路德维希·维克托·亨克尔·冯·唐纳斯马克 少將） 騎兵預備隊（弗里德里希·埃哈德·冯·勒德 中將） 炮兵預備隊（戈特利布·莱曼 少將） | 第1旅（卡尔·弗里德里希·弗朗西斯库斯·冯·施泰因梅茨 少將） 第2旅（奥托·冯·皮尔希 少将） 第3旅（弗里德里希·威廉·冯·雅戈 少將） 第4旅（威廉·路德维希·维克托·亨克尔·冯·唐纳斯马克 少將） 騎兵預備隊（弗里德里希·埃哈德·冯·勒德 中將） 炮兵預備隊（戈特利布·莱曼 少將） | 第1旅（卡尔·弗里德里希·弗朗西斯库斯·冯·施泰因梅茨 少將） 第2旅（奥托·冯·皮尔希 少将） 第3旅（弗里德里希·威廉·冯·雅戈 少將） 第4旅（威廉·路德维希·维克托·亨克尔·冯·唐纳斯马克 少將） 騎兵預備隊（弗里德里希·埃哈德·冯·勒德 中將） 炮兵預備隊（戈特利布·莱曼 少將） | 第1旅（卡尔·弗里德里希·弗朗西斯库斯·冯·施泰因梅茨 少將） 第2旅（奥托·冯·皮尔希 少将） 第3旅（弗里德里希·威廉·冯·雅戈 少將） 第4旅（威廉·路德维希·维克托·亨克尔·冯·唐纳斯马克 少將） 騎兵預備隊（弗里德里希·埃哈德·冯·勒德 中將） 炮兵預備隊（戈特利布·莱曼 少將） | 第1旅（卡尔·弗里德里希·弗朗西斯库斯·冯·施泰因梅茨 少將） 第2旅（奥托·冯·皮尔希 少将） 第3旅（弗里德里希·威廉·冯·雅戈 少將） 第4旅（威廉·路德维希·维克托·亨克尔·冯·唐纳斯马克 少將） 騎兵預備隊（弗里德里希·埃哈德·冯·勒德 中將） 炮兵預備隊（戈特利布·莱曼 少將） | 汉斯·恩斯特·卡尔·冯·齐滕 中將 31,800名，火炮80門 | 汉斯·恩斯特·卡尔·冯·齐滕 中將 31,800名，火炮80門 | 汉斯·恩斯特·卡尔·冯·齐滕 中將 31,800名，火炮80門                    | 汉斯·恩斯特·卡尔·冯·齐滕 中將 31,800名，火炮80門 | 汉斯·恩斯特·卡尔·冯·齐滕 中將 31,800名，火炮80門 | 汉斯·恩斯特·卡尔·冯·齐滕 中將 31,800名，火炮80門 |       |       | 第5旅（恩斯特·路德维希·冯·蒂佩尔斯基希 少將） 第6旅（卡尔·奥古斯特·阿道夫·冯·克拉夫特 少將） 第7旅（弗里德里希·奥古斯特·威廉·冯·布劳泽 少將） 第8旅（卡尔·奥古斯特·约瑟夫·弗里德里希·冯·博泽 少將） 騎兵預備隊（格奥尔格·路德维希·亚历山大·冯·瓦伦-于尔加斯 少將） 炮兵預備隊（恩斯特·安德烈亚斯·冯·勒尔） | 第5旅（恩斯特·路德维希·冯·蒂佩尔斯基希 少將） 第6旅（卡尔·奥古斯特·阿道夫·冯·克拉夫特 少將） 第7旅（弗里德里希·奥古斯特·威廉·冯·布劳泽 少將） 第8旅（卡尔·奥古斯特·约瑟夫·弗里德里希·冯·博泽 少將） 騎兵預備隊（格奥尔格·路德维希·亚历山大·冯·瓦伦-于尔加斯 少將） 炮兵預備隊（恩斯特·安德烈亚斯·冯·勒尔） | 第5旅（恩斯特·路德维希·冯·蒂佩尔斯基希 少將） 第6旅（卡尔·奥古斯特·阿道夫·冯·克拉夫特 少將） 第7旅（弗里德里希·奥古斯特·威廉·冯·布劳泽 少將） 第8旅（卡尔·奥古斯特·约瑟夫·弗里德里希·冯·博泽 少將） 騎兵預備隊（格奥尔格·路德维希·亚历山大·冯·瓦伦-于尔加斯 少將） 炮兵預備隊（恩斯特·安德烈亚斯·冯·勒尔） | 第5旅（恩斯特·路德维希·冯·蒂佩尔斯基希 少將） 第6旅（卡尔·奥古斯特·阿道夫·冯·克拉夫特 少將） 第7旅（弗里德里希·奥古斯特·威廉·冯·布劳泽 少將） 第8旅（卡尔·奥古斯特·约瑟夫·弗里德里希·冯·博泽 少將） 騎兵預備隊（格奥尔格·路德维希·亚历山大·冯·瓦伦-于尔加斯 少將） 炮兵預備隊（恩斯特·安德烈亚斯·冯·勒尔） | 第5旅（恩斯特·路德维希·冯·蒂佩尔斯基希 少將） 第6旅（卡尔·奥古斯特·阿道夫·冯·克拉夫特 少將） 第7旅（弗里德里希·奥古斯特·威廉·冯·布劳泽 少將） 第8旅（卡尔·奥古斯特·约瑟夫·弗里德里希·冯·博泽 少將） 騎兵預備隊（格奥尔格·路德维希·亚历山大·冯·瓦伦-于尔加斯 少將） 炮兵預備隊（恩斯特·安德烈亚斯·冯·勒尔） | 第5旅（恩斯特·路德维希·冯·蒂佩尔斯基希 少將） 第6旅（卡尔·奥古斯特·阿道夫·冯·克拉夫特 少將） 第7旅（弗里德里希·奥古斯特·威廉·冯·布劳泽 少將） 第8旅（卡尔·奥古斯特·约瑟夫·弗里德里希·冯·博泽 少將） 騎兵預備隊（格奥尔格·路德维希·亚历山大·冯·瓦伦-于尔加斯 少將） 炮兵預備隊（恩斯特·安德烈亚斯·冯·勒尔） |       |       | 格奥尔格·杜比斯拉夫·路德维希·冯·皮尔希 中將 35,100名，火炮80門 | 格奥尔格·杜比斯拉夫·路德维希·冯·皮尔希 中將 35,100名，火炮80門 | 格奥尔格·杜比斯拉夫·路德维希·冯·皮尔希 中將 35,100名，火炮80門 | 格奥尔格·杜比斯拉夫·路德维希·冯·皮尔希 中將 35,100名，火炮80門 | 格奥尔格·杜比斯拉夫·路德维希·冯·皮尔希 中將 35,100名，火炮80門 | 格奥尔格·杜比斯拉夫·路德维希·冯·皮尔希 中將 35,100名，火炮80門 | 第13旅（卡尔·格奥尔格·阿尔布雷希特·恩斯特·冯·哈克） 第14旅（弗里德里希·威廉·冯·丰克） 第15旅（米夏埃尔·海因里希·冯·洛斯廷） 第16旅（奥古斯特·希勒·冯·格特林根） 騎兵預備隊（威廉大公） 炮兵預備隊（约翰·卡尔·路德维希·布劳恩） | 第13旅（卡尔·格奥尔格·阿尔布雷希特·恩斯特·冯·哈克） 第14旅（弗里德里希·威廉·冯·丰克） 第15旅（米夏埃尔·海因里希·冯·洛斯廷） 第16旅（奥古斯特·希勒·冯·格特林根） 騎兵預備隊（威廉大公） 炮兵預備隊（约翰·卡尔·路德维希·布劳恩） | 第13旅（卡尔·格奥尔格·阿尔布雷希特·恩斯特·冯·哈克） 第14旅（弗里德里希·威廉·冯·丰克） 第15旅（米夏埃尔·海因里希·冯·洛斯廷） 第16旅（奥古斯特·希勒·冯·格特林根） 騎兵預備隊（威廉大公） 炮兵預備隊（约翰·卡尔·路德维希·布劳恩） | 第13旅（卡尔·格奥尔格·阿尔布雷希特·恩斯特·冯·哈克） 第14旅（弗里德里希·威廉·冯·丰克） 第15旅（米夏埃尔·海因里希·冯·洛斯廷） 第16旅（奥古斯特·希勒·冯·格特林根） 騎兵預備隊（威廉大公） 炮兵預備隊（约翰·卡尔·路德维希·布劳恩） | 第13旅（卡尔·格奥尔格·阿尔布雷希特·恩斯特·冯·哈克） 第14旅（弗里德里希·威廉·冯·丰克） 第15旅（米夏埃尔·海因里希·冯·洛斯廷） 第16旅（奥古斯特·希勒·冯·格特林根） 騎兵預備隊（威廉大公） 炮兵預備隊（约翰·卡尔·路德维希·布劳恩） | 第13旅（卡尔·格奥尔格·阿尔布雷希特·恩斯特·冯·哈克） 第14旅（弗里德里希·威廉·冯·丰克） 第15旅（米夏埃尔·海因里希·冯·洛斯廷） 第16旅（奥古斯特·希勒·冯·格特林根） 騎兵預備隊（威廉大公） 炮兵預備隊（约翰·卡尔·路德维希·布劳恩） | 弗里德里希·威廉·冯·比洛 中將 31,900名，火炮88門 | 弗里德里希·威廉·冯·比洛 中將 31,900名，火炮88門 |  |  |  |  |  |  |  |  |  |  |  |  |  |  |  |  |  |  |  |  |  |  |  |  |  |  |  |  |
| 第1旅（卡尔·弗里德里希·弗朗西斯库斯·冯·施泰因梅茨 少將） 第2旅（奥托·冯·皮尔希 少将） 第3旅（弗里德里希·威廉·冯·雅戈 少將） 第4旅（威廉·路德维希·维克托·亨克尔·冯·唐纳斯马克 少將） 騎兵預備隊（弗里德里希·埃哈德·冯·勒德 中將） 炮兵預備隊（戈特利布·莱曼 少將） | 第1旅（卡尔·弗里德里希·弗朗西斯库斯·冯·施泰因梅茨 少將） 第2旅（奥托·冯·皮尔希 少将） 第3旅（弗里德里希·威廉·冯·雅戈 少將） 第4旅（威廉·路德维希·维克托·亨克尔·冯·唐纳斯马克 少將） 騎兵預備隊（弗里德里希·埃哈德·冯·勒德 中將） 炮兵預備隊（戈特利布·莱曼 少將） | 第1旅（卡尔·弗里德里希·弗朗西斯库斯·冯·施泰因梅茨 少將） 第2旅（奥托·冯·皮尔希 少将） 第3旅（弗里德里希·威廉·冯·雅戈 少將） 第4旅（威廉·路德维希·维克托·亨克尔·冯·唐纳斯马克 少將） 騎兵預備隊（弗里德里希·埃哈德·冯·勒德 中將） 炮兵預備隊（戈特利布·莱曼 少將） | 第1旅（卡尔·弗里德里希·弗朗西斯库斯·冯·施泰因梅茨 少將） 第2旅（奥托·冯·皮尔希 少将） 第3旅（弗里德里希·威廉·冯·雅戈 少將） 第4旅（威廉·路德维希·维克托·亨克尔·冯·唐纳斯马克 少將） 騎兵預備隊（弗里德里希·埃哈德·冯·勒德 中將） 炮兵預備隊（戈特利布·莱曼 少將） | 第1旅（卡尔·弗里德里希·弗朗西斯库斯·冯·施泰因梅茨 少將） 第2旅（奥托·冯·皮尔希 少将） 第3旅（弗里德里希·威廉·冯·雅戈 少將） 第4旅（威廉·路德维希·维克托·亨克尔·冯·唐纳斯马克 少將） 騎兵預備隊（弗里德里希·埃哈德·冯·勒德 中將） 炮兵預備隊（戈特利布·莱曼 少將） | 第1旅（卡尔·弗里德里希·弗朗西斯库斯·冯·施泰因梅茨 少將） 第2旅（奥托·冯·皮尔希 少将） 第3旅（弗里德里希·威廉·冯·雅戈 少將） 第4旅（威廉·路德维希·维克托·亨克尔·冯·唐纳斯马克 少將） 騎兵預備隊（弗里德里希·埃哈德·冯·勒德 中將） 炮兵預備隊（戈特利布·莱曼 少將） |                                                  |                                                  |                                                                     |                                                  |                                                  |                                                  |       |       | 第5旅（恩斯特·路德维希·冯·蒂佩尔斯基希 少將） 第6旅（卡尔·奥古斯特·阿道夫·冯·克拉夫特 少將） 第7旅（弗里德里希·奥古斯特·威廉·冯·布劳泽 少將） 第8旅（卡尔·奥古斯特·约瑟夫·弗里德里希·冯·博泽 少將） 騎兵預備隊（格奥尔格·路德维希·亚历山大·冯·瓦伦-于尔加斯 少將） 炮兵預備隊（恩斯特·安德烈亚斯·冯·勒尔） | 第5旅（恩斯特·路德维希·冯·蒂佩尔斯基希 少將） 第6旅（卡尔·奥古斯特·阿道夫·冯·克拉夫特 少將） 第7旅（弗里德里希·奥古斯特·威廉·冯·布劳泽 少將） 第8旅（卡尔·奥古斯特·约瑟夫·弗里德里希·冯·博泽 少將） 騎兵預備隊（格奥尔格·路德维希·亚历山大·冯·瓦伦-于尔加斯 少將） 炮兵預備隊（恩斯特·安德烈亚斯·冯·勒尔） | 第5旅（恩斯特·路德维希·冯·蒂佩尔斯基希 少將） 第6旅（卡尔·奥古斯特·阿道夫·冯·克拉夫特 少將） 第7旅（弗里德里希·奥古斯特·威廉·冯·布劳泽 少將） 第8旅（卡尔·奥古斯特·约瑟夫·弗里德里希·冯·博泽 少將） 騎兵預備隊（格奥尔格·路德维希·亚历山大·冯·瓦伦-于尔加斯 少將） 炮兵預備隊（恩斯特·安德烈亚斯·冯·勒尔） | 第5旅（恩斯特·路德维希·冯·蒂佩尔斯基希 少將） 第6旅（卡尔·奥古斯特·阿道夫·冯·克拉夫特 少將） 第7旅（弗里德里希·奥古斯特·威廉·冯·布劳泽 少將） 第8旅（卡尔·奥古斯特·约瑟夫·弗里德里希·冯·博泽 少將） 騎兵預備隊（格奥尔格·路德维希·亚历山大·冯·瓦伦-于尔加斯 少將） 炮兵預備隊（恩斯特·安德烈亚斯·冯·勒尔） | 第5旅（恩斯特·路德维希·冯·蒂佩尔斯基希 少將） 第6旅（卡尔·奥古斯特·阿道夫·冯·克拉夫特 少將） 第7旅（弗里德里希·奥古斯特·威廉·冯·布劳泽 少將） 第8旅（卡尔·奥古斯特·约瑟夫·弗里德里希·冯·博泽 少將） 騎兵預備隊（格奥尔格·路德维希·亚历山大·冯·瓦伦-于尔加斯 少將） 炮兵預備隊（恩斯特·安德烈亚斯·冯·勒尔） | 第5旅（恩斯特·路德维希·冯·蒂佩尔斯基希 少將） 第6旅（卡尔·奥古斯特·阿道夫·冯·克拉夫特 少將） 第7旅（弗里德里希·奥古斯特·威廉·冯·布劳泽 少將） 第8旅（卡尔·奥古斯特·约瑟夫·弗里德里希·冯·博泽 少將） 騎兵預備隊（格奥尔格·路德维希·亚历山大·冯·瓦伦-于尔加斯 少將） 炮兵預備隊（恩斯特·安德烈亚斯·冯·勒尔） |       |       |                                                                |                                                                |                                                                |                                                                |                                                                |                                                                | 第13旅（卡尔·格奥尔格·阿尔布雷希特·恩斯特·冯·哈克） 第14旅（弗里德里希·威廉·冯·丰克） 第15旅（米夏埃尔·海因里希·冯·洛斯廷） 第16旅（奥古斯特·希勒·冯·格特林根） 騎兵預備隊（威廉大公） 炮兵預備隊（约翰·卡尔·路德维希·布劳恩） | 第13旅（卡尔·格奥尔格·阿尔布雷希特·恩斯特·冯·哈克） 第14旅（弗里德里希·威廉·冯·丰克） 第15旅（米夏埃尔·海因里希·冯·洛斯廷） 第16旅（奥古斯特·希勒·冯·格特林根） 騎兵預備隊（威廉大公） 炮兵預備隊（约翰·卡尔·路德维希·布劳恩） | 第13旅（卡尔·格奥尔格·阿尔布雷希特·恩斯特·冯·哈克） 第14旅（弗里德里希·威廉·冯·丰克） 第15旅（米夏埃尔·海因里希·冯·洛斯廷） 第16旅（奥古斯特·希勒·冯·格特林根） 騎兵預備隊（威廉大公） 炮兵預備隊（约翰·卡尔·路德维希·布劳恩） | 第13旅（卡尔·格奥尔格·阿尔布雷希特·恩斯特·冯·哈克） 第14旅（弗里德里希·威廉·冯·丰克） 第15旅（米夏埃尔·海因里希·冯·洛斯廷） 第16旅（奥古斯特·希勒·冯·格特林根） 騎兵預備隊（威廉大公） 炮兵預備隊（约翰·卡尔·路德维希·布劳恩） | 第13旅（卡尔·格奥尔格·阿尔布雷希特·恩斯特·冯·哈克） 第14旅（弗里德里希·威廉·冯·丰克） 第15旅（米夏埃尔·海因里希·冯·洛斯廷） 第16旅（奥古斯特·希勒·冯·格特林根） 騎兵預備隊（威廉大公） 炮兵預備隊（约翰·卡尔·路德维希·布劳恩） | 第13旅（卡尔·格奥尔格·阿尔布雷希特·恩斯特·冯·哈克） 第14旅（弗里德里希·威廉·冯·丰克） 第15旅（米夏埃尔·海因里希·冯·洛斯廷） 第16旅（奥古斯特·希勒·冯·格特林根） 騎兵預備隊（威廉大公） 炮兵預備隊（约翰·卡尔·路德维希·布劳恩） |                                                 |                                                 |  |  |  |  |  |  |  |  |  |  |  |  |  |  |  |  |  |  |  |  |  |  |  |  |  |  |  |  |
| | | | | | |                                                  |                                                  |                                                                     |                                                  |                                                  |                                                  |       |       | | | | | | |       |       |                                                                |                                                                |                                                                |                                                                |                                                                |                                                                | | | | | | |                                                 |                                                 |  |  |  |  |  |  |  |  |  |  |  |  |  |  |  |  |  |  |  |  |  |  |  |  |  |  |  |  |
| 第3軍 | | | | | |                                                  |                                                  |                                                                     |                                                  |                                                  |                                                  |       |       | | | | | | |       |       |                                                                |                                                                |                                                                |                                                                |                                                                |                                                                | | | | | | |                                                 |                                                 |  |  |  |  |  |  |  |  |  |  |  |  |  |  |  |  |  |  |  |  |  |  |  |  |  |  |  |  |
| 约翰·阿道夫·冯·蒂尔曼 中將 27,925名，火炮64門 | | | | | |                                                  |                                                  |                                                                     |                                                  |                                                  |                                                  |       |       | | | | | | |       |       |                                                                |                                                                |                                                                |                                                                |                                                                |                                                                | | | | | | |                                                 |                                                 |  |  |  |  |  |  |  |  |  |  |  |  |  |  |  |  |  |  |  |  |  |  |  |  |  |  |  |  |
| 第9旅（卡尔·奥古斯特·费迪南德·冯·博尔克） 第10旅（约翰·弗里德里希·雅各布·冯·肯芬） 第11旅（汉斯·冯·卢克） 第12旅（费迪南德·冯·施蒂尔普纳格尔） 騎兵預備隊（卡尔·弗里德里希·伯恩哈德·赫尔穆特·冯·霍贝） 炮兵預備隊（恩斯特·蒙豪普特）                              | | | | | |                                                  |                                                  |                                                                     |                                                  |                                                  |                                                  |       |       | | | | | | |       |       |                                                                |                                                                |                                                                |                                                                |                                                                |                                                                | | | | | | |                                                 |                                                 |  |  |  |  |  |  |  |  |  |  |  |  |  |  |  |  |  |  |  |  |  |  |  |  |  |  |  |  |

- 普軍主要将帥
- 布呂歇爾元帥
- 参謀長格奈森瑙中將
- 第1軍軍長齐滕（德语：Hans Ernst Karl von Zieten）中將
- 第4軍軍長比洛中將

## 戰場
滑铁卢是通往布魯塞爾的地理要衝，東西是綿延的小山丘，山丘頂部有低堑路，道路南北向貫通此處，是絕好的防守地形。道路兩側種植高大的榆樹，威靈頓公爵的司令部就設在這裡。如以前數次戰役一樣，他將英軍佈置在山丘後面，這樣能夠有效利用地形隱藏自己兵力，不被敵人的火砲傷害。戰場的正面只有四公里寬，對於將近10万人的大軍來講比較狹窄，這樣部隊中央部和右翼的縱深就很大，以致延伸到布赖讷拉勒村附近。
山丘前方有三处可以佈陣：右面乌古蒙農莊的庭院和果樹園，這裡有被樹蔭擋住的堅固住宅；房子的北側有凹陷的小路，可以用作補給通道；左面是小村落可以居高臨下監視東方普魯士援軍的動向。英荷聯軍的前方，即道路西側的圣树篱农场和果樹園，由英王德意志兵团的輕步兵400人防守，道路東側關閉的採石場由第95步槍團防守。
這樣的佈陣對防守方相當有利，如果敵人進攻右側就會遭到乌古蒙方面的反擊，進攻中央會遇到乌古蒙和圣树篱农场交叉火力的阻擊，進攻左側會遭到圣树篱农场和採石場方向的抵抗，特別左側地面濕滑，進攻十分困難。
法軍在南面的山丘佈陣。拿破侖無法看到英荷聯軍的位置，只能正對布魯塞爾佈置兵力。右翼是让-巴蒂斯特·德鲁埃·代尔隆將軍率領的第1軍13,000人和騎兵1,300人以及預備騎兵4,700人。左翼奥诺雷·夏尔·雷耶將軍的第2軍步兵13,000人，騎兵1,300人，預備騎兵4,600人。道路南面的驛站贝勒阿利扬斯附近有穆顿將軍的第6軍，步兵6,000人，皇帝近衛軍步兵13,000人和預備騎兵2,000人。法軍右後方是普朗斯努瓦村，右側是巴黎森林（Bois de Paris）。戰役開始時拿破侖把司令部設在能瞭望到整個戰場的罗索姆（Rossomme）農場，下午轉移到了贝勒阿利扬斯。由於無法看到戰場狀況，由内伊元帥代理指揮。
| 圣树篱农场 蒙圣让 贝勒阿利扬斯 乌古蒙 布赖讷拉勒 勒梅尼勒 梅尔布赖讷 帕普洛特农场 弗里谢尔蒙城堡 拉艾 普朗斯努瓦 罗索姆 巴黎森林 奥安森林 德鲁埃 雷耶 穆顿 皇帝近衛軍 克勒曼 米约 法軍（步兵／騎兵／砲兵） 皮克頓 阿爾頓 庫克 克林頓 荷軍 英荷聯軍（步兵／騎兵／砲兵） 比洛 齊滕 普魯士軍 |

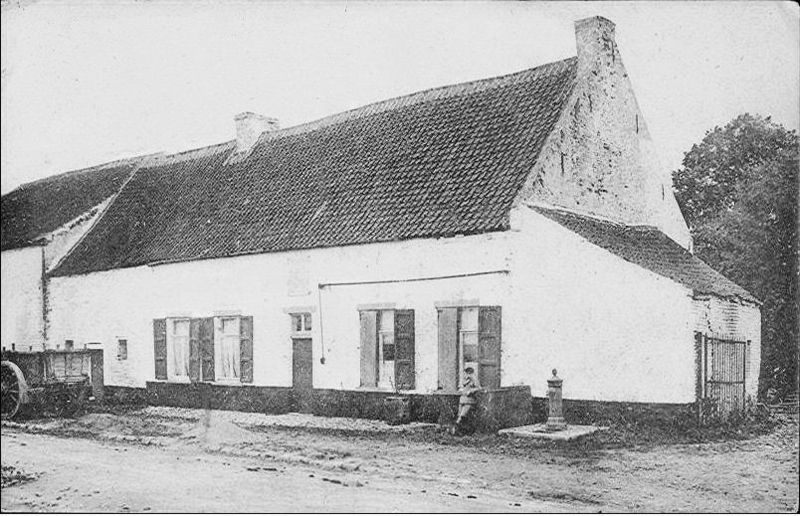
拿破侖的司令部贝勒阿利扬斯
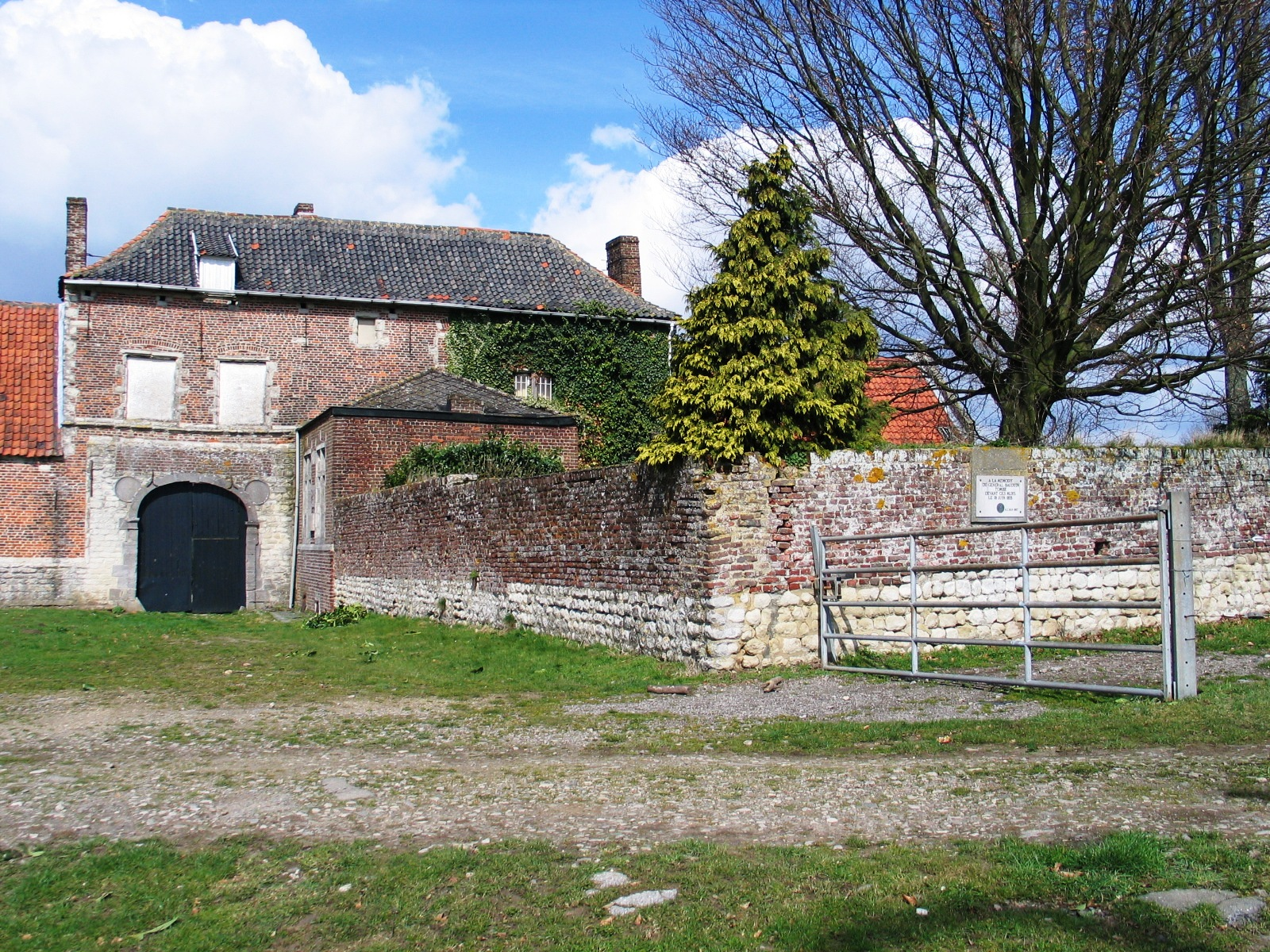
位于战场西侧的乌古蒙
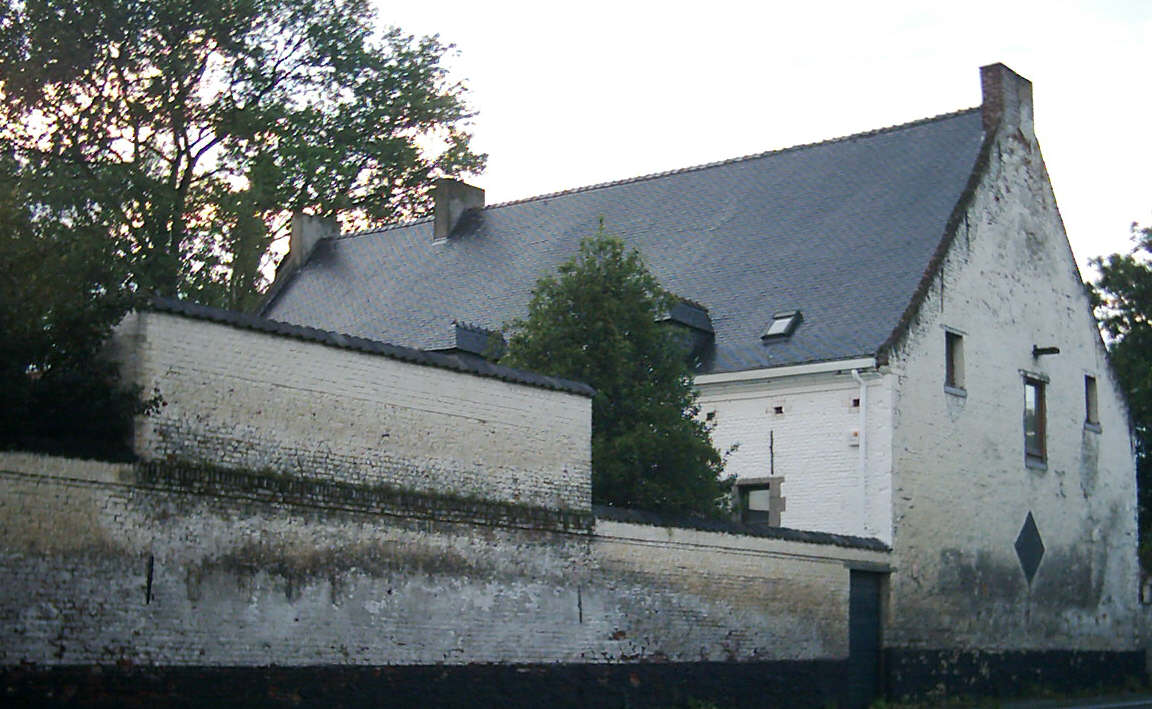
位于战场中央的圣树篱农场

## 會戰

### 戰鬥準備

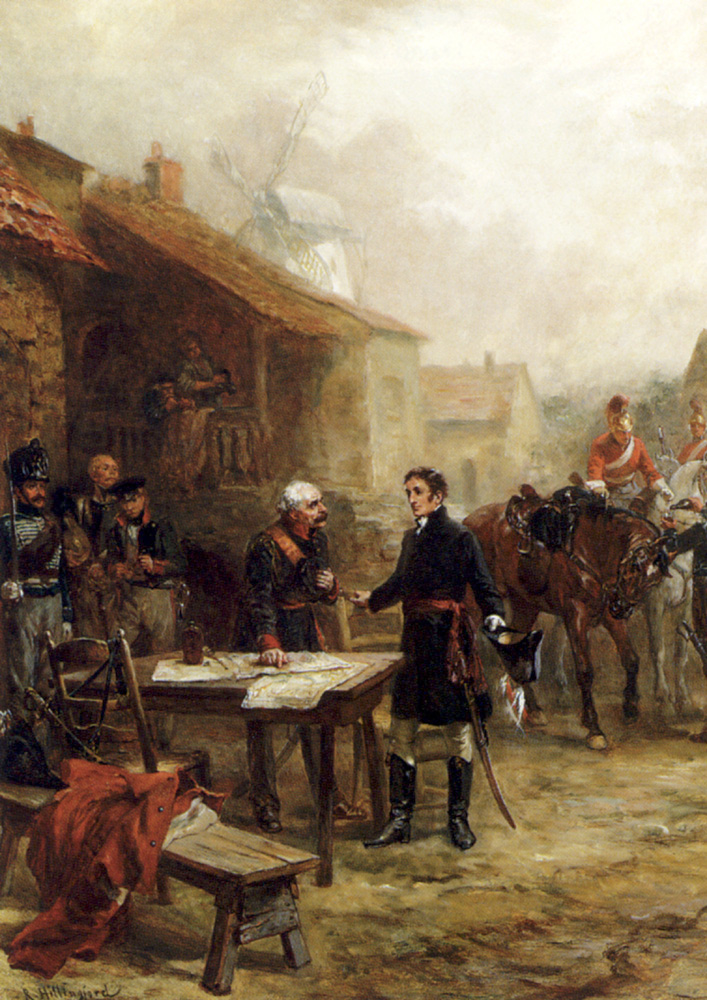
威靈頓公爵同布呂歇爾元帥在滑铁卢戰役前會談，罗伯特·亚历山大·希林福德绘

戰役當天，威靈頓公爵午夜2點多就起床開始寫信。他在寫給布呂歇爾元帥的信中說「至少還需要一個軍才能守住蒙圣让，否則的話必須退守到布魯塞爾」。早上6點，威靈頓公爵前去視察英軍的佈陣。
同日凌晨的軍事會議中，普軍参謀長格奈森瑙中將向布呂歇爾表達自己對英軍的不信任，然而布呂歇爾還是説服他前去援助威靈頓公爵。比洛中將的第4軍首先從瓦夫爾出發，第4軍沒有參加利尼之戰，兵力完整，但爲掩護其餘的普軍後撤，連續2晝夜的行軍已經使他們疲憊不堪。他們處在最東的位置，當夜的大雨造成道路泥濘，士兵連同88門大砲行軍速度緩慢。瓦夫爾戰鬥打響後，更有數個路口被封死。雖然如此，10點過後他們仍然逐漸加快行軍速度，最終先頭部隊到英荷聯軍左翼8公里的位置。第1軍和第2軍也隨之向滑铁卢進發。
拿破侖當天晚上在石子农场過夜。早餐會的時候，参謀長苏尔特元帥詢問拿破侖是否要召回追擊普軍的格鲁希元帥。拿破侖回答「您太過於看重威靈頓公爵，依我看來，威靈頓公爵只是個愚將，英軍是弱敵，把這些人打敗是小菜一碟」。拿破侖的格言之一是「戰場上士氣最爲重要」。雖然不必要稱讚敵人通常會降低自己的士氣，但一味貶低對手也不足取。拿破侖在以前的大戰役之前，也有過激情洋溢的演説來鼓舞士氣，滑铁卢戰役前這樣形容英軍，恐怕也是爲消除手下軍官的悲觀主義情緒。
拿破侖的弟弟热罗姆·波拿巴從當地人口中探聽出普軍撤退至瓦夫爾，拿破侖認爲普軍要重整旗鼓至少還要花兩天時間，確信格鲁希元帥足以應付得了。誰都無法相信，僅5個小時之後這些剛被打敗的普軍士兵再次出現在滑铁卢戰場，並給法軍致命的一擊。
戰鬥本來預定在上午9點開始，由於晚上的大雨造成路面潮濕泥濘，騎兵和炮兵難以行動，因此拿破侖將時間改爲下午1點。攻擊延遲給普軍的增援提供寶貴時間。10點拿破侖對格鲁希下達「向瓦夫爾進軍，同我軍保持聯繫」的指示，此時格鲁希的部隊在瓦夫爾附近。這條命令内容十分曖昧，沒有明確指示格鲁希到底應該和本隊合流還是追擊瓦夫爾的普軍。
11點，拿破侖命令左翼雷耶將軍的第2軍、右翼德鲁埃將軍的第1軍向蒙圣让進軍，可以看出拿破侖不知道英軍躲在山丘後面，而以爲在蒙圣让村裏面。波拿巴的第6師向乌古蒙發起攻擊，如果佔領這裡，就能夠切斷英軍通往海上的通道，拿破侖想把英軍的後備兵力吸引到這裡。下午1點，第1、第2和第6軍的大砲開始向英軍中央炮击，拿破侖的目標是讓第1軍粉碎英軍左翼后由東向西迂回包抄割斷英軍和普軍的聯繫，最終把英軍趕下海。

### 乌古蒙

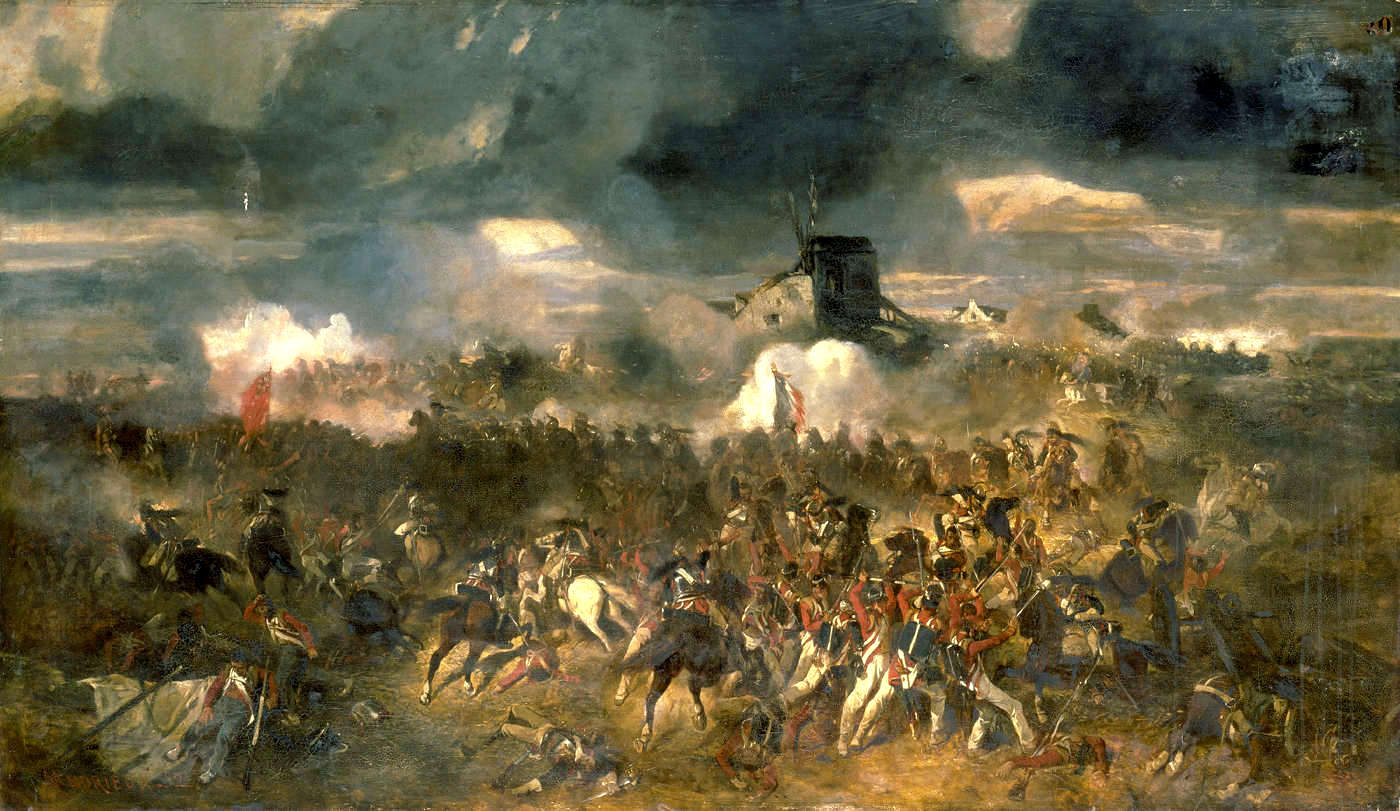
滑铁卢戰役，克莱芒-奥古斯特·安德里厄绘于1852年

歷史學家安德魯·罗伯茨曾經評論「滑铁卢奇妙之處在於誰都不知道它準確的開始時間」。威靈頓公爵在文件中寫道「10點左右拿破侖在乌古蒙對我軍展開猛烈攻擊」。而其他史料顯示攻擊開始於11點30分。
守衛乌古蒙周圍的有4個近衛轻步兵連，森林和果樹園由漢諾威獵兵和拿騷第2團第1營駐守。波拿巴的第6師擔任主攻，雖然第1旅趕走了森林和果樹園中的守軍，但是指揮官皮埃尔·弗朗索瓦·博迪安將軍戰死。波拿巴在騎馬炮兵的支援下，派让-路易·苏瓦將軍的第2旅繼續進攻，在英軍皇家騎馬炮兵曲射炮的反擊下進展不大。法軍炮兵向前移動壓制英軍炮兵，苏瓦將軍在炮兵協助下攻入北門。法軍一部分士兵衝入庭院内部，英軍關門消滅這批法軍。這裡原本是主攻前的牽制攻擊，結果戰鬥不斷升級，马克西米利安·塞巴斯蒂安·富瓦將軍的第9師也加入戰鬥，而另一方威靈頓公爵也把第2和第3近衛步兵團投入乌古蒙的防守。

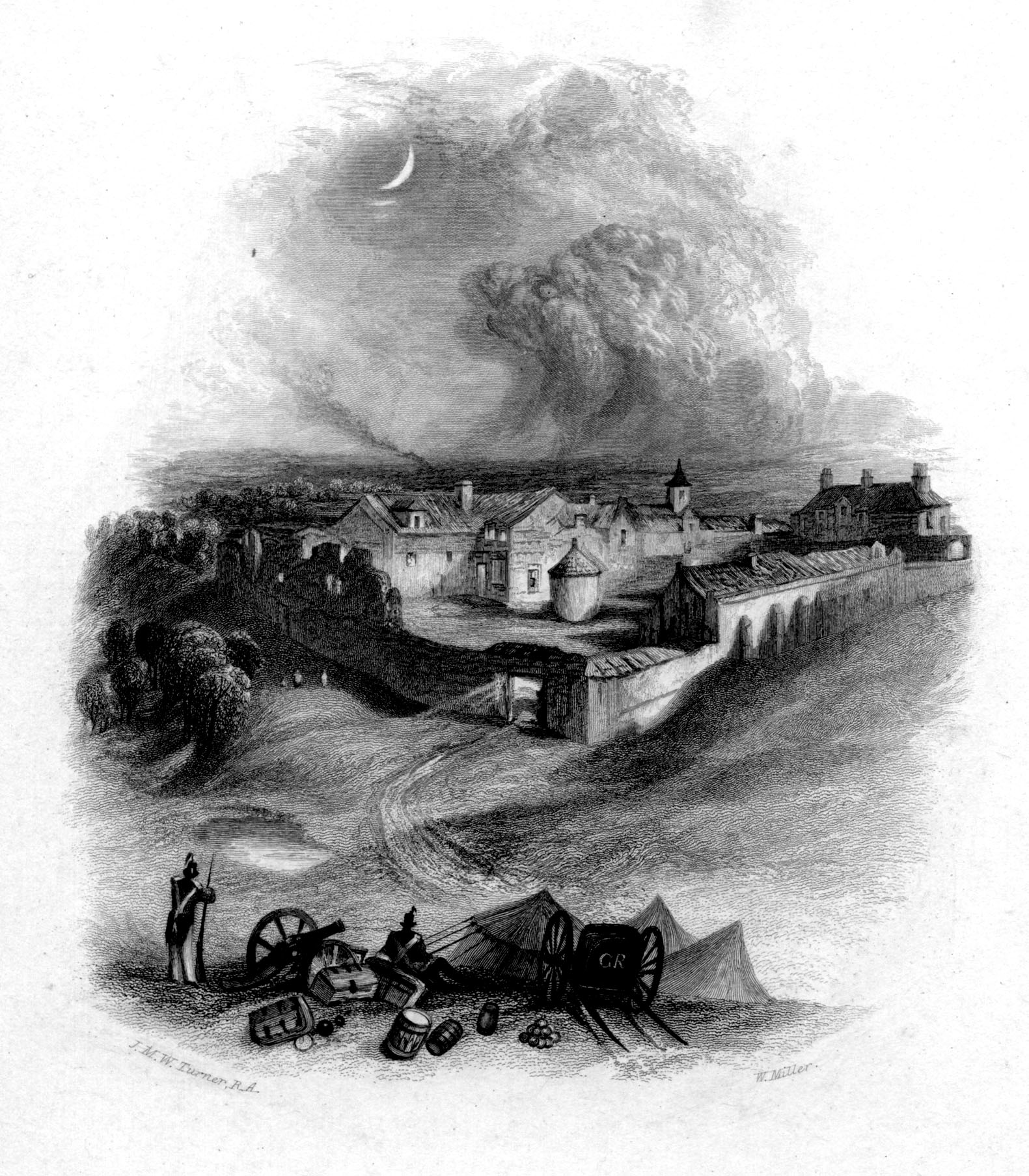
乌古蒙

乌古蒙的戰鬥一直持續到午後，農舍周圍被法軍士兵重重包圍。英軍通過北面的壕塹向裏面輸送士兵和彈藥。午後拿破侖命令對農舍實施炮擊，除了教堂其餘的建築都遭到破壞，威靈頓命令英軍必須不惜一切代價死守農場。。英王德意志军团的迪普拉旅從壕塹增援防衛，由於缺少高級軍官的指揮戰果並不理想。最終他們由英軍第71步兵團救出。亞當將軍的英軍第3旅也前來增援，這下終于擊退雷耶將軍的步兵和騎兵的進攻。直至戰役結束，法軍都沒有奪得乌古蒙。
到達被劳埃德部遺棄的炮兵陣地后，爲觀察軍情，我站約一分鐘。看到的景象完全超越我想象。乌古蒙和周圍的森林包裹在戰火之中。透過黑煙隱約可以看見法軍士兵。周圍到處是法軍，他們軍帽上飃動的紅色羽毛顯得十分耀眼。重裝騎兵胸前的鎧甲反射出耀眼的光芒。400門火砲的炮擊造成雙方大量傷亡。怒吼和悲號混雜在一起讓人無法區別，這使我聯想到噴發中的火山。步兵和騎兵的屍體散亂在周圍令人感到窒息，我決定結束觀察離開這裡，我向軍旗的方向移動，在廣場的空地上集結著我的部隊。
 — 麦克雷迪少校，英軍第30團
乌古蒙的作戰原本是爲吸引威靈頓公爵預備隊的佯攻，結果卻越打越大。實際上，拿破侖和威靈頓公爵都可能將這裡看作是會戰勝利的關鍵。拿破侖下午共往這裡派33個營，合計14,000人。同樣威靈頓公爵也向這個本來無法容納大量人馬的彈丸之地送来21個營共計12,000人，並且不斷通過北面的壕塹供給彈藥。即便在中央部面臨法軍砲火攻擊的極大壓力之下，仍然向乌古蒙提供支援。最後他自己也說「會戰的勝利取決於是否能將乌古蒙這扇門關緊」。
我与在该哨所后方的宾将军近卫旅的一个分队占领该哨所；指揮是麥克唐納中校，接著是霍姆上校；我很高兴补充说，雖然大量的敵軍數度試圖奪取這裡，但我們勇敢士兵最大程度展示他們的勇氣，在終日的戰鬥中頑強守下來。
 — 威靈頓公爵

### 法軍步兵第一次進攻

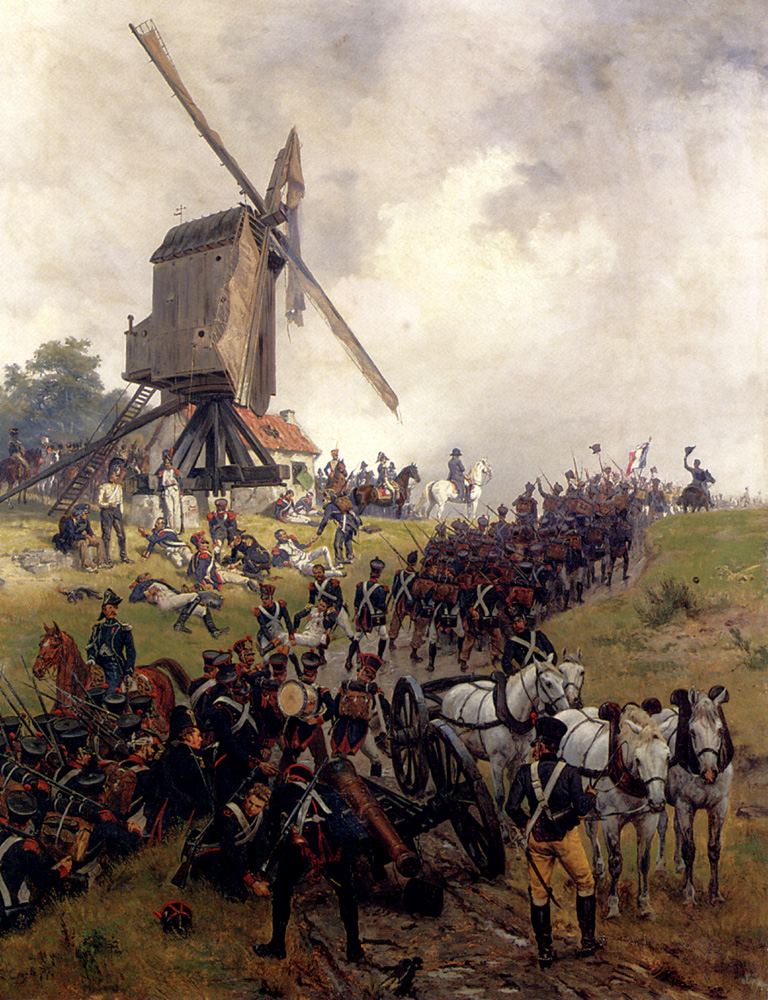
正在向滑铁卢进军的法国步兵

法軍中央炮列（grande batterie）由80門大砲組成。根據英軍第2軍軍長罗兰·希尔回憶法軍首次炮擊始與上午11點50分，其他史料記載為正午或下午13點30分。炮兵陣地離開英軍比較遠，只能看到荷蘭軍的一部分，英軍剩余兵力部署在山丘后側。下雨后地面很軟，砲彈的彈跳效果不佳。拿破侖的命令是「驚嚇敵人，使其士氣低落」，因此炮擊沒有給英軍太多的損失。

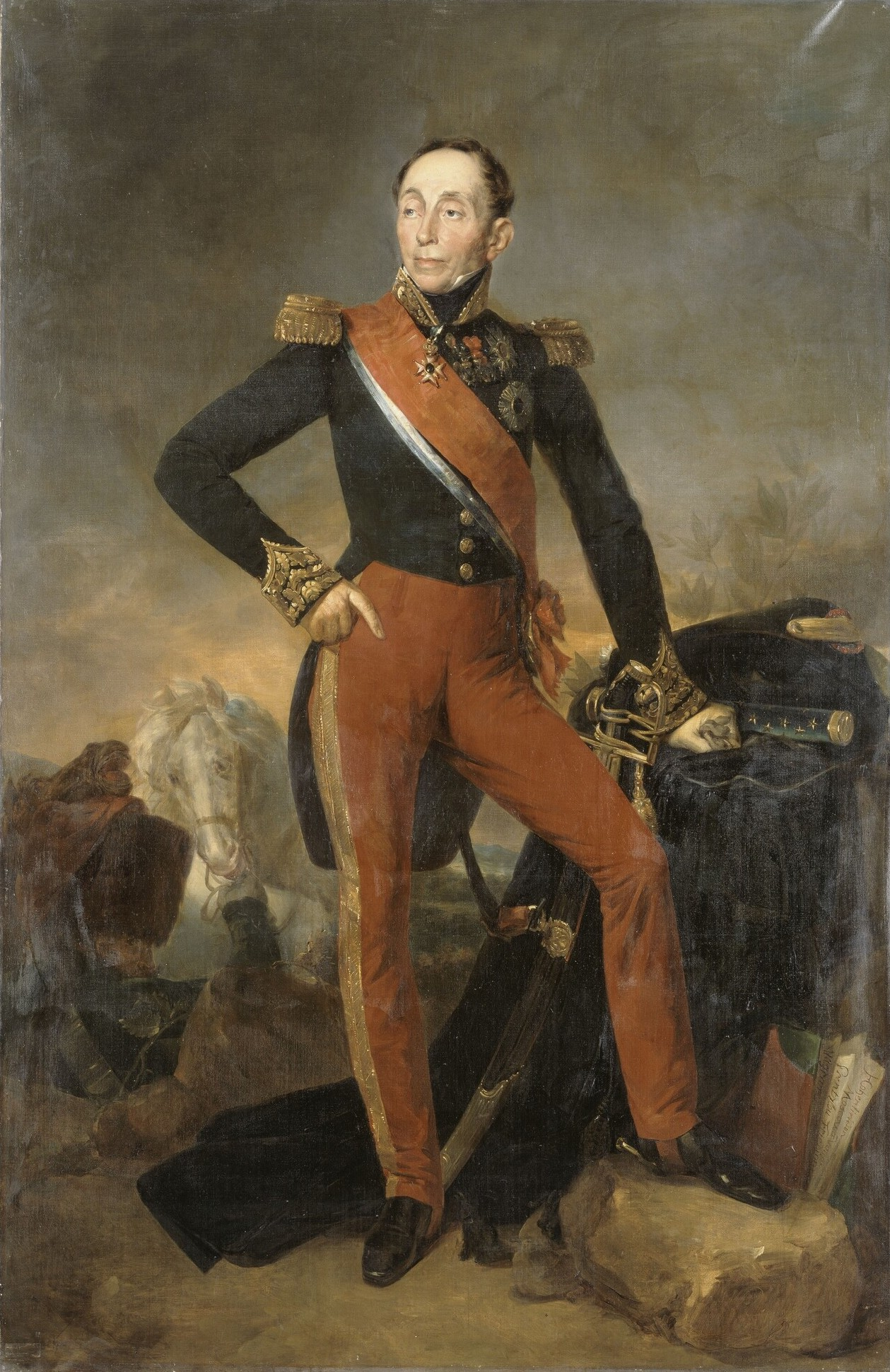
格鲁希元帥

下午1點左右，法軍右翼4、5英里处的拉讷村附近發現普軍，這裡離滑铁卢主戰場只要3小時的行軍路程。拿破侖指示參謀長苏尔特元帥向格鲁希傳令「立即趕到戰場對普軍發起攻擊」。然而13點苏尔特元帥向格鲁希派出的傳令兵因爲迷路，直到晚上19點才順利到達，故此時格鲁希元帥仍然在拿破侖前日的指示「追擊普軍，用你的利劍刺向敵人背後」下向瓦夫爾進軍，離滑铁卢有20公里遠。在蒙圣让的砲聲傳來之後，格鲁希元帥的部下艾蒂安·莫里斯·热拉尔曾經向其建議「應該向砲聲的方向靠攏」，可是格鲁希堅持依其收到來自拿破侖的最後命令，向瓦夫爾的约翰·阿道夫·冯·蒂尔曼中將的普軍第3軍發起攻擊，並且相信自己已經成功捕捉到普軍脫逃的主力。由於格鲁希的錯誤判斷，其手下33,000人的法軍未能參加滑铁卢戰役的主戰場。作家斯蒂芬·茨威格認爲這是「影響世界歷史的一瞬間」，儘管格魯希即便立即脫離戰鬥，也可能無法即時趕到。
下午1點過後，德鲁埃將軍的第1軍率先發起攻擊。若阿尚·热罗姆·基奥·迪帕萨热将軍的第1師擔當左翼，中央是弗朗索瓦-格扎维埃·东泽洛將軍的第2師和皮埃尔-路易·比内·德·马尔科涅將軍的第3師，右翼由皮埃尔·弗朗索瓦·约瑟夫·迪吕特將軍的第4師擔當，第1、2、3師排成密集隊形，這樣既缺乏機動性，也很難改變隊形，反而便於英軍炮擊。只有迪吕特將軍的第4師排成前後間隔較大衝鋒隊型。可能是下級軍官誤把命令中的分割（division）隊形衝鋒理解為師單位（division）衝鋒的緣故。戰後軍事學家安托万-亨利·若米尼評價第1軍的隊形令人難以置信。
东泽洛將軍的第2師進攻圣树篱农场。先鋒的1個團和正面的英軍交火后，後續的團向兩面展開，在胸甲騎兵團的支援下孤立農場。奧蘭治親王見狀派吕讷堡营前去解圍，這支部隊被躲在低地中的法軍胸甲騎兵發現並擊潰，就這樣，法軍佔領圣树篱农场的山丘。法軍第1軍中央部队繼續保持進攻態勢，以保護兩邊友軍的側翼。
下午1點30分，德鲁埃將軍命令剩余的3個師共14,000人發起進攻。法軍在英軍左翼1公里寬的戰線上展開。英荷聯軍在這個方向的守軍有6,000人。第一條防線由威廉·弗雷德里克·范·比兰特率領的荷蘭-比利時第2師第1旅（高地旅）防守。第二條防線由托马斯·皮克顿中將率領的英國和漢諾威部隊，隱藏在高地后側。這些部隊在四臂村之戰中都受過損傷。並且陣地在戰場中央位置山坡的前方，直接處於法軍炮兵射程之下。戰鬥開始后，他們沒有接到撤退的命令，繼續停留在危險的地方。
荷蘭高地旅受到法軍砲火重創，高級軍官基本戰死，兵力損失達到40％而不得不留下比利時第7團殿后，主力從壕塹撤退。
德鲁埃將軍的第1軍越過山坡後，立即遭到埋伏在山坡后的皮克頓中將部隊的彈雨襲擊。但法軍8,000人對英軍2,000人有數量上的絕對優勢，法軍成功突破英軍的中央部，德鲁埃左側的英軍開始潰退。皮克頓命令部隊重新集結，但不久就倒在法軍的槍彈下，法軍在數量優勢下先聲奪人。

### 英軍騎兵的突擊
我軍騎兵軍官的戰馬忘我地疾速前奔。他們並未覺得自己身險境，沒有任何的規避，完全沒有克制也沒有後顧的餘地。
 — 威靈頓公爵

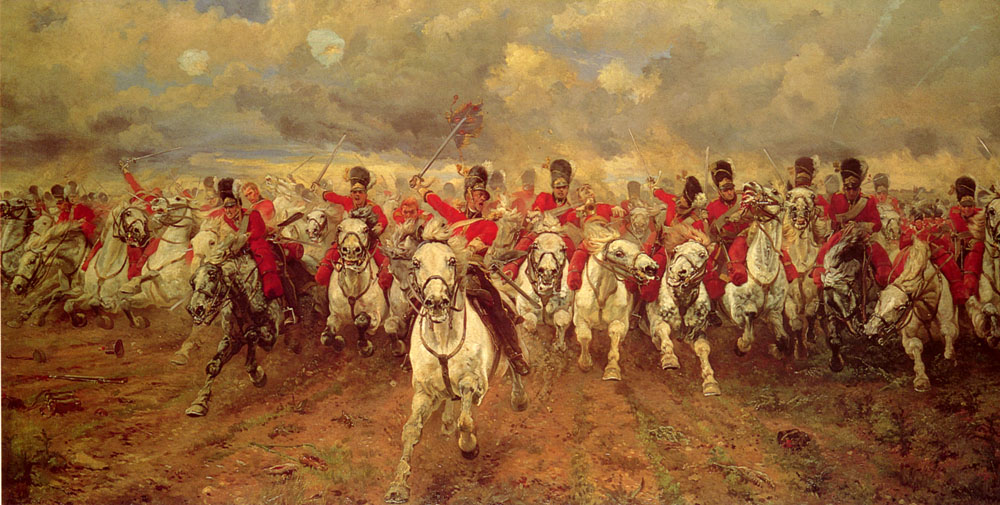
皇家苏格兰灰骑兵团发起进攻

此時指揮英軍騎兵軍的佩吉特中將認爲必須支援步兵部隊，命令在高地后待命的爱德华·萨默塞特少將指揮的第1騎兵旅（1st Cavalry Brigade，別稱近衛騎兵旅）和由威廉·庞森比少將指揮的第2騎兵旅（2nd Cavalry Brigade，別稱聯合騎兵旅）發起反衝鋒。
經歷20年的戰亂，歐洲大陸的戰馬驟減，結果1815年，身為海洋國家的英國有同期最好戰馬，他們也接受過相當優秀的劍術訓練。但和法軍騎兵相比，英軍重騎兵機動力相形遜色，態度狂妄傲慢，和步兵相比缺少實戰經驗。威靈頓公爵也曾經指出英軍騎兵沒有戰術能力。

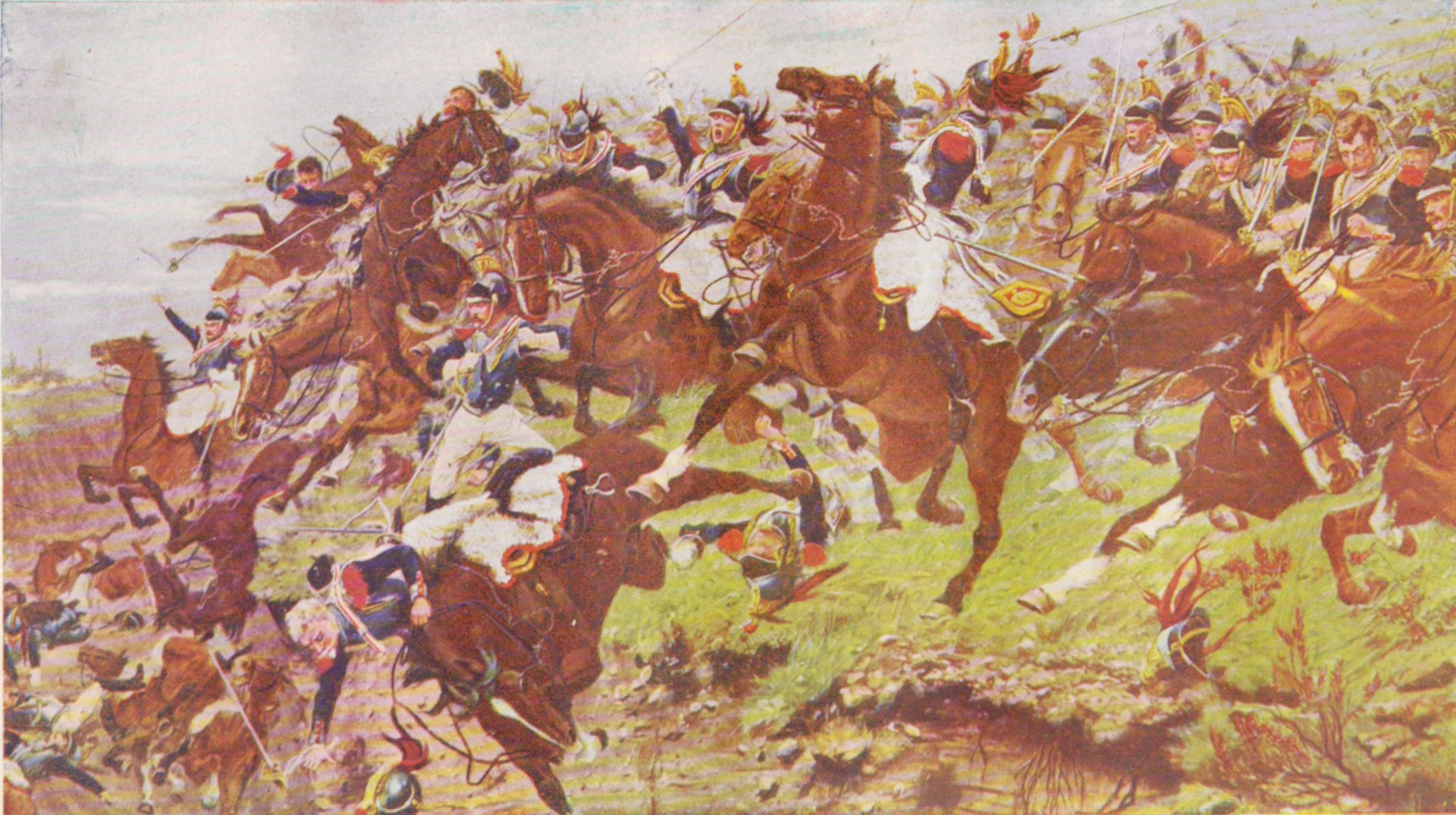
掉下壕塹的法軍騎兵。
這段傳説曾經被維克多·雨果搬進他寫的名著《悲慘世界》。其實壕塹不是很深，影響微乎其微。

2個騎兵旅总兵力約2,000（滿員2,651）。由47岁的佩吉特中將指揮，他只有幾乎可以忽略的預備隊。會戰當天早上，佩吉特召集手下的騎兵團長，告訴他們在戰場上自己命令無法及時傳達給他們的情況下，希望他們根據自己判斷採取行動，「積極在運動中支援前線的友軍」。這時佩吉特還很期待奥姆斯比·范德勒少將和赫西·维维安少將的荷蘭-比利時各騎兵部隊能夠提供支援。戰後他對沒有配備足夠的預備隊而感到後悔。
英軍第1騎兵旅越過英軍步兵陣地，向已經翻越高地的法軍騎兵發起衝擊。防守德鲁埃將軍左翼的胸甲騎兵被衝散趕入壕塹。壕塹成爲陷阱，英軍騎兵緊追法軍騎兵把他們向東面壓迫。一部分法軍胸甲騎兵因爲陡坡而發生混亂，被夾在步兵當中動彈不得，此時英軍第95步兵團在壕塹北側射擊，萨默塞特在背後追擊。萨默塞特如是記錄：
馬刀砍在騎兵的胸甲上，發出宛若敲擊爐罐般的響聲。
 — 愛德華·萨默塞特
第1騎兵旅左翼的團擊潰法軍第2師第2旅（奥拉尔將軍）。英軍司令部試圖將他們召還，可他們繼續前進，衝過圣树篱农场直到撞到法軍第1旅（施米茨將軍）。

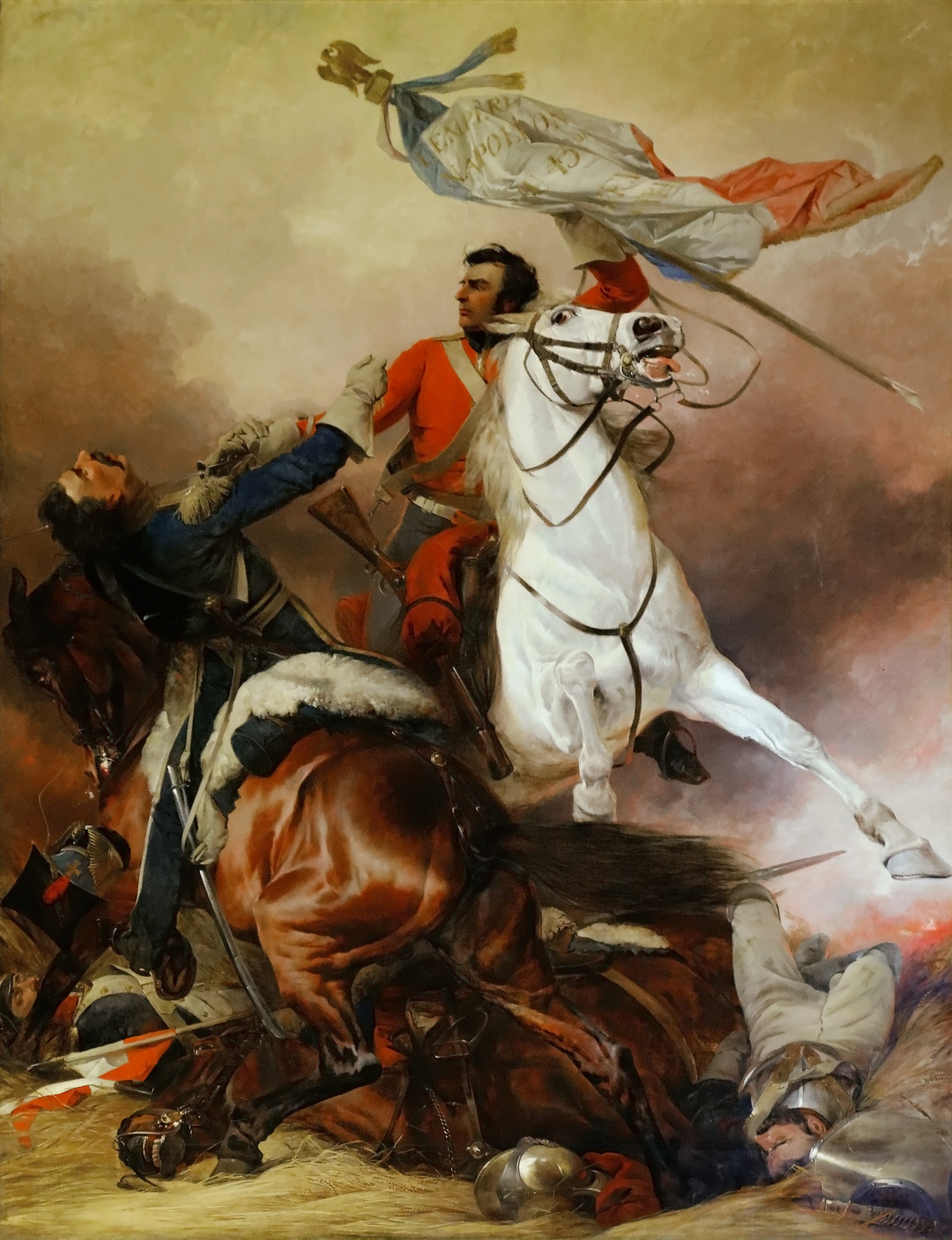
蘇格蘭騎兵查尔斯·尤尔特奪取法軍第45團的軍旗

左翼第2騎兵旅也越過自軍步兵隊列發起反擊，這時英国第92步兵团有部分士兵跟着騎兵一同发起衝鋒。中央左側的英国第2龙骑兵团奪取了法軍第1師第2旅（布儒瓦將軍）第105團的軍旗。第6龙骑兵团也擊潰法軍第1師（基奥將軍）手下的部隊，第2龍騎兵團也奪取了第3師第2旅（格勒尼耶將軍）第45團的軍旗。但是英軍左側的迪吕特将軍的法军第4師迅速組起方陣擊退了第2龍騎兵團。

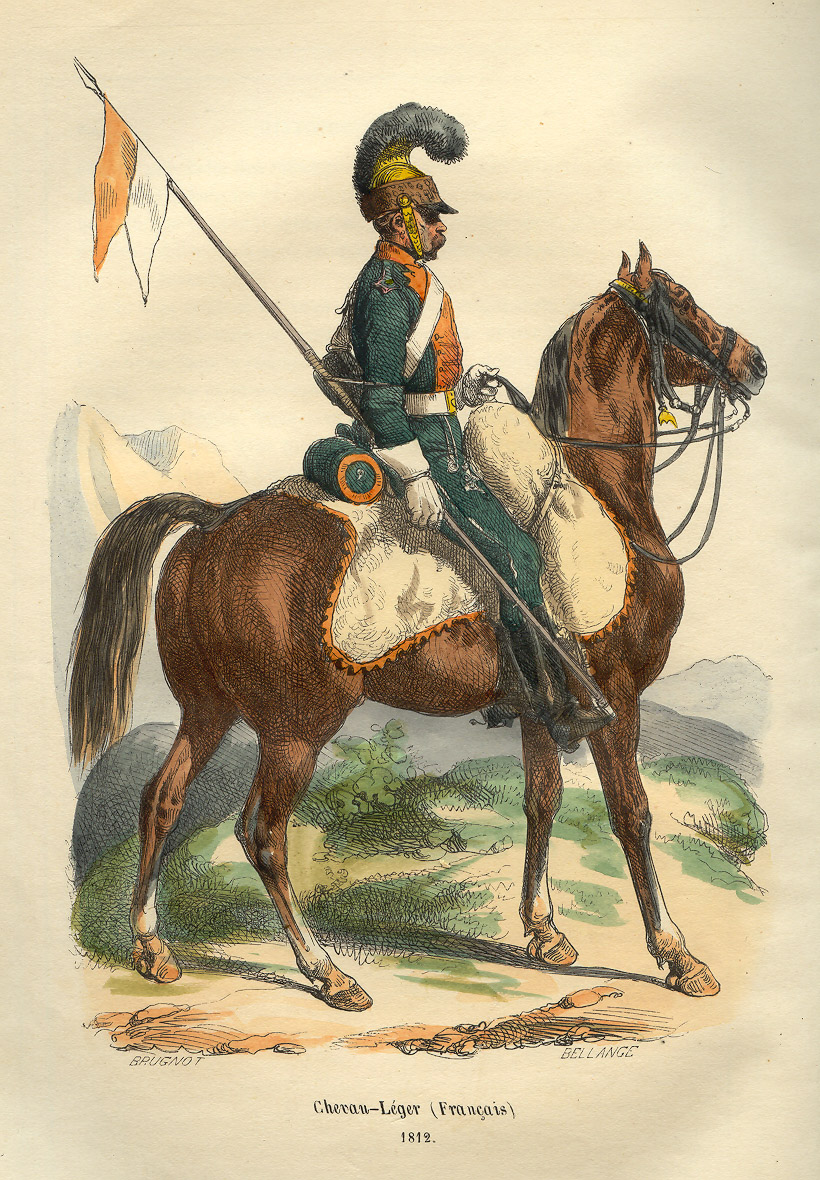
法軍近卫轻骑兵

和第1騎兵一樣，第2騎兵旅也失去指揮難以收兵。第2龍騎兵團的指揮官詹姆斯·汉密尔顿命令手下繼續進攻，突入法軍炮兵陣地。由於時間緊迫，第2龍騎兵團沒有時間破壞俘獲的法軍大炮，只能盡量殺傷和驅散法軍炮兵，不過仍然導致法軍無法運用火砲。
于是拿破侖立刻命令法里纳和特拉韦尔的2個胸甲騎兵旅和第1軍的輕騎兵師下面的2個近卫轻骑兵團發動反擊。英軍騎兵已經精疲力盡，在法軍騎兵的反擊下立刻陷入窘境，第2騎兵旅被擊潰，第1騎兵旅被包圍。威靈頓公爵也派范德勒少將的輕龍騎兵隊、维维安少將的荷蘭-比利時輕龍騎兵和驃騎兵隊以及特里普少將的荷蘭-比利時步槍騎兵隊前去解救。這次騎兵突擊英荷聯軍共損失2,500人。
第2騎兵旅的將校和士兵蒙受重大傷亡，旅長威廉·庞森比和第2龍騎兵團長汉密尔顿上校陣亡。第1騎兵旅第2騎兵團（Life Guards）的弗拉上校也陣亡。突击時最右翼的第1騎兵團（Life Guards）和皇家近衛騎兵團（Blues）由於指揮系統完好只有很少的傷亡。目擊第8比利時輕騎兵團戰鬥的人形容這是一次「瘋狂的勇氣」。
20,000名以上的法軍投入這次戰鬥。法軍不光損失很多士兵（3,000名法軍被俘），更失去寶貴的時間。普軍已經出現在法軍的右翼，拿破侖不得不分出穆顿將軍的第6軍外加2個騎兵師15,000人去抵禦普軍。這樣除了近衛軍，拿破侖已經拿出全部的後備力量，現在他的兵力已經處於劣勢。

### 内伊元帥的騎兵攻擊

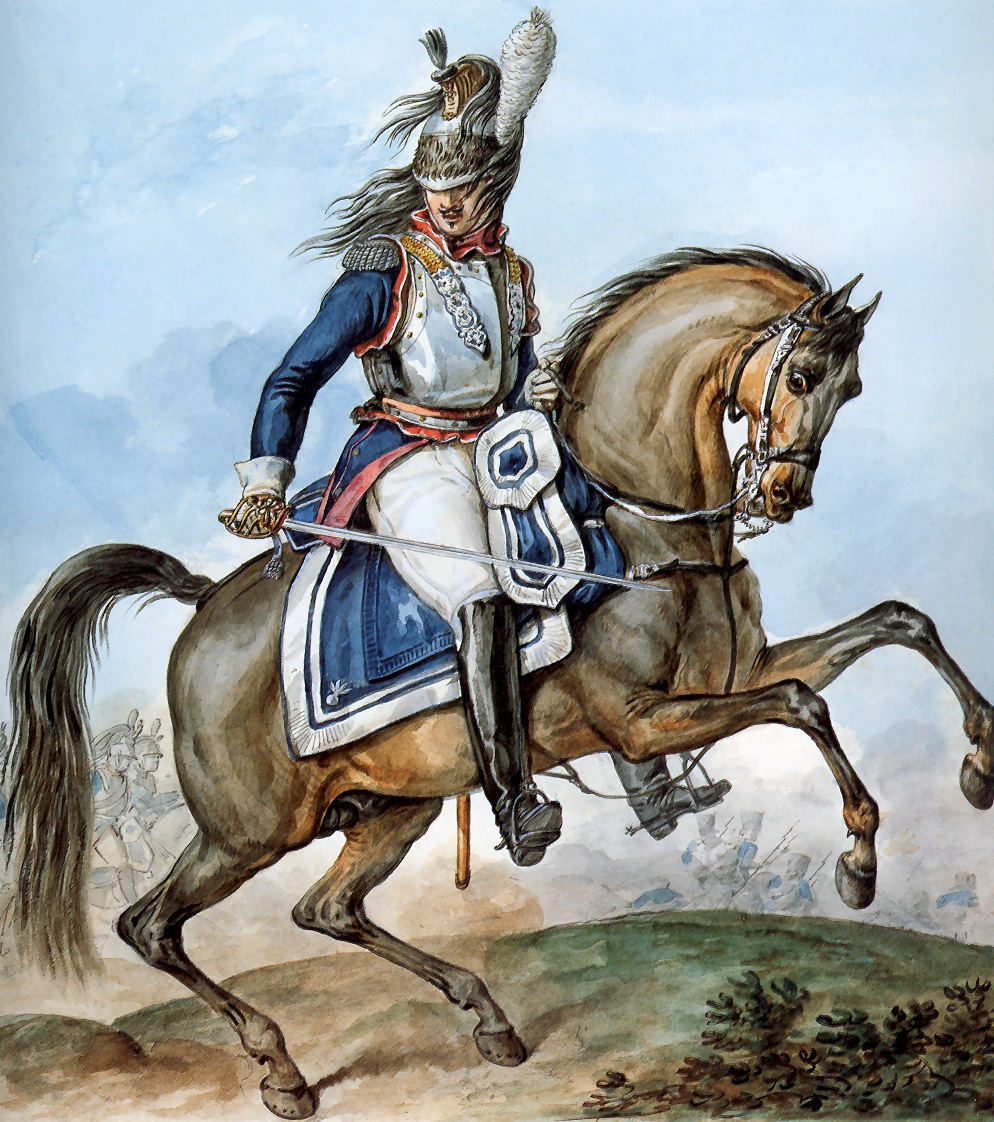
法軍胸甲騎兵

下午3點30分，拿破侖命令内伊元帥接替德鲁埃將軍指揮第1軍，嚴令他必須奪下圣树篱农场，内伊接手第1軍剩余的2個旅向圣树篱农场發起進攻。
内伊元帥發覺英軍中央部兵力有所鬆動，他覺得機不可失，於是在下午4點發起突擊。其實英軍不過是運送傷員和俘虜，並沒有撤退。德鲁埃將軍的部隊久攻不下之後，留給内伊的只有爲數不多的預備隊，其他步兵要麽在乌古蒙膠著，要麽調往右翼防守普軍。因此内伊只能靠騎兵去突擊英軍中央部。
第一波攻擊由米约將軍的第4騎兵軍的胸甲騎兵和德努埃特的近衛輕騎兵師共4,800人發起。這次進攻操之过急，沒有步兵和炮兵的掩護。
英軍步兵排成20個方陣抵禦騎兵的衝擊。每個方陣大約由500人組成，最外圈的士兵蹲下，内圈士兵站立射擊。方陣對砲击和步兵的攻擊很脆弱，然而對騎兵的衝擊卻相當有效。戰馬畏懼步兵的刺刀無法從側面靠近方陣。威靈頓公爵命令法軍騎兵接近的時候，炮兵就退入方陣，法軍騎兵退卻的時候，炮兵回到戰位轟擊法軍。
以下是英軍步兵面對法軍騎兵衝鋒的描述：
下午4點左右，法軍炮擊停止，我們目睹法軍騎兵的大集團進攻。如此雄壯的場面讓人終生難忘。法軍長長的馬隊如同大海的波浪一般壓上來，他們不斷前進，陽光照射在騎兵胸前的鎧甲上反射出耀眼的光芒。隨著他們的接近，能夠聽到如同雷鳴般的馬蹄聲，地面都為之顫動。似乎誰也抵擋不了這樣的衝擊。他們是赫赫有名的胸甲騎兵，由經歷過歐洲各次大戰的老兵組成。眨眼騎兵就衝到離我們只有20英尺的地方，高呼著「皇帝陛下萬歲」（Vive l'Empereur!）。我們的軍官下達「瞄準騎兵」命令，站在最前面的士兵蹲下，用刺刀組成鋼鐵似的牆壁，我軍團結在一起面對胸甲騎兵發狂的進攻。
 — 近衛步兵上尉里斯·豪厄尔·格罗诺

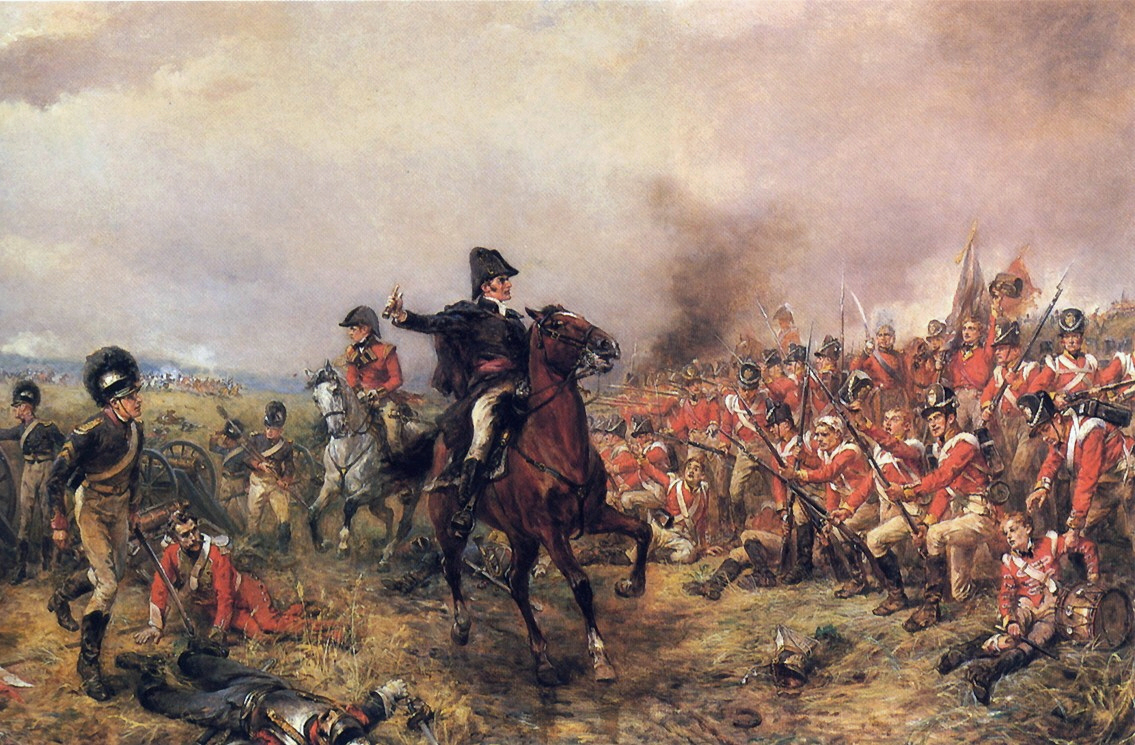
在戰場上激勵士兵的威靈頓公爵

這樣的騎兵衝鋒只能起到心理上威懾作用。本來應該用炮兵轟散步兵的陣形，然後用騎兵衝擊才會起到更好的效果，滑铁卢戰役中法軍的騎兵和炮兵的協調只能用拙劣來形容。英軍部隊在法軍的炮火射程之外，法軍炮兵根本無法給自己的騎兵有效支援。。
這次突擊中，英軍處在法軍炮兵視線外的山坡另一側，因此受到炮擊的損失很小。只要保持方陣隊形不陷入混亂，騎兵也無法攻破。法軍騎兵反覆攻擊方陣未果，反而不斷遭到英軍炮擊和英軍剩余騎兵的反擊。至少有一組炮兵沒有遵守威靈頓公爵的命令退入方陣。皇家骑马炮兵团的卡瓦利耶·默瑟上尉認爲自己陣地左右的方陣能夠有效掩護自己陣地，因此在戰鬥中使用9門6磅炮堅持向法軍平射，取得很大的戰果。
我等他們馬隊距離我陣地只有50到60英尺遠的時候才發令「射擊！」。砲火達到驚人的效果。砲彈不但使敵人的先鋒全部倒下，更穿入他們的隊形，給全體造成混亂，所有的大炮不斷轟擊，法軍的人馬宛如被割草一樣。 
 — 皇家騎馬砲兵（RHA）

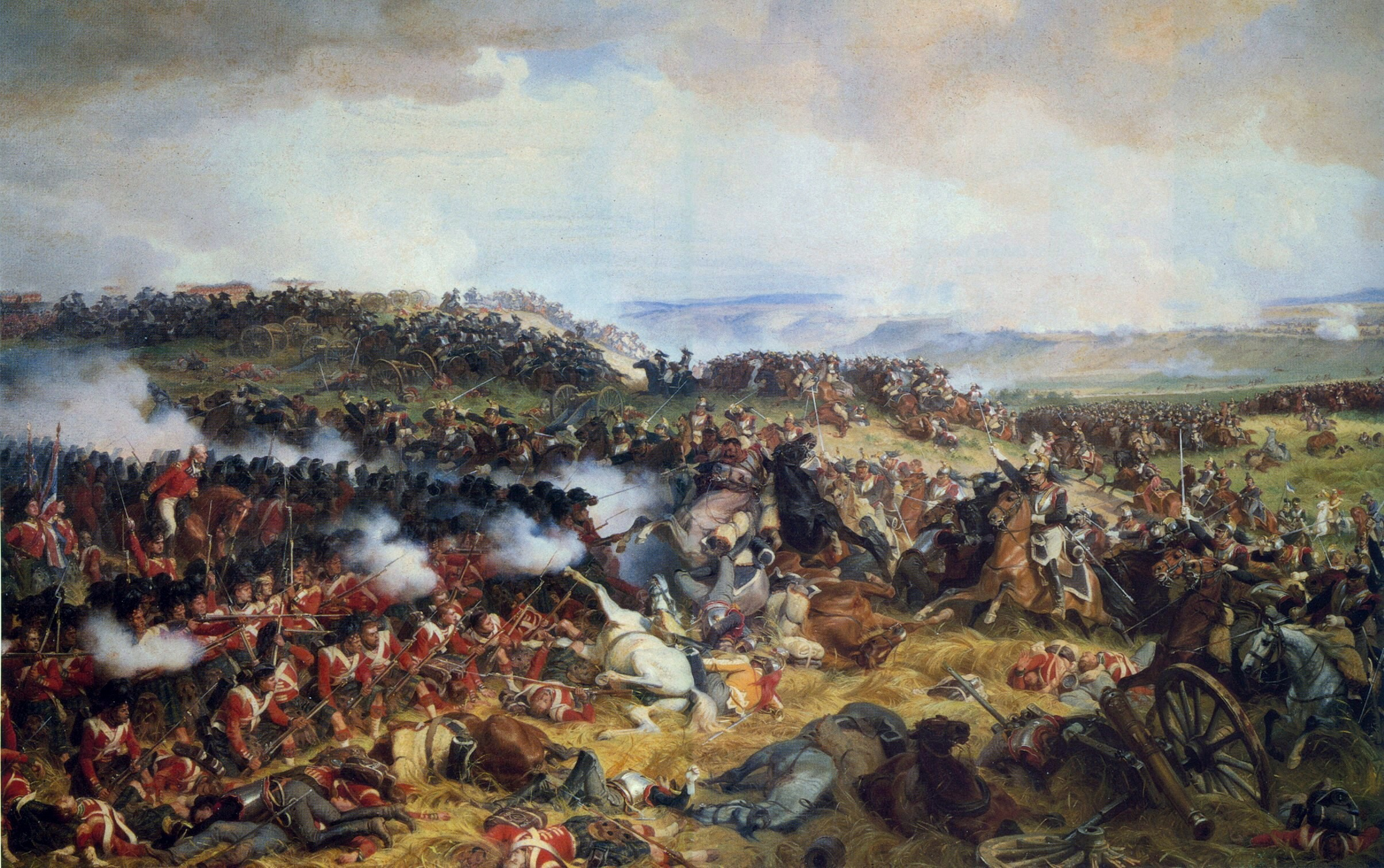
英軍方陣頑強抵抗法軍騎兵

不知道出於何種理由，法軍佔領英軍炮兵陣地后，沒有破壞英軍的火砲。法軍撤退時，躲入方陣中的英軍炮兵迅速返回陣地向法軍發炮。内伊組織4次攻擊，都未能突破英軍的方陣。此時普軍已經接近法軍的右翼，拿破侖必須儘快解決英軍，因此繼續攻擊英軍的中央。
米约和德努埃特的剩余兵力加上克勒曼將軍第3騎兵軍由克洛德·艾蒂安·居约將軍指揮的近衛重騎兵師，总兵力數達到67個騎兵團9,000人。克勒曼將軍認爲這樣的進攻毫無意義，拒絕繼續增加兵力投入，内伊則認爲兵力尚有不足，要求克勒曼投入精銳的短槍騎兵旅。
内伊又發動8次突击，英軍有個方陣遭受到23次攻擊，但和前面一樣法軍炮兵連一個團都沒有加入進攻，英軍也沒有一個方陣被攻破，内伊的攻擊再次受挫。自己遭受莫大的損失卻沒有顯著戰果，法軍騎兵反覆無意消耗自身的實力。當時的指揮官習慣在第一線勇敢衝鋒，所以法軍指揮官的人員損失相當慘重。法軍師長4人負傷，旅長1人陣亡，9人負傷。士兵的傷亡更加不計其數，6月15日近衛擲彈騎兵團（Grenadiers à Cheval）有796人，至6月19日只剩462人，近衛龍騎兵團（l'Impératrice Dragons）的816人中也損失了416人。
至此，内伊終于意識到光靠騎兵無法取勝，只有多兵種協調才能成功，於是從雷耶將軍的第2軍抽调吉尔贝·巴舍吕将軍的第5師和马克西米利安·塞巴斯蒂安·富瓦将軍的第9師一個團共6,500人，加上騎兵中殘餘部隊捲土重來。攻击仍舊是先前的老路，這次被佩吉特中將的英軍騎兵擊退。然而由於人數不夠，英軍騎兵也沒有突破法軍的步兵。巴舍吕将軍的第5師和富瓦将軍的第9師一部以及其支援下的骑兵，在英軍炮兵和第3旅的火力下損失慘重，不得不後撤。法軍騎兵對英軍的殺傷還不及炮兵戰果。英軍除最左翼的第4騎兵旅和第6騎之外，騎兵盡數出動，也遭到相當的損失。英軍處於危急狀態，唯一參戰的漢諾威騎兵團也在戰鬥中逃跑，在逃往布魯塞爾的路上，甚至散佈英軍潰敗的假消息。

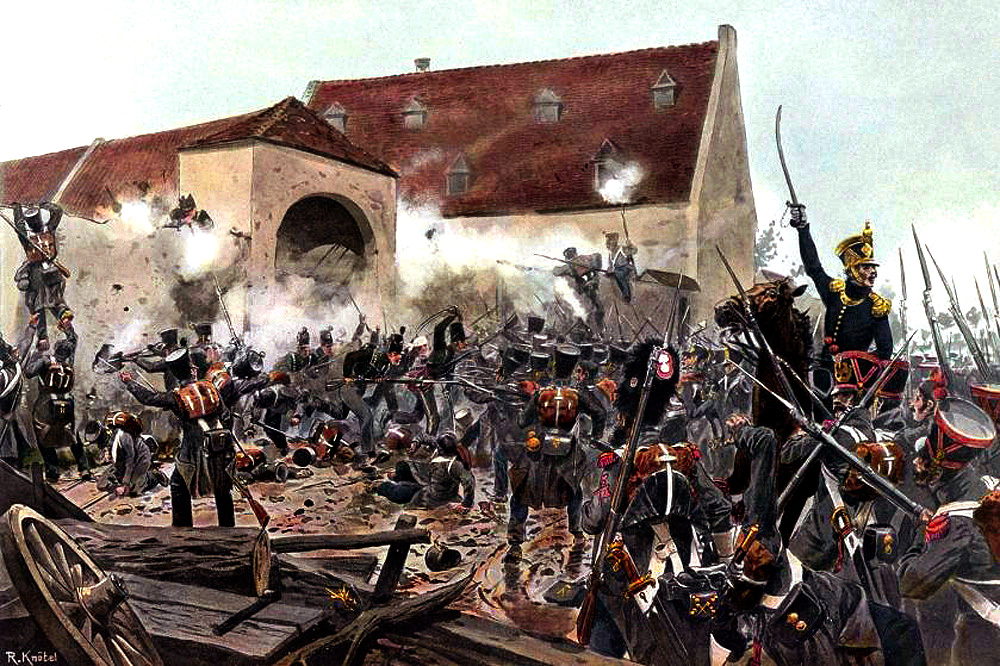
法軍向圣树篱农场進軍

内伊進攻的時候，德鲁埃將軍的第1軍以第13步兵團為先導再次對圣树篱农场發動攻擊。圣树篱农场由英王德意志军团守衛，英軍忙於其他方面的戰鬥沒有餘暇顧及這裡的彈藥補給，在法軍猛烈攻擊下，英王德意志军团部隊不得不退卻，400人的部隊最後只剩下42人。
佔領圣树篱农场之後，内伊立即組織騎馬砲兵向英軍方陣發射射程較短的葡萄彈，擊潰英軍第27、30和73步兵團。戰局似乎朝著有利於法軍的方向發展，只要再繼續攻擊英軍就會全線崩潰，然而内伊手上也沒有多餘的兵力。内伊向拿破侖請求增派更多的後備兵力，此時法軍已經和普軍的先頭部隊接火，拿破侖對内伊派來的通訊兵喊「讓我再調更多的兵力！？我從哪裏去調？他以爲我會生出來嗎？」。其實這時拿破侖還有15個團的皇帝近衛軍，而他卻錯過這次最後的良機。
威靈頓公爵重整兵力填補戰線上的漏洞，他不斷激勵自己的士兵們「一定要戰鬥到最後的一兵一卒也決不後退，挺過現在最艱難的時刻就一定可以獲救」。

### 普軍的增援

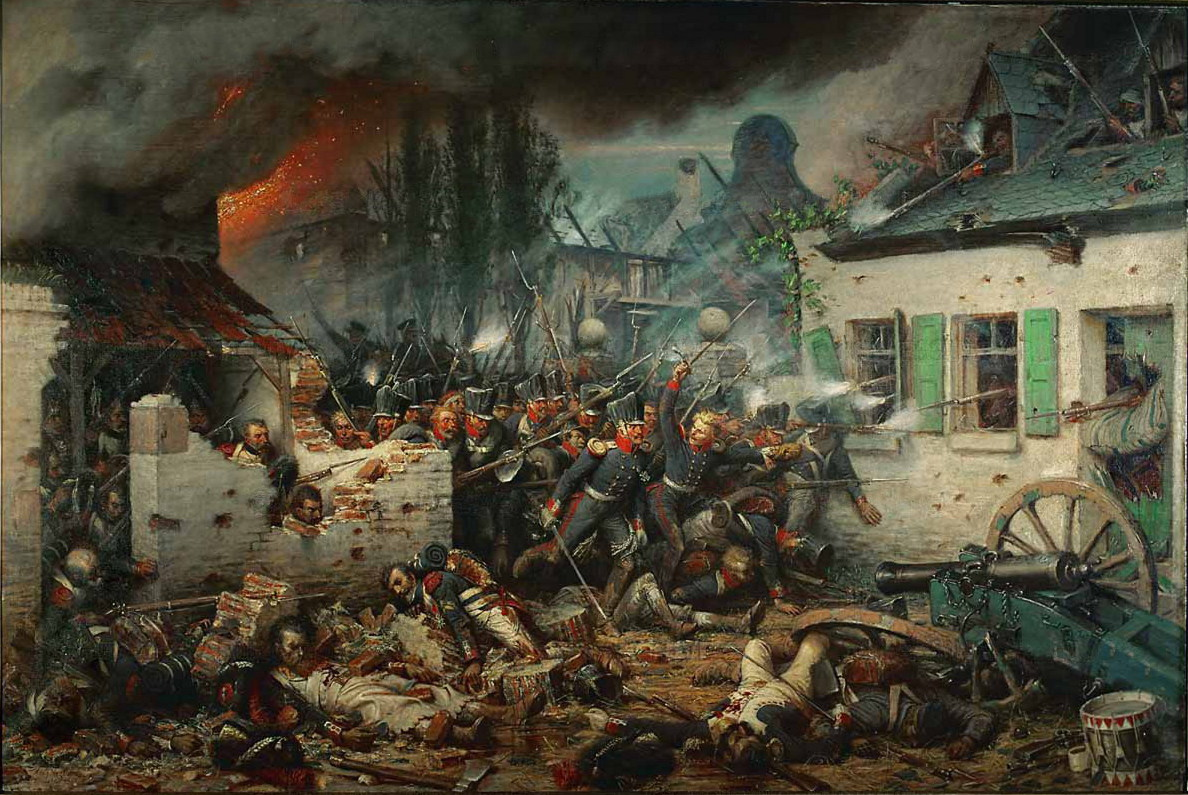
普軍攻击普朗斯努瓦

下午4點，比洛中將的普軍第4軍和法軍的前哨部隊展開交火。他的進攻方向是普朗斯努瓦，普軍想將這裡作爲跳板迂回到法軍後方。布呂歇爾元帥認爲通過巴黎森林的時候，爲確保自己右翼的安全，必須佔領弗里谢尔蒙城堡。當日早晨10點布呂歇爾向威靈頓通報的時候也達成一致，如果英軍中央遭到法軍的攻擊，普軍會接手弗里谢尔蒙城堡的防守。
下午4點30分許，比洛中將注意到通往普朗斯努瓦的道路洞開。此時法軍騎兵正達到進攻的高潮，普军第15旅被派往弗里谢尔蒙城堡和拉艾之间的地区，与拿骚军会合，保护英荷聯軍的左翼。。拿破侖派穆顿將軍的第6軍前往堵截比洛中將的普軍第4軍。普軍第15旅用白刃戰趕走了弗里谢尔蒙城堡的法軍，並在這裡用12磅砲轟擊法軍，支援向普朗斯努瓦的進攻。第6軍不得不向普朗斯努瓦撤退，後撤過深結果造成法軍唯一的退路，沙勒罗瓦至布魯塞爾的道路直接處於普軍的威脅之下
。
普軍組織奥古斯特·希勒·冯·格特林根將軍的第16旅外加6個營投入普朗斯努瓦的戰鬥。拿破侖也派出新編近衛隊8個營增援穆顿。在新編近衛隊的反擊之下，法軍暫時鞏固普朗斯努瓦的防守，然而好景不長，不久再度易手。拿破侖立即增派2個由老兵組成的近衛隊營，激戰之後普朗斯努瓦又回到法軍手中。然而普軍似乎打不光一樣，晚上6點30分格奥尔格·杜比斯拉夫·路德维希·冯·皮尔希中將的第2軍15,000名士兵到達戰場，和比洛中將的第4軍主力會師準備下一次的攻擊。
晚上6點，汉斯·恩斯特·卡尔·冯·齐滕中將的第1軍20,000人也到奥安附近。英軍的聯絡官卡尔·冯·米夫林造訪了第1軍。普軍前鋒第1旅觀察英軍拿騷部隊和先期到達的普軍第15旅和法軍的戰鬥甚爲擔憂，認爲英軍處於崩潰的邊緣，怕第1軍也被捲入崩潰，打算和英軍保持一定距離從靠近普軍第4軍一側通過。米夫林指出英軍崩潰説法是不正確的，強烈要求第1軍支援英軍左翼。齐滕中將被他説服按照原定計劃接手英軍左翼防守，這樣威靈頓公爵能夠騰出手來全力抵抗法軍在中央部的進攻。
接手英軍左翼之後的普軍第1軍從帕普洛特农场攻擊法軍，晚上7點30分，法軍的戰線呈現出馬蹄形的不利態勢。戰線左端是久攻不下的烏古蒙，右面是處於普軍威脅之下的普朗斯努瓦，中央是普軍剛接手的拉艾。迪吕特將軍的法軍第4師在弗里谢尔蒙城堡至拉艾的突出部勉強構築起防線，但無法抵擋普軍第24團的進攻退守斯莫安。第24團追擊受挫，匯合西里西亚來復槍團（Schützen）和第1後備團（Landwehr）再次發起進攻。這次攻擊一度逼退法軍，但法軍依靠帕普洛特农场剩余的房屋死守。第24團和自己右翼的英軍高地團在第13後備團和騎兵支援下，奪取帕普洛特农场。接著第13後備兵團和第15旅聯手又佔領弗里谢尔蒙城堡。迪吕特的第4師擔心齐滕中將的第1軍騎兵予備隊的突擊給自己造成無謂的損失，撤離戰場。這樣普軍第1軍向普朗斯努瓦更接近一步。

### 皇帝近衛隊的突擊
法軍佔領圣树篱农场之後，英軍中央部暴露在法軍面前，普朗斯努瓦的局勢得到緩和。拿破侖決定投入無敵的皇帝近衛隊擊潰當面英軍，以扭轉戰局。這次進攻在軍事史上也相當有名。晚上7點30分，法軍突破英軍中央拉英軍和普軍之間的距離。具體由哪支部隊首先發起衝鋒不是很明確，估計不是近衛隊中的擲彈兵和獵步兵，而是5個普通營。近衛隊3個老兵營雖然做好第二波攻擊準備，但最終還是作爲預備隊，沒有投入進攻。
我看到皇帝陛下親自指揮的4個團到達戰場。皇帝陛下希望用這些部隊能夠突破敵軍的中央。皇帝陛下命令我率領這支從軍官到士兵都充滿豪氣無堅不摧的軍隊。然而這些士兵並沒有體現出持久戰的能力。幾乎很短的時間後，所有的希望都破滅。
 — 内伊元帥

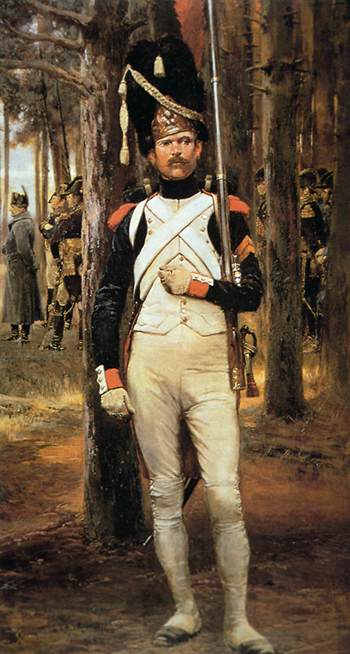
近衛軍的擲彈兵

3,000法軍近衛軍士兵在英軍葡萄彈和散兵的阻擊下前進到圣树篱农场西側，然後在這裡分兵向三個方向挺進。其中兩個擲彈兵營突破英軍第一條防線，英軍派大卫·亨德里克·沙塞將軍的荷蘭-比利時第3師去堵住缺口，英軍同時在側面炮擊法軍，在人數優勢下第3師的突擊粉碎法軍衛擲弾的進攻。
西側英軍佩里格林·梅特兰少將指揮的第1近衛旅1,500人伏地躲避法軍砲火，等法軍第二波的两個近衛獵步兵營接近，立刻站起集中火力射擊。法軍獵步兵營陣形被打亂。英軍突擊法軍展開白刃戰。法軍第三波近衛獵步兵營趕上增援。英軍近衛兵后撤，法軍近衛獵步兵隨後追趕，但是约翰·科尔伯恩中校率領的第52步兵團從側面攻擊法軍。法軍第三波衝鋒又告失敗。

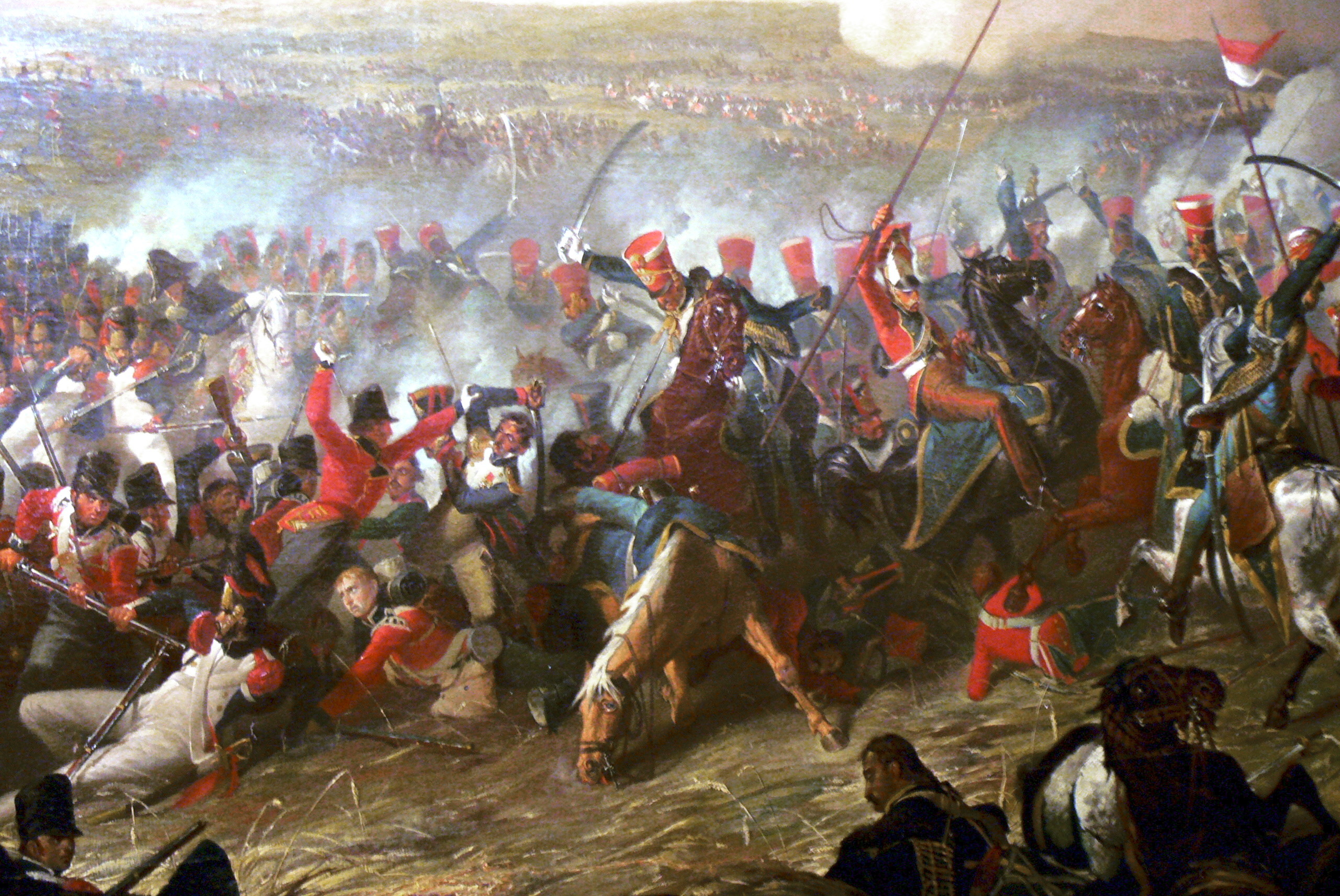
英国第10輕騎兵團向法軍攻擊

最後連皇帝近衛隊也不得不退卻，消息從前線傳來，法軍陷入混亂。一片「近衛隊撤退啦。救命啊！」（法語：La Garde recule. Sauve qui peut!）之聲。而此時，威靈頓公爵騎著愛馬哥本哈根揮舞著自己的軍帽命令英軍全線發起反攻「孩子們，放手大幹吧」（英語：In for a penny, in for a pound）。英軍衝出陣地向法軍衝去。
殘存的法軍近衛隊士兵向圣树篱农场南側敗退，那裏還有3到4個營法軍。弗雷德里克·亚当的第3旅和漢諾威軍預備隊奧斯納布吕克團以及范德勒少將和维维安少將的騎兵旅從右路發起突擊，皇帝近衛隊也失去控制。左翼的皇帝近衛隊向贝勒阿利扬斯退卻。英軍向法軍勸降，法軍軍官高呼「近衛軍寧死不降！」（法語：La Garde meurt, elle ne se rend pas!）。另外一句更簡單的是「屎」（法語：Merde!）。

### 普朗斯努瓦陷落

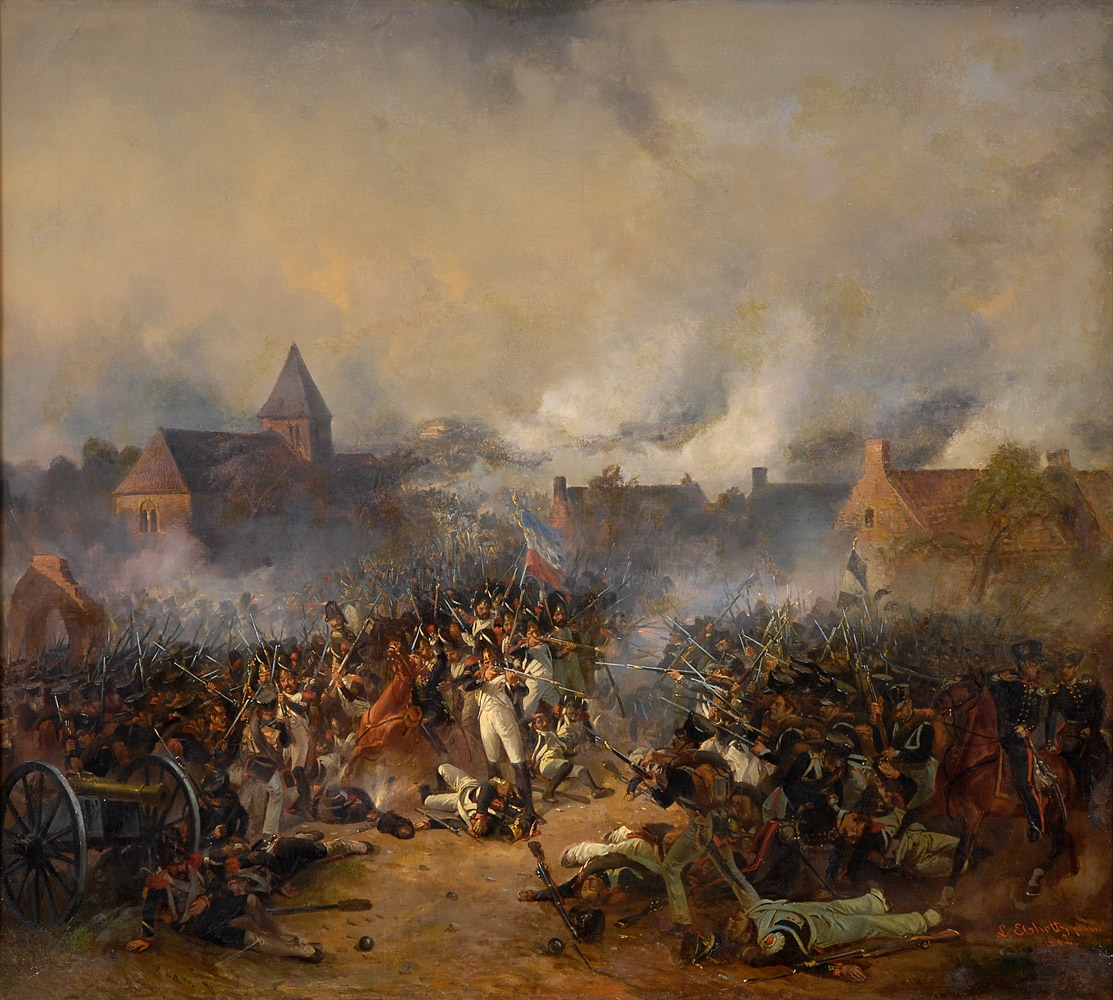
普鲁士军队攻入普朗斯努瓦

普軍第5、第14和第16旅對普朗斯努瓦開始當天的第三次攻击。村中的教堂着起火，法軍陣地中心的教堂周圍到處散亂士兵屍體。5個中堅近衛隊營在支援新編5個近衛隊，和穆顿將軍的殘存部隊作著艱難的防禦。防守普朗斯努瓦的要害是南側的森林，皮尔希中將的第2軍2個旅會同第4軍進攻這裡。普軍第25團把法軍第1近衛擲彈兵團第2營從這裡驅逐出去。是日，普朗斯努瓦五度易手，最終普軍取得控制權。近衛隊開始有秩序地退卻，但不久隊伍即被落荒逃竄的友軍衝散。
普軍第4軍穿過普朗斯努瓦后，遇上被英軍追擊的法軍散兵，普軍怕誤傷英軍便停止射擊。和皇帝近衛隊一起留下沒有退卻的法軍被殘殺。普朗斯努瓦的攻防傷亡沒有確切資料，但可以確信在這場戰鬥中，法軍第6軍和新編近衛師軍官的死傷人數達到三分之一。
雖然有著偉大的勇氣和耐力，在村裏戰鬥的皇帝近衛隊還是出現動搖的徵兆。教堂已經起火，紅色的火柱從窗子和洞開的門中向上升騰。士兵們在逐家逐戶展開白刃的爭奪周圍一片混亂。馮·维茨萊本少校遣兵到皇帝近衛隊的側面和背後，法軍開始恐慌。珀莱將軍的近衛獵步兵試圖斷後。餘下的皇帝近衛隊無秩序逃跑，大量的大砲，其他裝備以及運送彈藥的馬車被丟棄。普朗斯努瓦的丟失意味法軍失去退路。與戰場其他地方不同，這裡聽不到「救命！」（法語：Sauve qui peut!）。取而代之的是「守護旗鹰！」的怒吼。
 — 普軍第4軍第24團戰史

### 潰敗

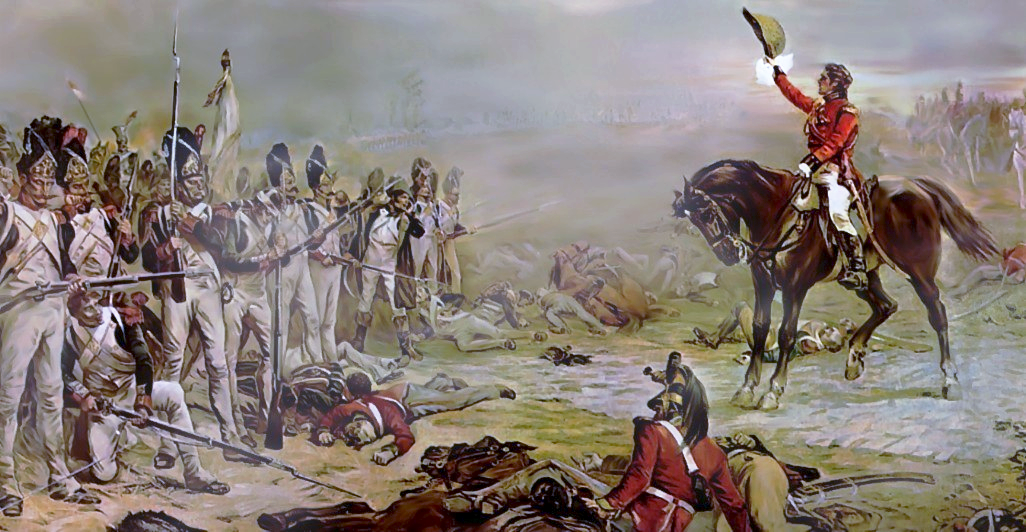
罗兰·希尔將軍向皇帝近衛隊最後的残兵勸降

法軍的左翼、右翼和中央全部被擊潰。只剩下留在贝勒阿利扬斯保護拿破侖的最後兩個近衛隊營。拿破侖試圖在這兩個營後面集結潰逃的法軍，爲延緩英軍騎兵的追擊，這兩個營起先排成方陣，分別配置在贝勒阿利扬斯的兩側。然而一切都是徒勞，勝負已定。在參謀的勸説下，拿破侖撤走這兩個營。
皇帝近衛隊的方陣在亞當少將的第3旅突击下撤退普軍正在同其他法軍部隊交戰。在夜幕下這兩個方陣撤離戰場時，尚能保持整齊的隊形，但法軍的大砲等輜重裝備盡落英軍之手。即使如此，皇帝近衛隊也被數千潰敗的法軍淹沒。損失較小的普軍追擊逃跑的法軍，普軍参謀長格奈森瑙中將稱之爲「月光下的狩獵」，追擊一直持續到深夜。一共俘獲法軍大砲78門，和2,000多名士兵，其中包括多名法國將軍。
我們留下四個由老兵組成的近衛隊斷後。這些勇敢擲彈兵在敵人的優勢兵力下節節敗退，最終完全被殲滅。此時這些軍人開始調轉身逃跑，由軍隊變成混亂的民衆。即使如此，這並不是潰敗，沒有人像坊間流傳的那樣呼喊「救命！」（法語：sauve qui peut）。
 — 内伊元帥

## 戰後
法軍陣地中央高地上的建築是贝勒阿利扬斯農場。普軍向著這個能俯視整個戰場的地方進軍。會戰中拿破侖在此發號施令，幻想著勝利。這也是他夢想破滅的地方。在夜幕中，很幸運布呂歇爾元帥和威靈頓公爵再次相見，他們作爲最後勝利者接受士兵們崇高的敬禮。
 — 格奈森瑙將軍

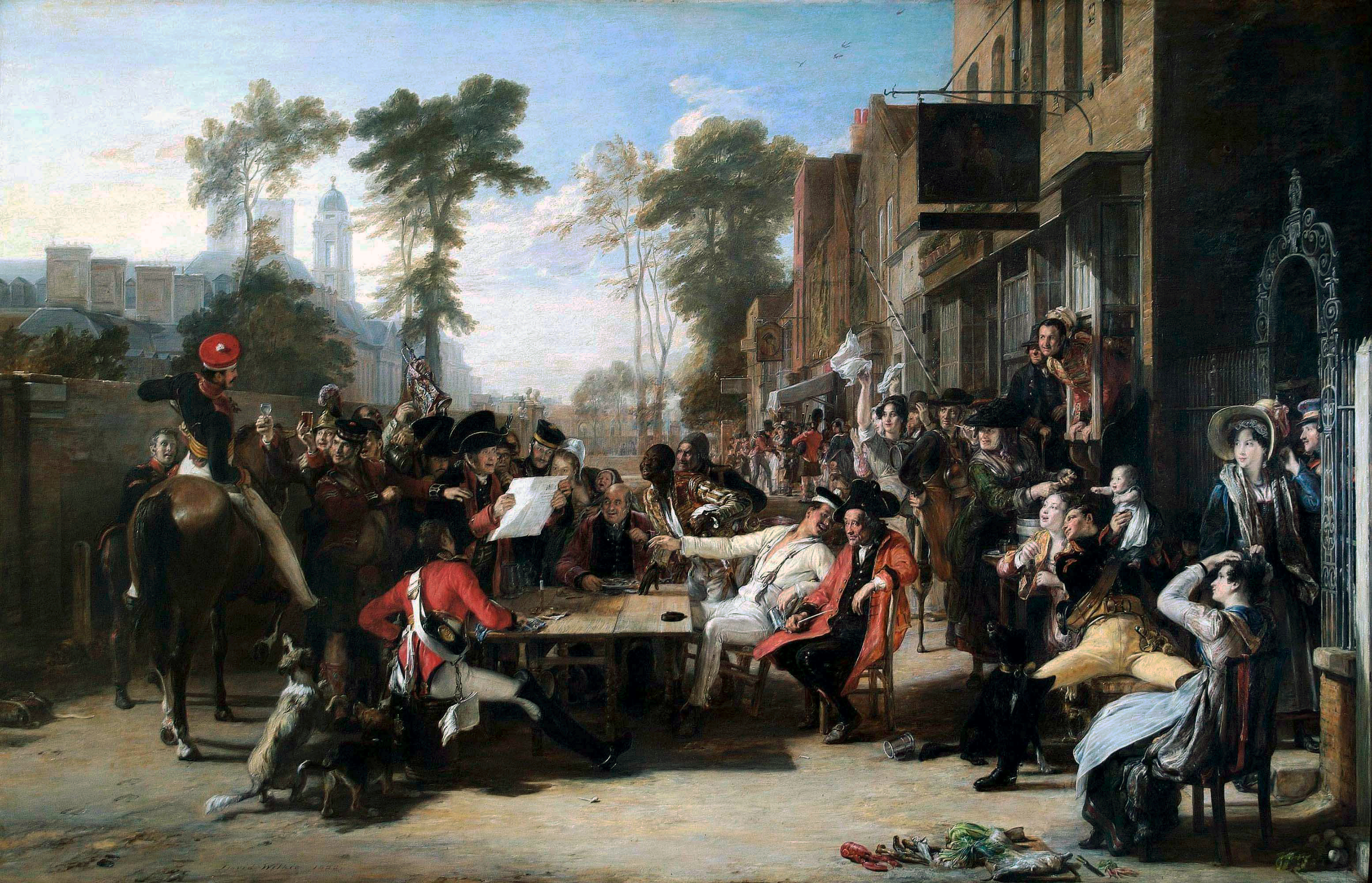
在切爾西榮軍醫院（Royal Hospital, Chelsea）閲讀滑铁卢勝利戰報的退役軍人

晚上9點，威靈頓公爵同布呂歇爾元帥的會面在拿破侖曾經的大本營舉行。布呂歇爾建議本次戰役以拿破侖大本營的所在地同時也含有「同盟」（alliance）意味的贝勒阿利扬斯（La Belle Alliance）來命名。威靈頓公爵更傾向于使用英語發音，因此選擇離此尚有一段距離的滑铁卢來命名，所以在英語國家，這次戰役被稱爲滑铁卢戰役（Battle of Waterloo）。在德語國家，則被稱爲贝勒阿利扬斯戰役（Schlacht bei Belle-Alliance）。
戰役當日，威靈頓公爵的部隊共有3,500人陣亡、3,300人失蹤、10,200人受傷，普軍共有1,200人陣亡、1,400人失蹤、4,400人受傷，聯軍共計損失2.4萬人。法軍損失數據可能介於2.4萬人至2.6萬人間，其中有6,000人至7,000人被俘。另有估計其實際損失數據應高於前數據，但也有估計低於前數據。
6月22日早上我前往戰場。在滑铁卢村南面蒙圣让的高地上望下觀望。那光景讓人毛骨悚然，令我的胃感到很不舒服。我只想早點離開此地，那是一生都無法忘卻的慘狀，大量的屍體以及衆多的傷員，他們的腿骨粉碎而無法行走。很多人在傷痛和飢餓的雙重折磨下等待生命最終時刻。英軍不得不用馬車將外科醫生運到傷員的身邊。英軍和法軍傷員面臨同等的慘狀。
 — W·E·弗赖伊少校， After Waterloo: Reminiscences of European Travel 1815–1819
格鲁希元帥的部隊在瓦夫爾擊敗蒂尔曼將軍指揮的普軍后，于6月19日10點30分整隊撤退，其代價是33,000人的法軍兵力未能參加滑铁卢主戰場。
拿破侖經沙勒罗瓦逃回法國，在這裡他給在巴黎留守的哥哥西班牙國王约瑟夫·波拿巴寫份比較樂觀報告，指示约瑟夫重建軍隊，然而他的使命已經宣告終結。6月20日拿破侖在幕僚的催促下離開軍隊返回巴黎。拿破侖仍舊指望繼續執政，想解散議會取得獨裁，但議會斥責拿破侖是叛國並要求其退位。
威靈頓公爵在6月19日寫詳細的戰報送回本國，英國獲勝的消息6月21日傳到英國，次日登上倫敦的報紙。倫敦證券市場矚目滑铁卢的勝敗。提前知道消息的纳坦·迈尔·罗特席尔德起初抛售公債，引誘做空，然後大量購入貶值後的公債，等勝利的消息正式發佈后，大大賺一票。
威靈頓公爵和布呂歇爾元帥向巴黎追擊法軍。6月24日拿破侖第2次宣佈退位，由约瑟夫·富歇組織看守内閣。7月3日，普軍在伊西之戰中擊敗戰爭大臣达武元帥指揮的法軍，拿破侖戰爭就此落上帷幕。

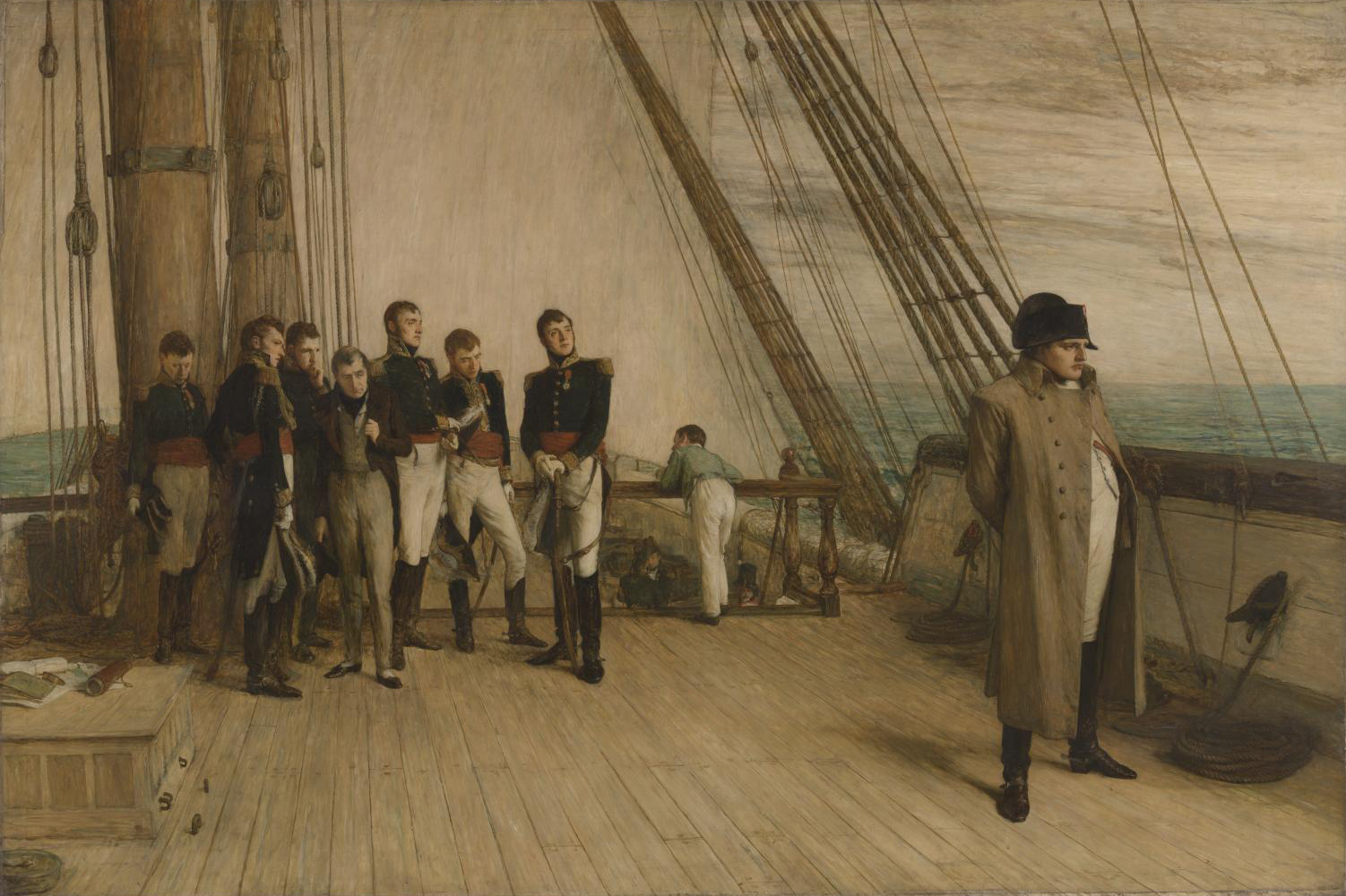
拿破侖在柏勒洛豐号的甲板上

拿破侖想逃亡北美，但英軍封鎖法國所有的港口。結果7月15日拿破侖在英軍柏勒洛豐號戰列艦上向英軍馬他倫上尉投降。
摄政王殿下——由於我而造成祖國分裂並使我國成爲歐洲各國的敵人，現在我的政治生涯已經結束，允許我如地米斯托克利那樣，得到貴國人民的寬恕（法語：m'asseoir sur le foyer）。我懇求摄政王殿下給與我法律上的保護，讓我在最強大、最講信譽的敵國加護下有個棲身之地。
 — 拿破侖
部分法軍佔據各地的要塞繼續抵抗，9月13日隆维陷落，戰爭划上休止符。11月20日各國和法國簽定巴黎條約，路易十八再次復位。拿破侖要求在普利茅斯居留，但沒有被批准，結果流放到南大西洋的圣赫勒拿岛，一直到1821年5月5日死去。
戰後，保皇黨清算拿破侖的側近。12月，内伊元帥被處決，參謀長苏尔特元帥和戰爭大臣达武元帥等30多名軍人入獄或流放。

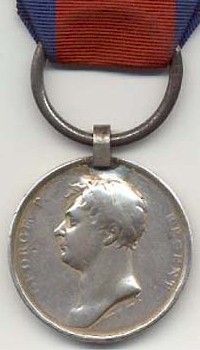
颁发给參加過滑铁卢戰役的英軍士兵的滑铁卢獎章

英軍第1近衛旅第1近衛步兵團因爲擊敗法軍的皇帝近衛軍擲彈兵，被授予擲彈兵步兵團（Grenadier Guards）的稱號，並且配以擲彈兵的熊皮高帽沿用至今。英軍近衛騎兵旅也因爲打敗法軍的胸甲騎兵，在1821年被允許使用胸甲。法國槍騎兵在戰役中的運用給人留下深刻印象，此後在歐洲被廣泛使用。1816年英國將4個輕騎兵團改編為槍騎兵。
戰後威靈頓公爵兩度出任陸軍總司令和英國首相，同時也作爲政治家和外交家活躍于歷史舞臺。英軍騎兵指挥佩吉特中將在戰場上失去一條腿，1846年晉升為元帥。英軍第1軍軍長奧蘭治親王1840年成爲荷蘭國王威廉二世。另外值得一提的是普軍第4軍騎兵預備隊的指揮官威廉大公，他後來成爲德意志帝國的首任皇帝。
威靈頓公爵的幕僚在戰役中幾乎死傷殆盡。他的秘書拉格伦男爵在本次戰役中失去右手，後來著名的男爵袖（Raglan sleeve）就是以他的命名。他此後也擔任英軍陸軍總司令並指揮克里米亚战争（1853年-1856年）。
此後，“滑铁卢”（Waterloo）作爲慘敗的同義詞被寫進詞典。為紀念這次勝利，1848年，倫敦將新建的火車站命名為滑鐵盧車站。1994年，英法海底隧道貫通，連接巴黎和倫敦的高速列車歐洲之星即從這裡始發，爲此法國方面曾經數次要求英國更改站名但未果。2007年英國國内高速鐵路完工，才將歐洲之星的始發搬遷到聖潘克拉斯火車站。
普軍总司令布呂歇爾元帥年事已高，當年功成身退，1819年77岁時去世。普軍参謀本部的核心参謀長格奈森瑙中將晉升為元帥，然而他先進的戰術思想受到普軍内部保守體制的排擠。以《战争论》而著稱的卡尔·冯·克劳塞维茨在普軍第3軍擔任参謀，後來研究這這場戰役寫《1815年的法國戰役》一書流傳後世。
19世紀著名的軍事學家安托万-亨利·若米尼将軍認爲拿破侖的法軍在滑铁卢敗因主要有四點：

第一也是最重要，布呂歇爾援軍來的恰到時機，這要歸功於格魯西元帥拙劣的戰略眼光；第二，要讚賞英軍頑強的忍耐力以及指揮官的冷靜；第三，惡劣的天氣也幫英軍大忙，泥濘的地面遲緩行軍速度，並且推遲法軍進攻開始的時間，使得普軍的增援能夠及時趕到；第四，法軍第1軍令人難以置信的密集隊形，使他們的進攻難以奏效。
 — 安托万-亨利·若米尼
此外，在利尼戰敗後，普軍在短短的一天内重新集結整合，統一的軍事訓練以及軍銜制度也起到極其重要作用。

## 古戰場

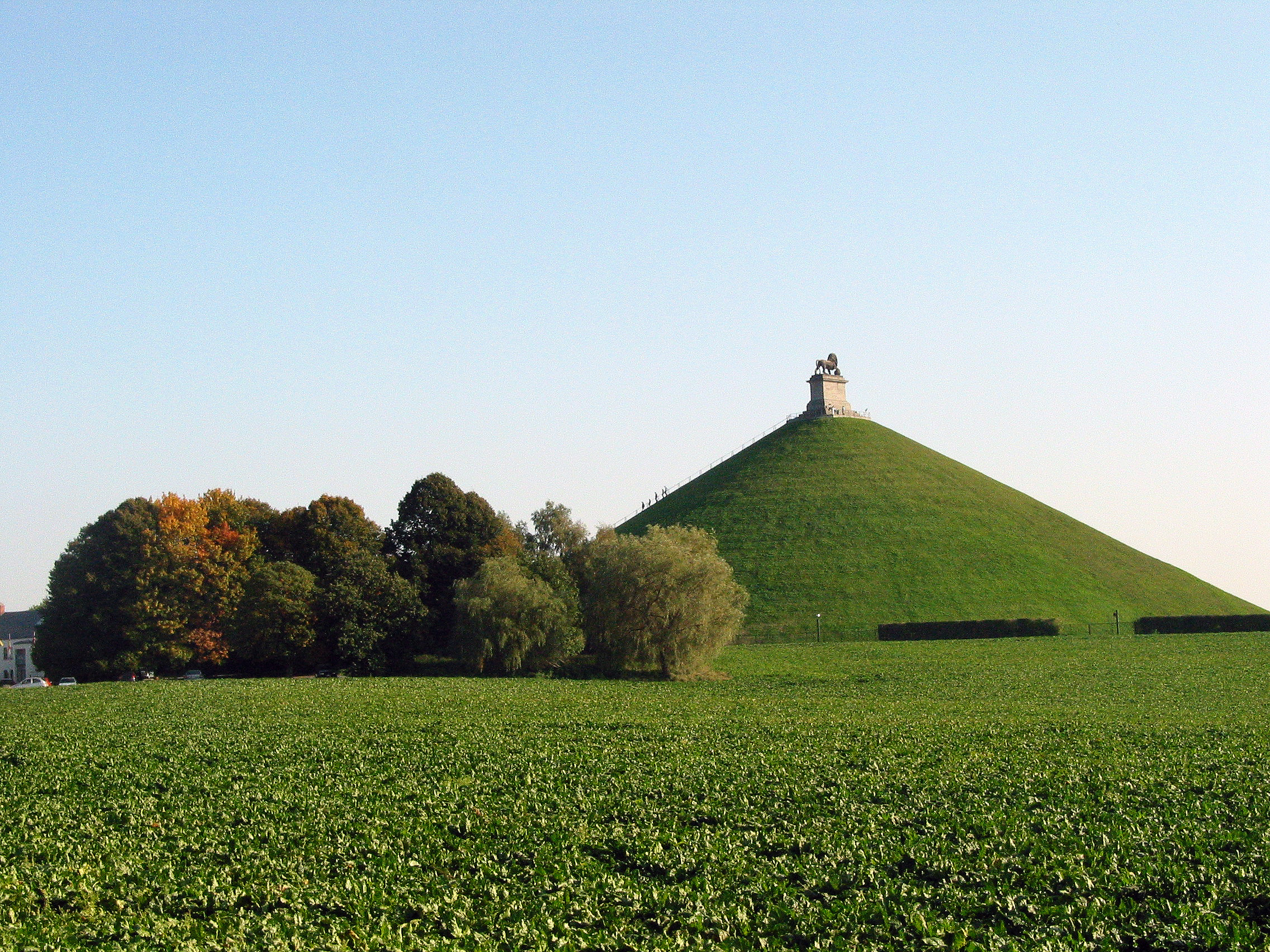
狮子之丘

現在戰場地形與1815年已經不同。會戰的次日就陸續有一些人前來參觀，梅薩上尉在6月19日的書信中寫道「一架馬車從布魯塞爾逡巡而來，車上滿載觀光的遊客」。1820年，荷蘭國王威廉一世命令在他兒子奧蘭治親王（威廉二世）負傷的地點建立一座紀念碑。於是在英軍防線的中央处用300,000立方米泥土堆起這個獅子之丘（Lion's Hillock），因此英軍防線南側的小高地被清除。
法國作家雨果在他的小説《悲慘世界》中曾經如此描述：
如同人們所知，拿破侖和威靈頓公爵會戰之地是由有一些小山坡的平地組成，現在已經和1815年6月18日大不相同。那個曾經奪去人們所有記憶的令人厭惡場所已經變得面目全非。這段歷史也失去它真實的面目，使人難以辨別它原本的痕跡。爲這裡所帶來的榮耀，人們改變它的一切。二年後當威靈頓公爵再次造訪這裡時，驚呼「我的戰場完全變樣。」現在獅子銅像矗立之处，使去尼韦勒方向的坡度變小，並使前往热纳普方面的道路成為一個斷崖。從热纳普到布魯塞爾道路兩邊那巨大的墳丘，可以推算出那斷崖的高度。這兩個巨大的墳丘左邊埋葬英軍士兵，右邊埋葬普魯士士兵。但卻沒有法軍的墳墓。對法軍來講，整個平原都是他們的墓地。
 — 維克多·雨果， 悲慘世界
會戰中其他的場所基本保持原貌。其中包括布魯塞爾-沙勒罗瓦街道東側的農莊、乌古蒙、圣树篱农场以及贝勒阿利扬斯等地的建築。
「獅子之丘」之外還有其他的一些紀念設施。布魯塞爾-沙勒罗瓦街道和布赖讷拉勒-奧安街道的交叉路口是英國、荷蘭、漢諾威以及自由军团士兵的墓地。皇帝近衛軍最後的抗爭之地樹立一個紀念碑，被命名為「受傷的鷹」（Monument Français Dit de L'Aigle Blessé）。普軍的戰歿者紀念碑樹立在曾經是普軍炮兵陣地的普朗斯努瓦。普魯塞爾市内的馬丁教堂有纪尧姆·菲利贝尔·迪埃姆將軍的墓。埃弗勒的墓地有埋葬17位戰死英軍軍官的「英國人紀念碑」（British Monument）。

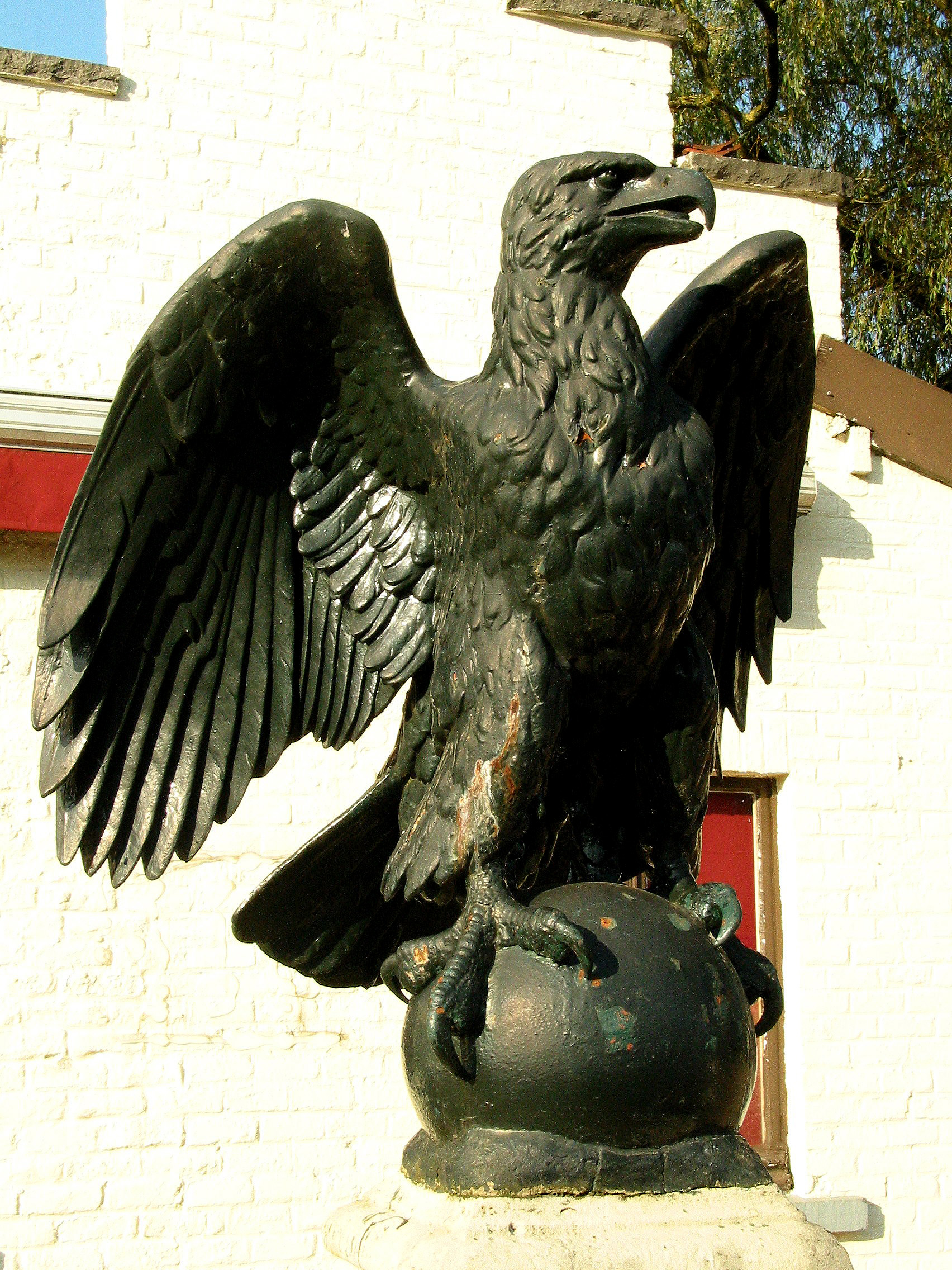
拿破侖之鷹
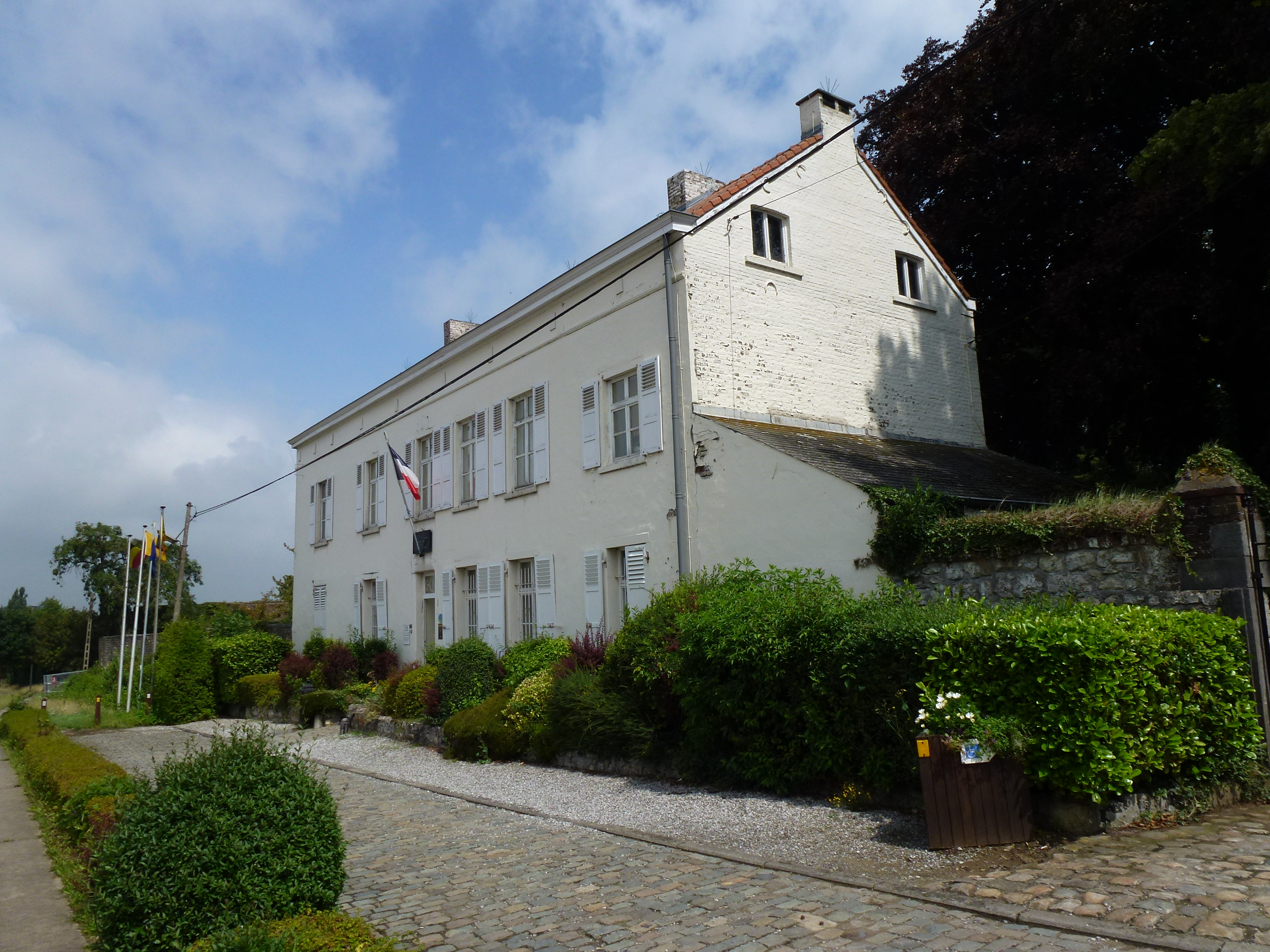
會戰中拿破侖司令部所处的石子农场
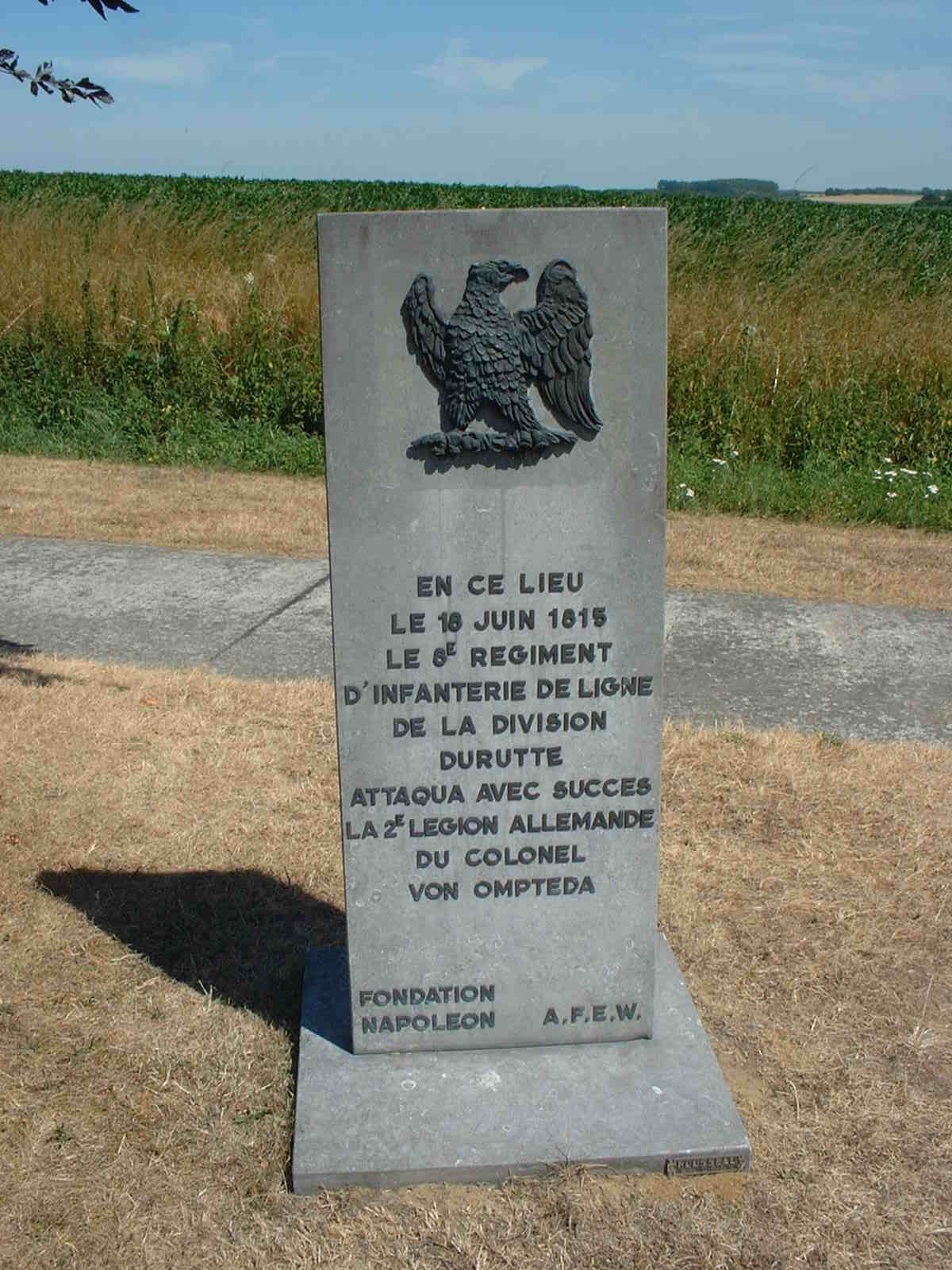
法国第8步兵师的纪念碑
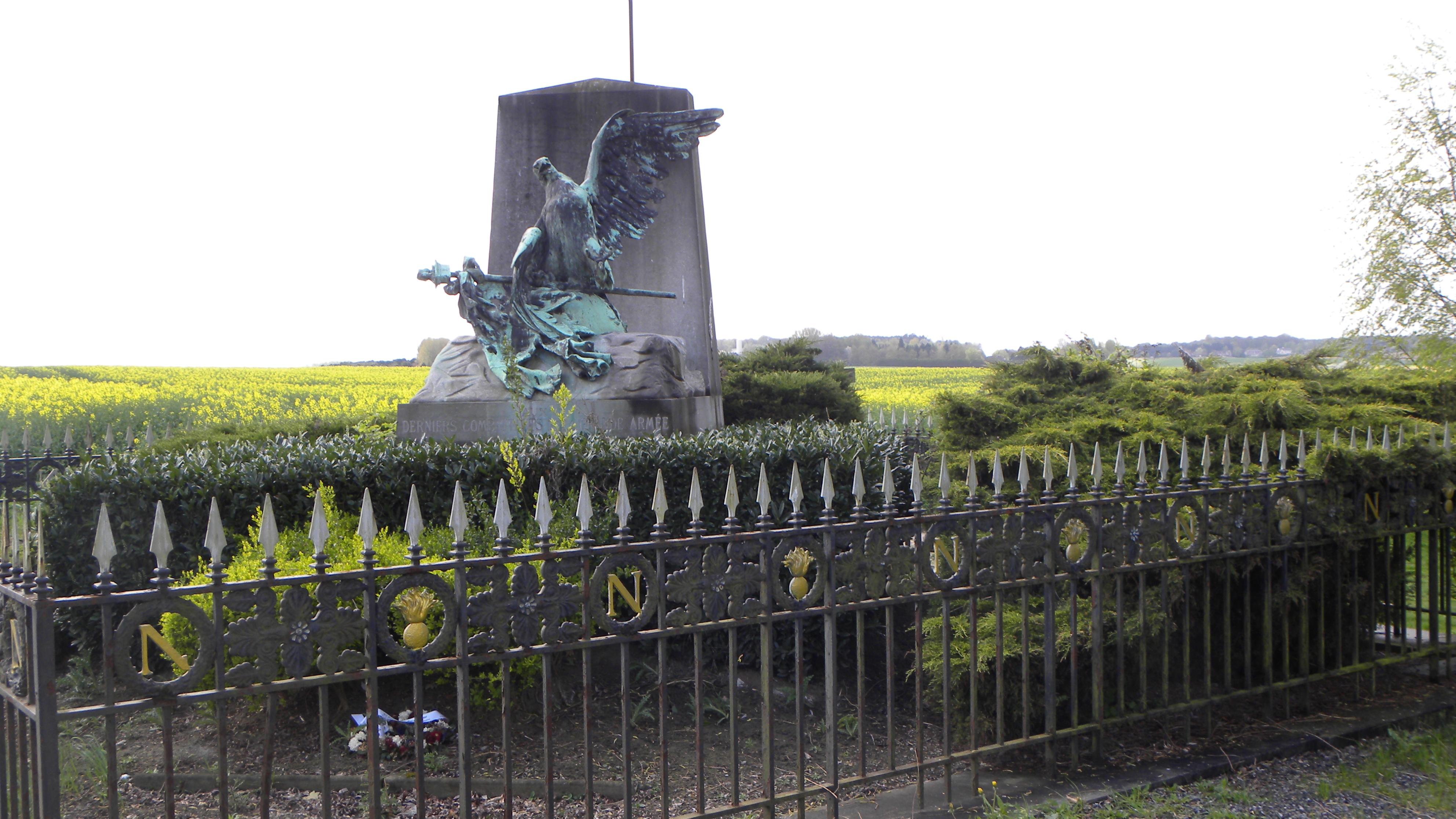
法軍最後戰士最後的紀念碑
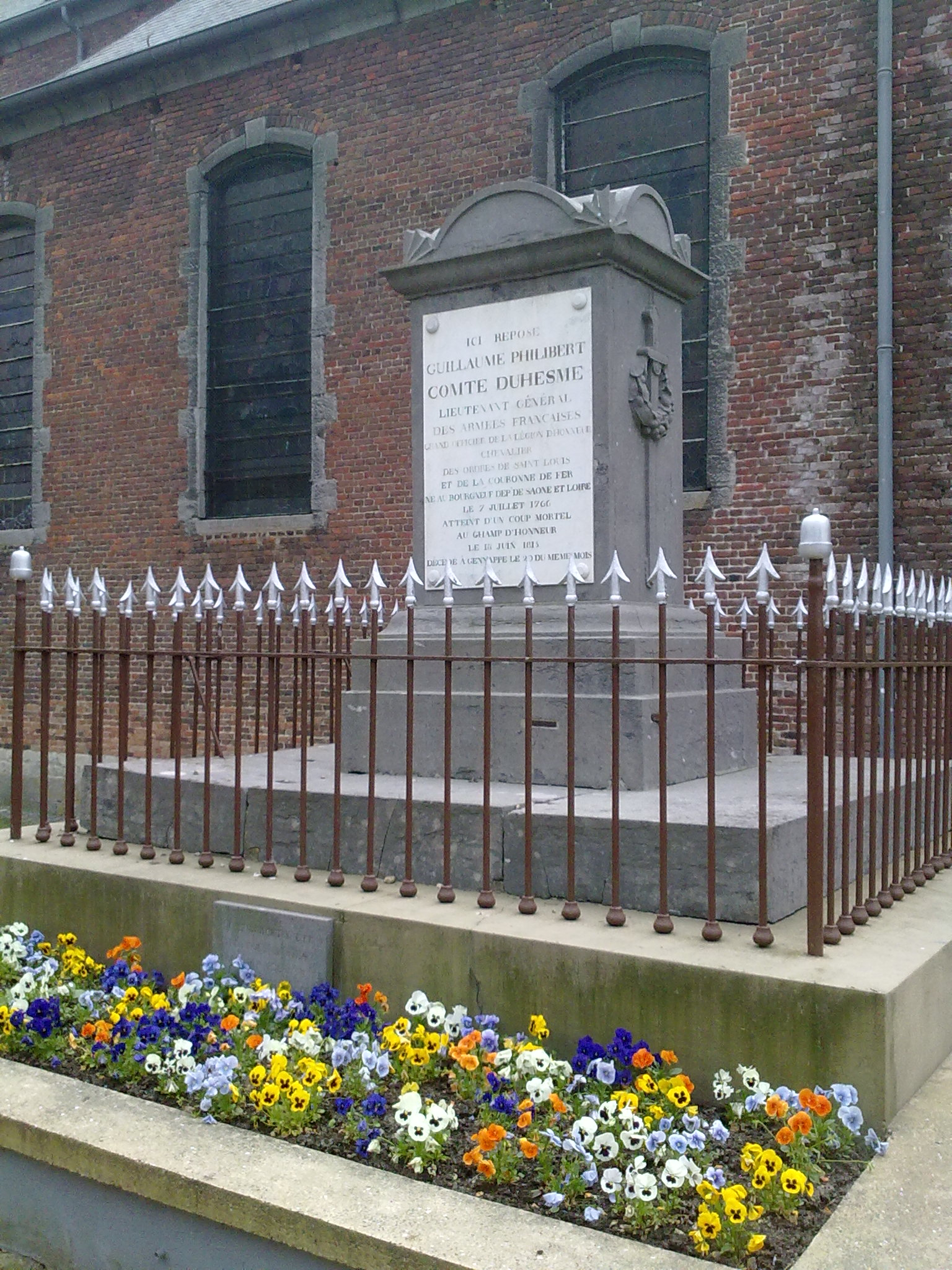
迪埃姆將軍之墓
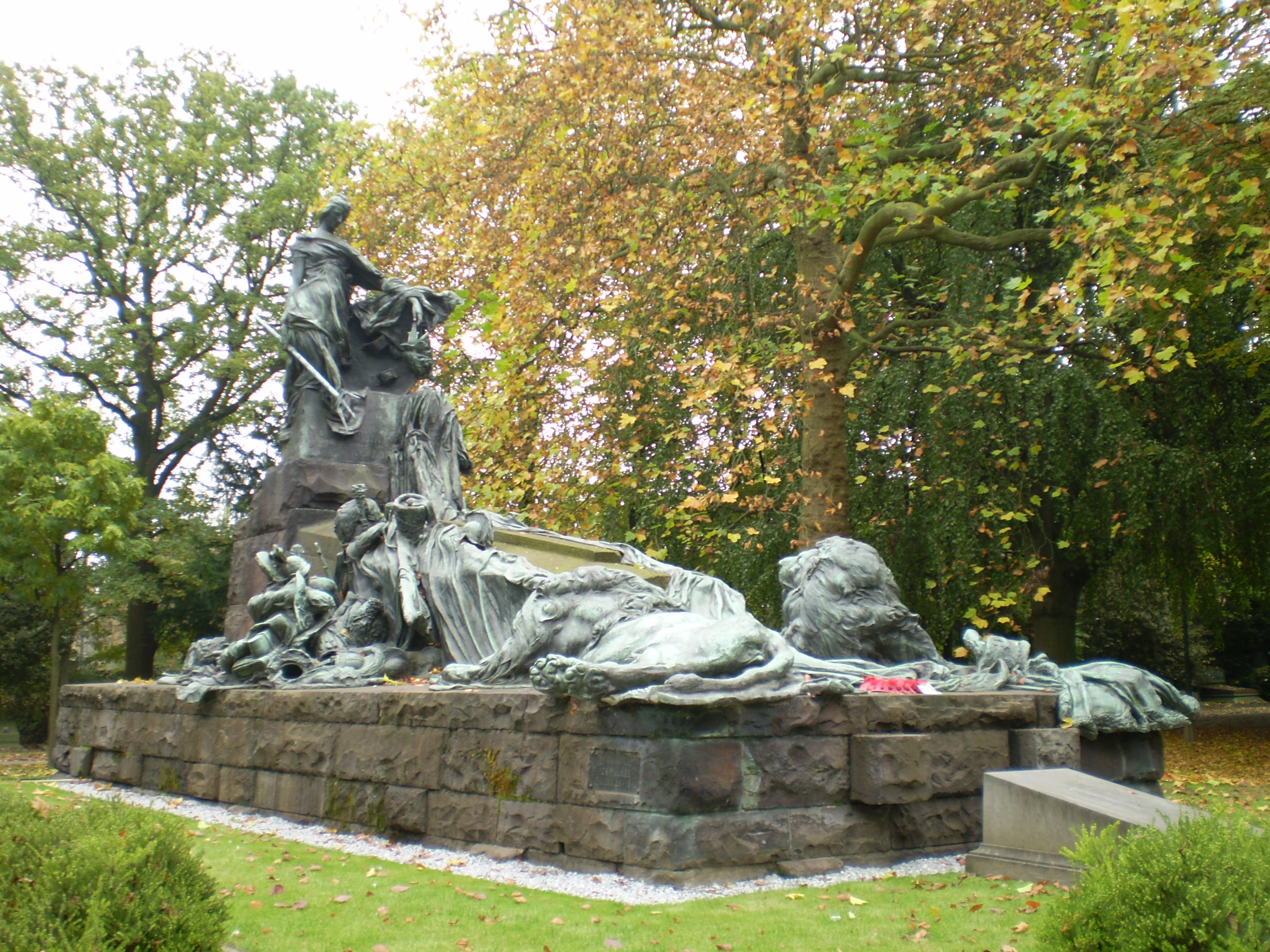
布魯塞爾墓地的滑铁卢戰役紀念碑
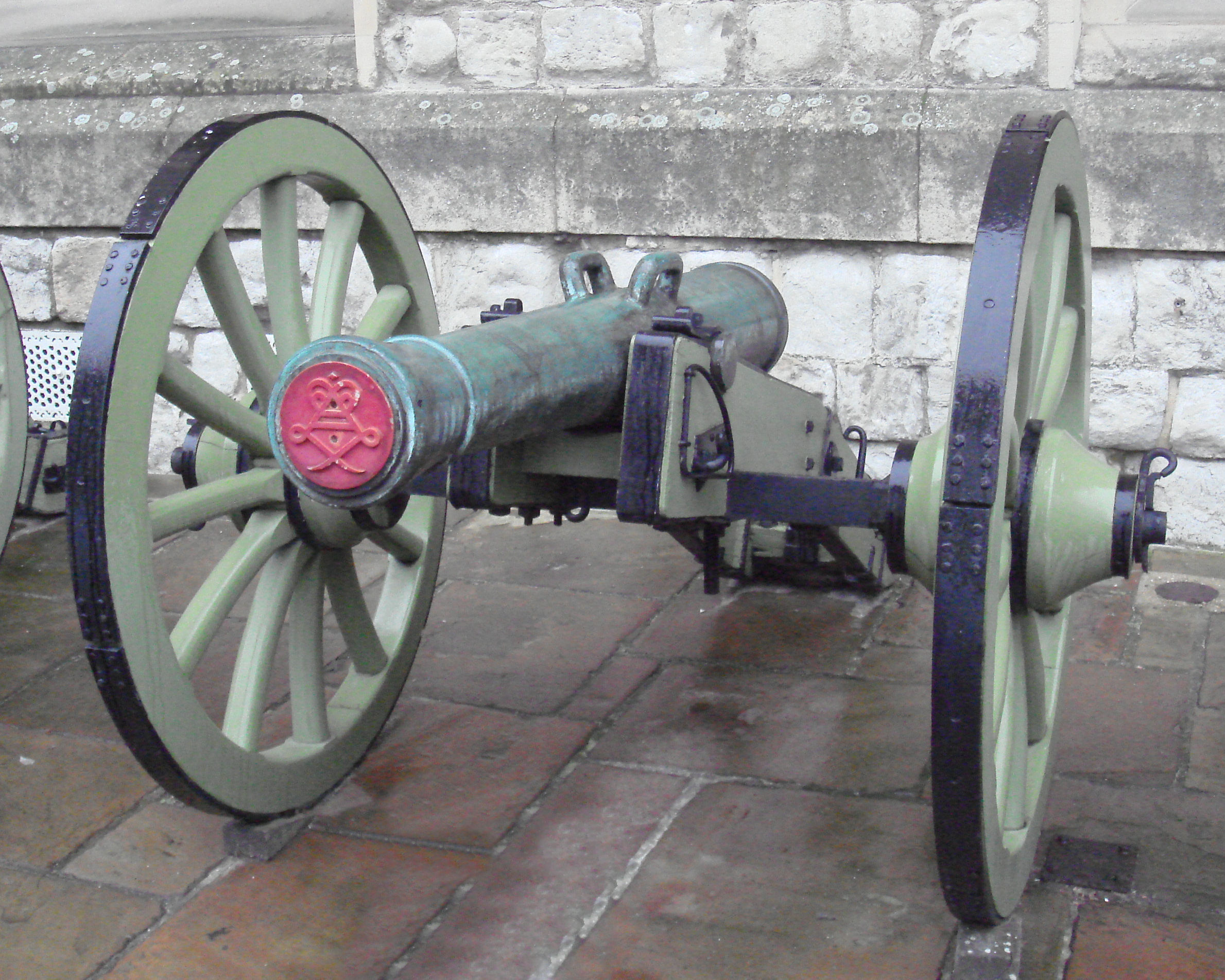
英军俘获的法軍6磅野砲（Canon de 6 système An XI） 收藏于倫敦塔
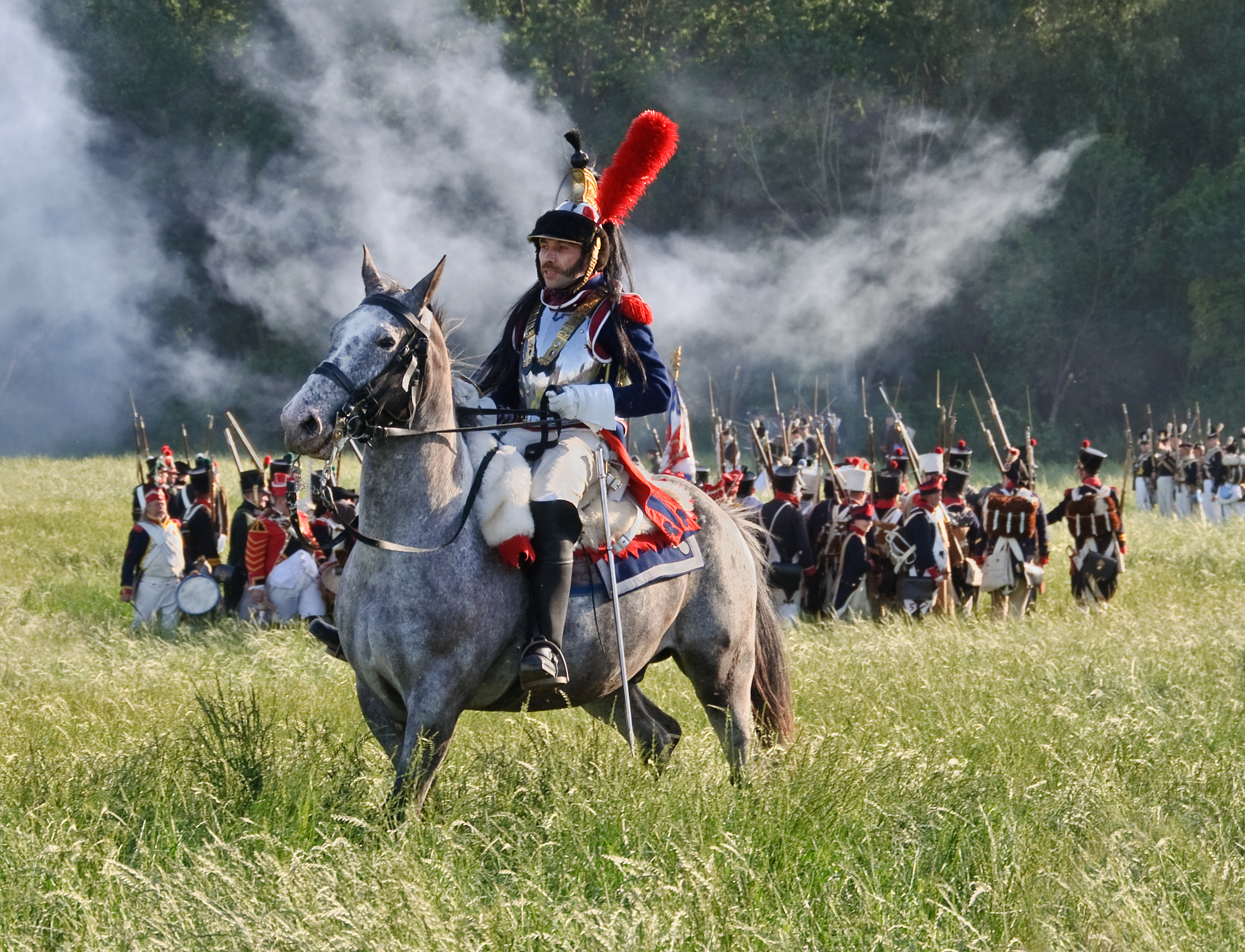
法軍的胸甲騎兵 2011年歷史紀念活動
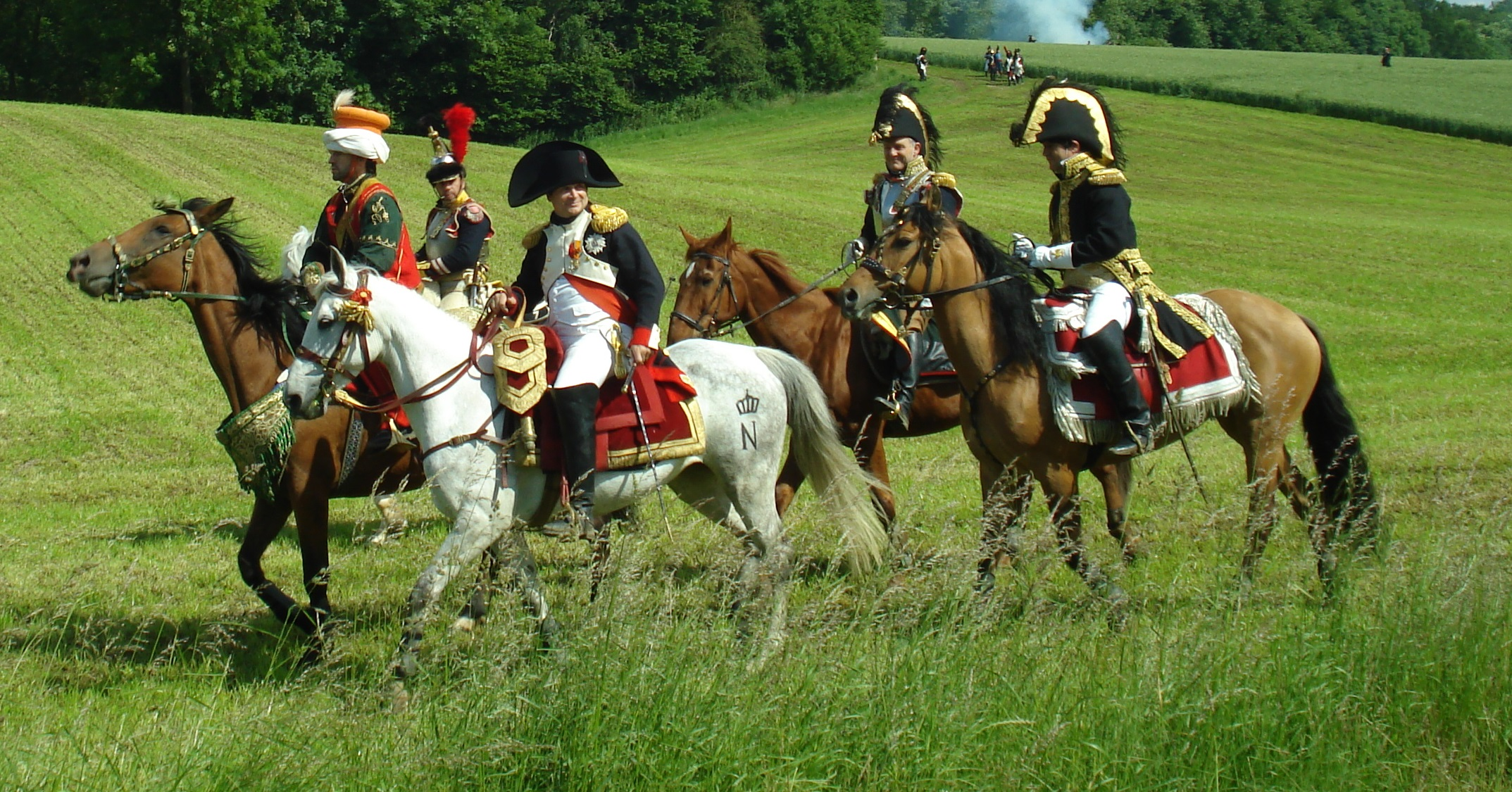
拿破仑和他的将领 2012年歷史紀念活動